# Зимний дворец
Зи́мний дворе́ц (в 1918—1943 годах — Дворец Искусств) — главный императорский дворец России, расположенный на Дворцовой площади в Санкт-Петербурге. Здание дворца (пятое по счёту) было построено в 1754—1762 годах российским архитектором итальянского происхождения Франческо Бартоломео Растрелли в стиле пышного елизаветинского барокко с элементами французского рококо в интерьерах.
С момента окончания строительства в 1762 году по 1904 год использовался в качестве официальной зимней резиденции российских императоров. До пожара 1837 года в здании проживало около 2000 человек, а во время пребывания здесь императора — ещё больше. Доступ во дворец (включая осмотр бриллиантовой комнаты, вплоть до конца XIX века относившейся к личным покоям императрицы) имел любой, одетый надлежащим видом (мужчины либо в военной форме, либо во фраке). По большим праздникам, таким как Пасха, это требование снималось — посетителям было необходимо иметь лишь чистый и опрятный вид.
В 1904 году Николай II перенёс постоянную резиденцию из Зимнего в Александровский дворец в Царском Селе. Во время Первой мировой войны, с октября 1915 до ноября 1917 года, во дворце работал госпиталь имени цесаревича Алексея Николаевича. Во время Февральской революции, с июля по ноябрь 1917 года, во дворце размещалось Временное правительство. После Октябрьской революции дворец перестал быть жилым. В его стенах была размещена основная экспозиция Государственного Эрмитажа (Эрмитажные здания, строившиеся Екатериной II после окончания строительства дворца, соединены с ним переходом). В январе 1920 года во дворце открыт Государственный музей революции, разделявший здание с Государственным Эрмитажем вплоть до 1941 года.
Зимний дворец и Дворцовая площадь образуют архитектурный ансамбль, ставший одним из главных объектов внутрироссийского и международного туризма.

## История

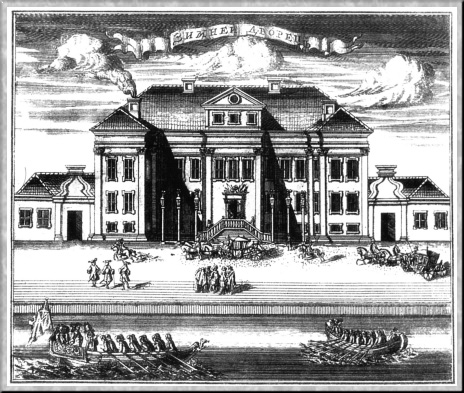
Первый дворец — Свадебные палаты

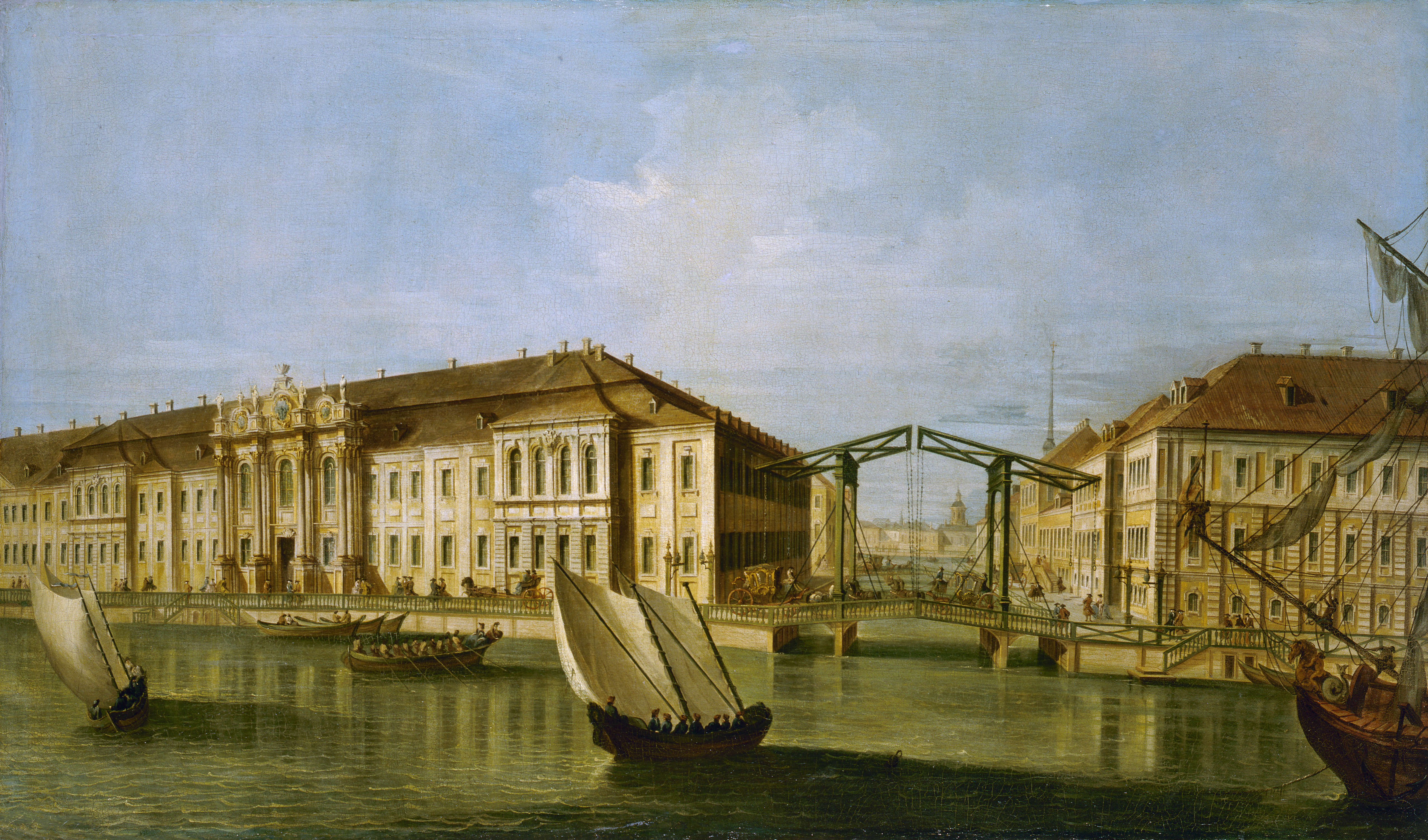
Второй дворец — Зимний дворец Петра I

### Предшествующие Зимние дворцы
Всего за период 1711—1764 годов в городе на разных участках возводилось пять зимних дворцов. Первоначально Пётр I поселился в построенном на скорую руку в 1703 году недалеко от Петропавловской крепости одноэтажном доме.

#### Первый Зимний дворец — Свадебные палаты Петра I
Пётр Великий владел участком между Невой и Миллионной улицей (на месте нынешнего Эрмитажного театра). В 1708 году здесь, в глубине участка, был построен деревянный «Зимний дом» — небольшой двухэтажный дом с высоким крыльцом и черепичной крышей. В 1712 году были выстроены каменные Свадебные палаты Петра I. Этот дворец стал подарком губернатора Санкт-Петербурга Александра Даниловича Меншикова к свадьбе Петра I и Екатерины Алексеевны.

#### Второй Зимний дворец — дворец Петра I у Зимней канавки
В 1716 году архитектор Георг Маттарнови по приказу царя приступил к постройке нового Зимнего дворца, на углу Невы и Зимней канавки (которую тогда называли «Зимнедомным каналом»). В 1720 году Пётр I со всем своим семейством переехал из летней резиденции в зимнюю. В 1725 году в этом дворце Пётр скончался.

#### Третий Зимний дворец — дворец Анны Иоанновны
Позднее императрица Анна Иоанновна посчитала Зимний дворец слишком маленьким и в 1731 году поручила его перестройку Ф. Б. Растрелли, который предложил ей свой проект переустройства Зимнего дворца. По его проекту требовалось приобрести стоявшие в то время на месте, занимаемом нынешним дворцом, дома, принадлежавшие графу Апраксину, Морской Академии, Рагузинскому и Чернышёву. Анна Иоанновна проект одобрила, дома были скуплены, снесены и весной 1732 года началось строительство. Фасады этого дворца были обращены на Неву, Адмиралтейство и на «луговую сторону», то есть на дворцовую площадь. В 1735 году строительство дворца было завершено, и Анна Иоанновна переехала в него на жительство. Четырёхэтажное здание включало в себя около 70 парадных залов, более 100 спален, галерею, театр, большую капеллу, множество лестниц, служебные и караульные помещения, а также комнаты дворцовой канцелярии. Практически сразу дворец начал перестраиваться, к нему началась пристройка по луговой стороне технических построек, сараев и конюшен.
Там 2 июля 1739 года состоялось обручение принцессы Анны Леопольдовны с принцем Антоном-Ульрихом. После смерти Анны Иоанновны сюда привезли малолетнего императора Иоанна Антоновича, который пробыл здесь до 25 ноября 1741 года, когда Елизавета Петровна взяла власть в свои руки.
В 1745 году по высочайшему указу императрицы для ловли большого количества мышей в недостроенном дворце из Казани было доставлено 30 котов, которые пополнили кошачью популяцию дворца, зародившуюся от кота, привезённого Петром I из Голландии.
Традиция содержать котов для охраны от грызунов пережила века — в 2008 году в подвалах дворца проживало 50 котов, для которых был создан специальный фонд друзей котов Эрмитажа.
При Елизавете продолжилась пристройка ко дворцу служебных помещений, в результате к 1750 году он «представлял вид пёстрый, грязный, недостойный места им занимаемого и самая странность императорского дворца, одним крылом примыкающего к Адмиралтейству, а другим в противоположной стороне, к ветхим палатам Рагузинского, не могла быть приятна государыне». 1 января 1752 года императрица приняла решение о расширении Зимнего дворца, после чего были выкуплены соседние участки Рагузинского и Ягужинского. На новом месте Растрелли пристраивал новые корпуса. По составленному им проекту эти корпуса должны были быть пристроены к уже существующим и быть оформлены с ними в едином стиле. В декабре 1752 года императрица пожелала увеличить высоту Зимнего дворца с 14 до 22 метров. Растрелли был вынужден переделывать проект здания, после чего решил строить его в новом месте. Но Елизавета Петровна отказалась от перемещения нового Зимнего дворца. В результате архитектор принимает решение строить всё здание заново, новый проект был подписан Елизаветой Петровной 16 июня (27 июня) 1754 года:
Понеже в С.-Петербурге наш Зимний Дворец не токмо для приёму иностранных министров и отправления при Дворе во уреченные дни праздничных обрядов, по великости нашего императорского достоинства, но и для умещения нам с потребными служительми и вещьми доволен быть не может, для чего мы вознамерились оный наш Зимний Дворец с большим пространством в длине, ширине и вышине перестроить, на которую перестройку по смете потребно до 900.000 рублев, какой суммы, расположа оную на два года, из наших соляных денег взять невозможно. Того для повелеваем нашему Сенату сыскать и нам представить, из каких доходов такую сумму по 430 или 450 тысяч рублев на год взять к тому делу возможно, считая с начала сей 1754 и будущий 1755 годы, и чтобы сие учинено было немедленно, дабы не упустить нынешнего зимнего пути для приготовления припасов к тому строению

#### Четвёртый (временный) Зимний дворец
Был построен в 1755 году. Его построил Растрелли на углу Невского проспекта и набережной р. Мойки. Был разобран в 1762 году.

### Пятый (существующий) Зимний дворец

#### Строительство по проекту Ф. Б. Растрелли
С 1754 по 1762 год шло строительство пятого по счёту здания дворца, ставшего в то время самым высоким жилым зданием в Санкт-Петербурге. Здание включало в себя около 1500 комнат. Общая площадь дворца составляла порядка 60 тыс. м². Елизавета Петровна не дожила до окончания строительства, принимал работу 6 апреля 1762 года уже Пётр III. К этому времени была закончена отделка фасадов, но многие внутренние помещения ещё не были готовы. Летом 1762 года Петра III свергли с престола, и строительство Зимнего дворца было окончено уже при Екатерине II.
Прежде всего императрица отстранила от работ Растрелли. Отделкой интерьеров дворца занимались архитекторы Ю. М. Фельтен, Ж. Б. Валлен-Деламот и А. Ринальди под руководством Бецкого.

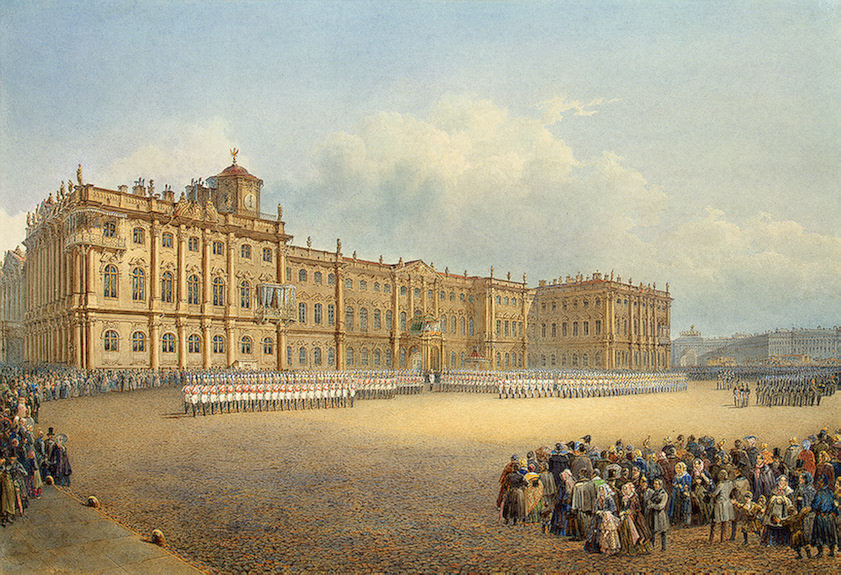
Первоначально стены дворца по распоряжению императрицы были окрашены «песочною краскою», как в Версале и Шёнбрунне

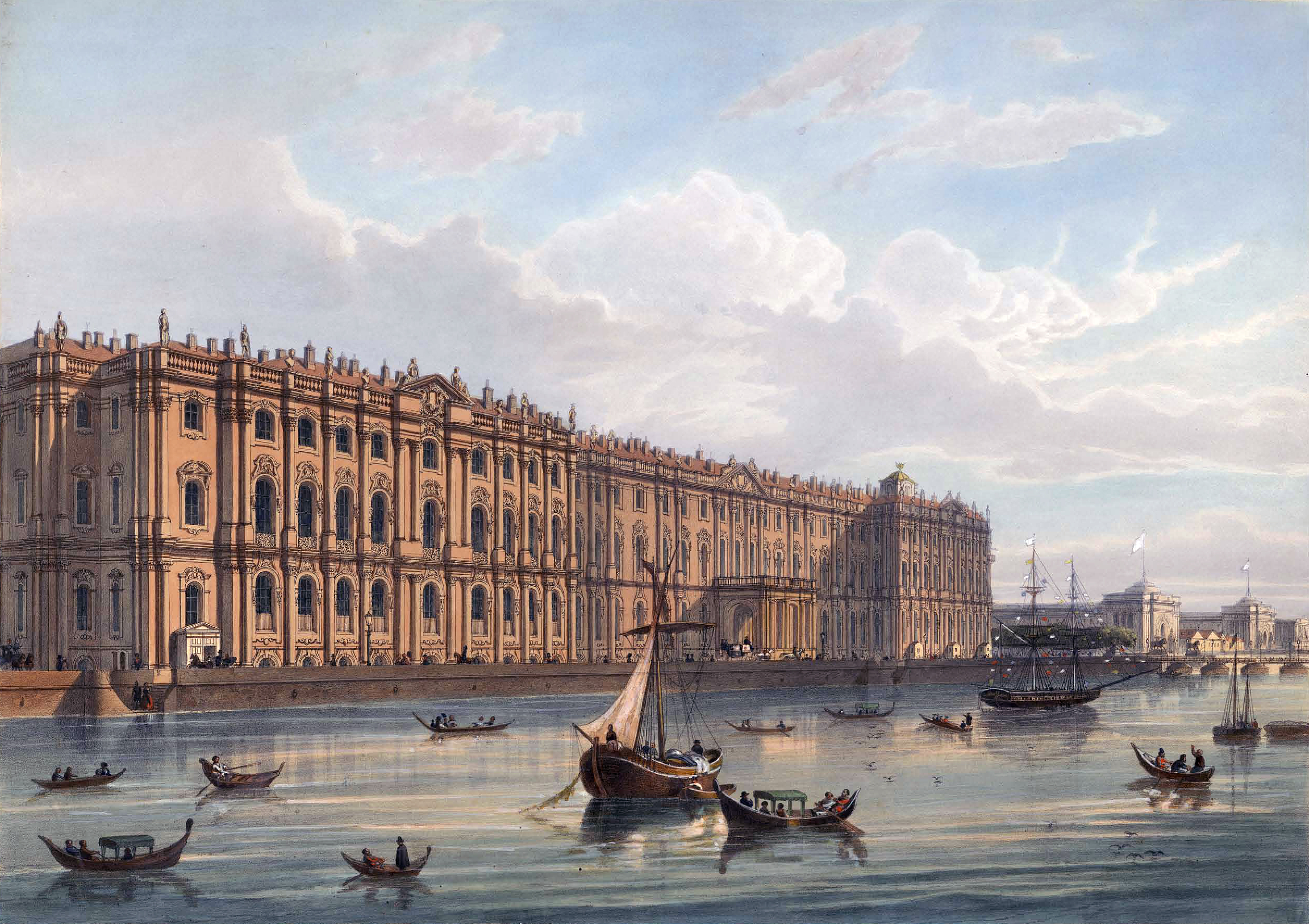
В середине XIX века по распоряжению Николая I стены дворца окрасили в тёмно-красный цвет

По первоначальной, сделанной Растрелли, планировке дворца самые большие парадные залы находились во 2 этаже и выходили окнами на Неву. По замыслу зодчего, путь к громадному «Тронному» залу, который занимал всё пространство северо-западного крыла, начинался с востока — с «Иорданской» или, как она прежде называлась, «Посольской» лестницы и пролегал через анфиладу из пяти аван-залов (из них три средних зала составили впоследствии Николаевский зал). В юго-западном крыле Растрелли поместил дворцовый театр «Оперный дом». Кухни и прочие службы занимали северо-восточное крыло, а в юго-восточной части между жилыми покоями и устроенной в восточном дворе «Большой церковью» была перекинута галерея.

#### Зимний дворец при Екатерине II
В 1763 году императрица переместила свои покои в юго-восточную часть дворца, под своими комнатами она приказала разместить покои своего фаворита Г. Г. Орлова (в 1764—1766 годах для Орлова был возведён Южный павильон Малого Эрмитажа, соединённый с покоями Екатерины галереей на арке). В северо-западном ризалите был обустроен «Тронный зал», перед ним появилось помещение для ожидания — «Белый зал». Позади Белого зала разместили столовую. К ней примыкал «Светлый кабинет». За столовой следовала «Парадная опочивальня», ставшая через год «Алмазным покоем». Кроме того императрица приказала обустроить для себя библиотеку, кабинет, будуар, две спальни и уборную.
В 1764 году Екатерине II были переданы из Берлина 317 ценных картин общей стоимостью в 183 тысячи талеров из частной коллекции живописи Йоханна Эрнста Гоцковского (Johann Ernst Gotzkowsky, 1710—1775) в счёт его долга князю Владимиру Сергеевичу Долгорукову. Из этих 317 картин (принято считать, что их было лишь 225) в основном голландско-фламандской школы первой половины XVII века, переданных в Россию в 1764 году и положивших начало собраниям Эрмитажа, здесь сохранилось по меньшей мере 96 полотен. Картины размещались в уединённых апартаментах дворца, получивших французское название «Эрмитаж» (место уединения); с 1767 по 1775 год для них было построено специальное здание восточнее дворца.
В 1780—1790-х годах работы по отделке дворцовых интерьеров продолжили И. Е. Старов и Дж. Кваренги.
В 1783 году по указу Екатерины был произведён слом дворцового театра.
В 1790-х годах по указу Екатерины II, которая сочла неуместным хождение публики в Эрмитаж через её собственные покои, была создана галерея-перемычка с Зимним дворцом — «Аполлонов зал», — при помощи которой посетители могли миновать царские апартаменты. Тогда же Кваренги возвёл и новый Тронный (Георгиевский) зал, открытый в 1795 году. Старый тронный зал был переделан на ряд комнат, предоставленных для покоев только что женившемуся великому князю Александру. На месте бывших пяти залов Антикамер, построенных Растрелли, были созданы Аванзал, Мраморная галерея (Большой аванзал) и Концертный зал.
В 1826 году по проекту К. И. Росси перед Георгиевским залом построили Военную галерею, в которой разместились написанные в течение почти 10 лет Д. Доу 330 портретов генералов — участников войны 1812 года. В начале 1830-х годов в восточном корпусе дворца О. Монферран оформил Фельдмаршальский, Петровский и Гербовый залы.

#### Восстановление после пожара 1837 года
После пожара 1837 года, когда были уничтожены все интерьеры и также было повреждено южно-восточное крыло, восстановительными работами в Зимнем дворце руководили архитекторы В. П. Стасов, А. П. Брюллов и А. Е. Штауберт. Наружными работами (восстановлением фасадов) руководил И. М. Маевский.

#### Запасные половины Зимнего дворца
Впервые название Запасная половина Зимнего дворца появилось в процессе восстановления после пожара. Каждая запасная половина включала необходимый набор помещений для временного проживания гостей Высочайшего двора. Как правило, в запас переходили половины, ранее занимаемые членами императорской семьи, покинувшими Зимний дворец по причине замужества или переезда в другие дворцы, а также ушедшими из жизни.
- Первая запасная половина — занимала второй этаж южного корпуса с видом на площадь и во двор (залы № 283—287, 290—301). До 1828 года здесь жила императрица Мария Фёдоровна, с июля 1839 по 1844 год — великая княгиня Мария Николаевна и герцог Максимилиан Лейхтенбергский.
- Вторая запасная половина — занимала второй этаж юго-восточного ризалита (залы № 263—268, 273—281). Изначально на этом месте располагались личные апартаменты Петра III и Екатерины II, а также Павла I, после смерти которого императорская половина перешла в разряд запасной с названием «Прусско-королевские комнаты».
- Третья запасная половина — занимала часть второго этажа западного корпуса с видом во двор (залы № 157—161). Здесь жили дети Николая I.
- Четвёртая («Детская») запасная половина — занимала первый этаж северо-западного ризалита (залы № 2—16 и ряд служебных помещений). Вход был устроен со стороны набережной и далее через винтовую Детскую лестницу (не сохранилась). Запасной эта половина стала называться после выезда из Зимнего дворца дочерей Николая I — Александры (в 1844 году) и Ольги (в 1846 году). С 1856 года до переезда в собственный Николаевский дворец здесь жил великий князь Николай Николаевич. Созданные после пожара интерьеры А. П. Брюллова частично были изменены А. И. Штакеншнейдером.
- Пятая запасная половина — занимала первый этаж юго-западного ризалита (залы № 34—53). Вначале эту часть дворца занимали дети Александра II — Мария (залы № 34—38), Сергей и Павел (залы № 39—53). До 1858 года часть помещений, предназначенных для великой княжны Марии занимала Варвара Нелидова. Над Гардеробной (зал № 38) Марии Александровны в комнате в антресольном этаже проживала воспитательница детей Анна Тютчева. С 1894 по 1897 год в залах № 34—53 временно проживала дочь Александра III великая княгиня Ксения Александровна с супругом. После их переезда в собственный особняк на наб. Мойки, 106 залы и получают название Пятой запасной половины. С 1897 года здесь квартировала гофмейстерина императрицы Александры Фёдоровны княгиня Елизавета Нарышкина, «мадам Зизи», а залы № 40—53 занимала обер-гофмейстерина светлейшая княгиня Мария Голицына.
- Шестая запасная половина — занимала третий этаж западного корпуса (залы № 360—363, 290—301). Здесь проживала светлейшая княгиня Юрьевская — вторая, морганатическая, супруга императора Александра II.
- Седьмая запасная половина — находилась в здании Большого Эрмитажа.

## Исторические события
- 8 апреля (по другой версии — 11 апреля) 1762 года на Пасху состоялся обряд освящения дворца, на следующий день в него въехал императорский двор.

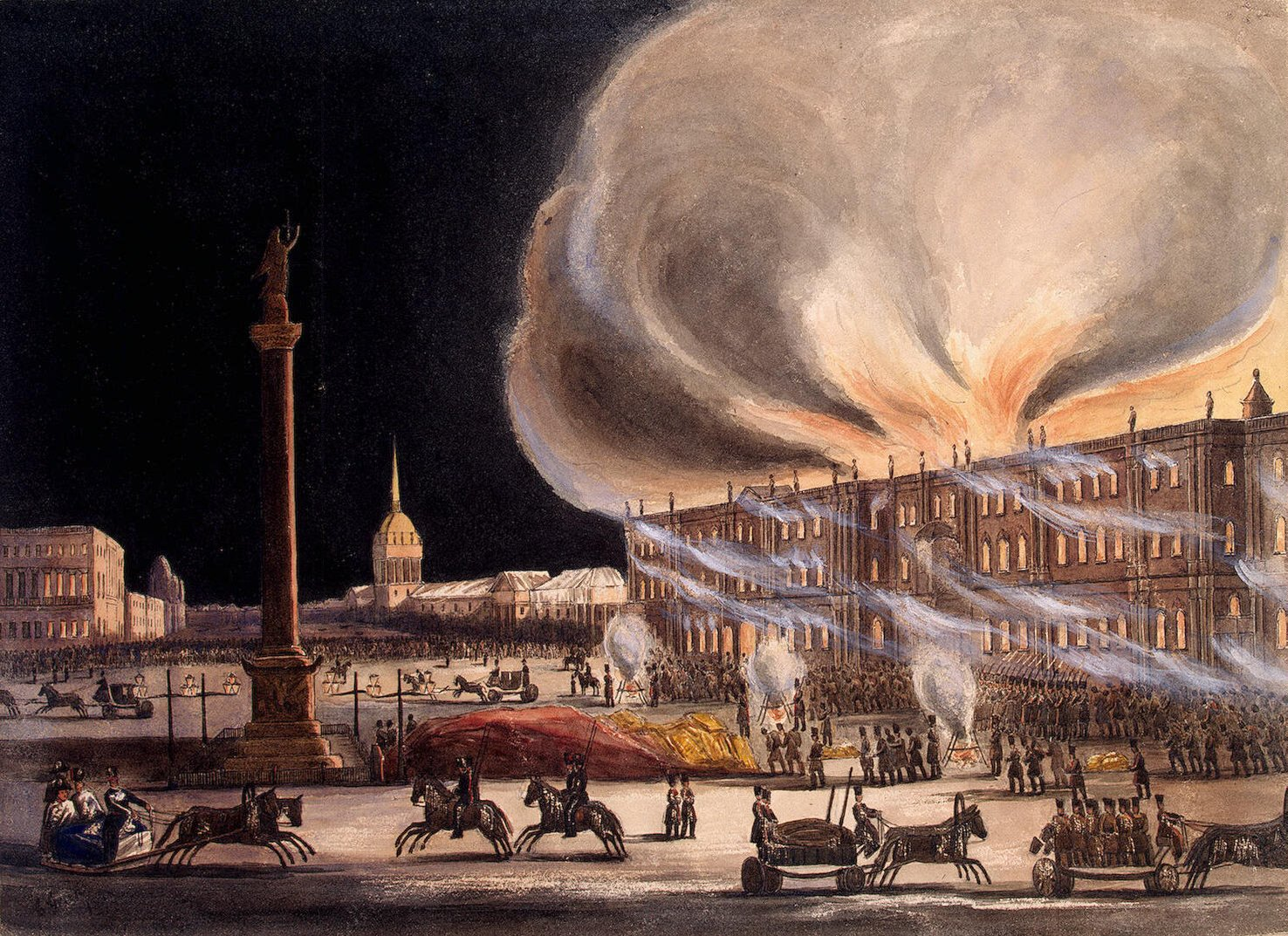
Пожар в Зимнем дворце

- 29 декабря 1837 года в Зимнем дворце случился пожар. Потушить его не могли три дня, всё это время вынесенное из дворца имущество было сложено вокруг Александровской колонны[11]. При пожаре по официальным данным погибли 13 солдат и пожарных. Восстановительные работы потребовали громадных усилий, однако дворец был возрождён за два года. Работами руководил В. П. Стасов, который использовал новые конструкции перекрытий и кровли.
- 5 февраля 1880 года народоволец С. Н. Халтурин произвёл (террористический акт) взрыв в Зимнем дворце с целью убийства Александра II, при этом было убито одиннадцать солдат из караула и пятьдесят шесть ранено, но ни император, ни члены его семьи не пострадали.
- 11—13 февраля 1903 года в Зимнем дворце состоялся знаменитый костюмированный исторический бал в костюмах эпохи царя Алексея Михайловича.
- 9 января 1905 года во время шествия колонн рабочих к Зимнему дворцу была расстреляна мирная рабочая демонстрация, что послужило началом Революции 1905—1907 годов.

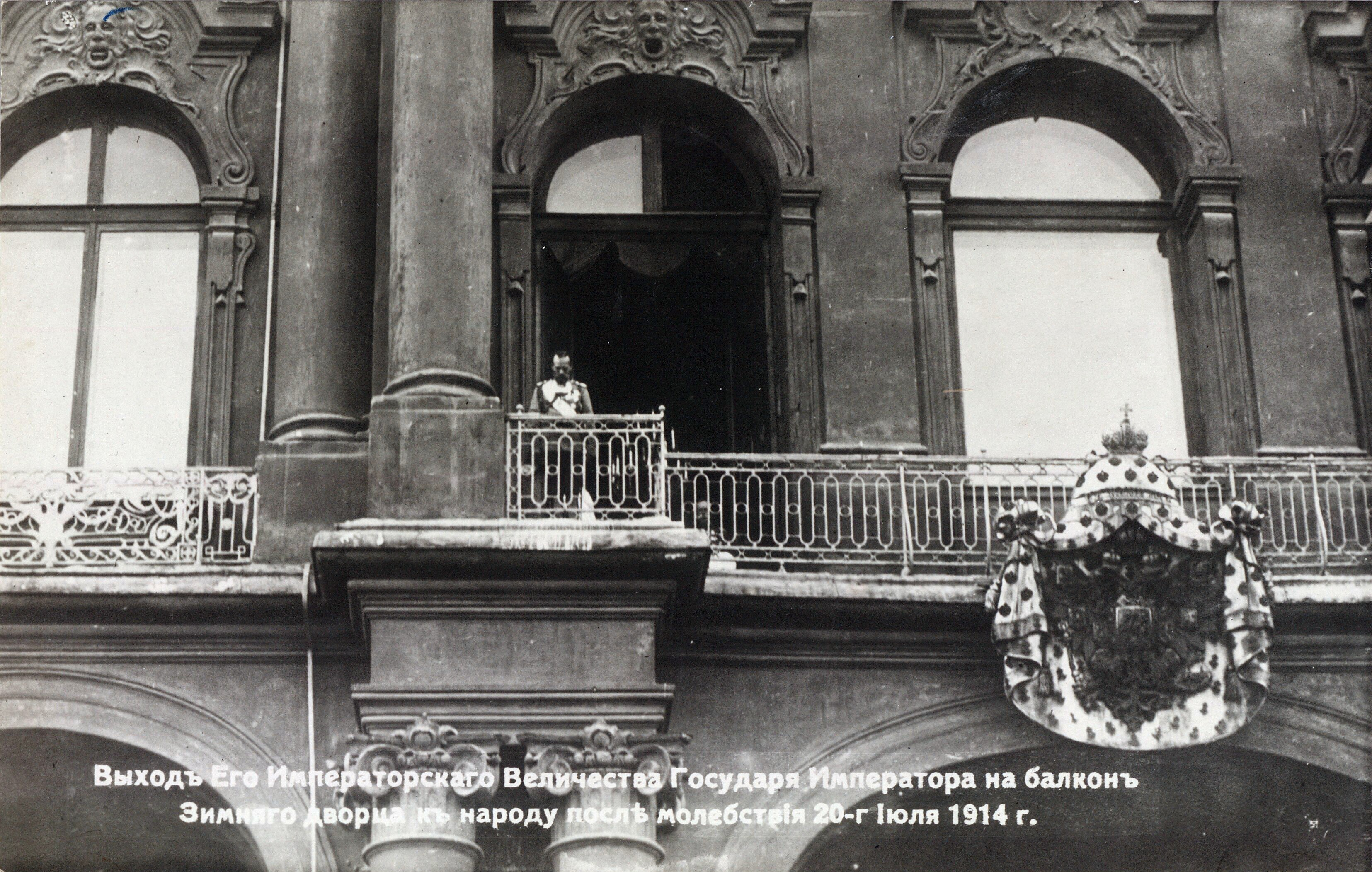
20 июля 1914. Николай II на балконе Зимнего дворца.

- В августе 1914 года после начала Первой мировой войны часть культурных ценностей из дворца, в том числе Галерея драгоценностей, была вывезена в Москву, однако Картинная галерея осталась на месте[12].
- В середине октября 1915 года во дворце был размещён военный госпиталь имени цесаревича Алексея Николаевича. Под госпитальные палаты были отведены залы Невской и Большой анфилад, а также Пикетный и Александровский залы[12].
- Во время революции февраля 1917 года дворец был занят войсками, перешедшими на сторону восставших.
- С июля 1917 года дворец стал резиденцией Временного правительства, которое объявило о национализации царских дворцов и образовало художественно-историческую комиссию по приёмке ценностей Зимнего дворца. В сентябре часть художественной коллекции была эвакуирована в Москву[13].

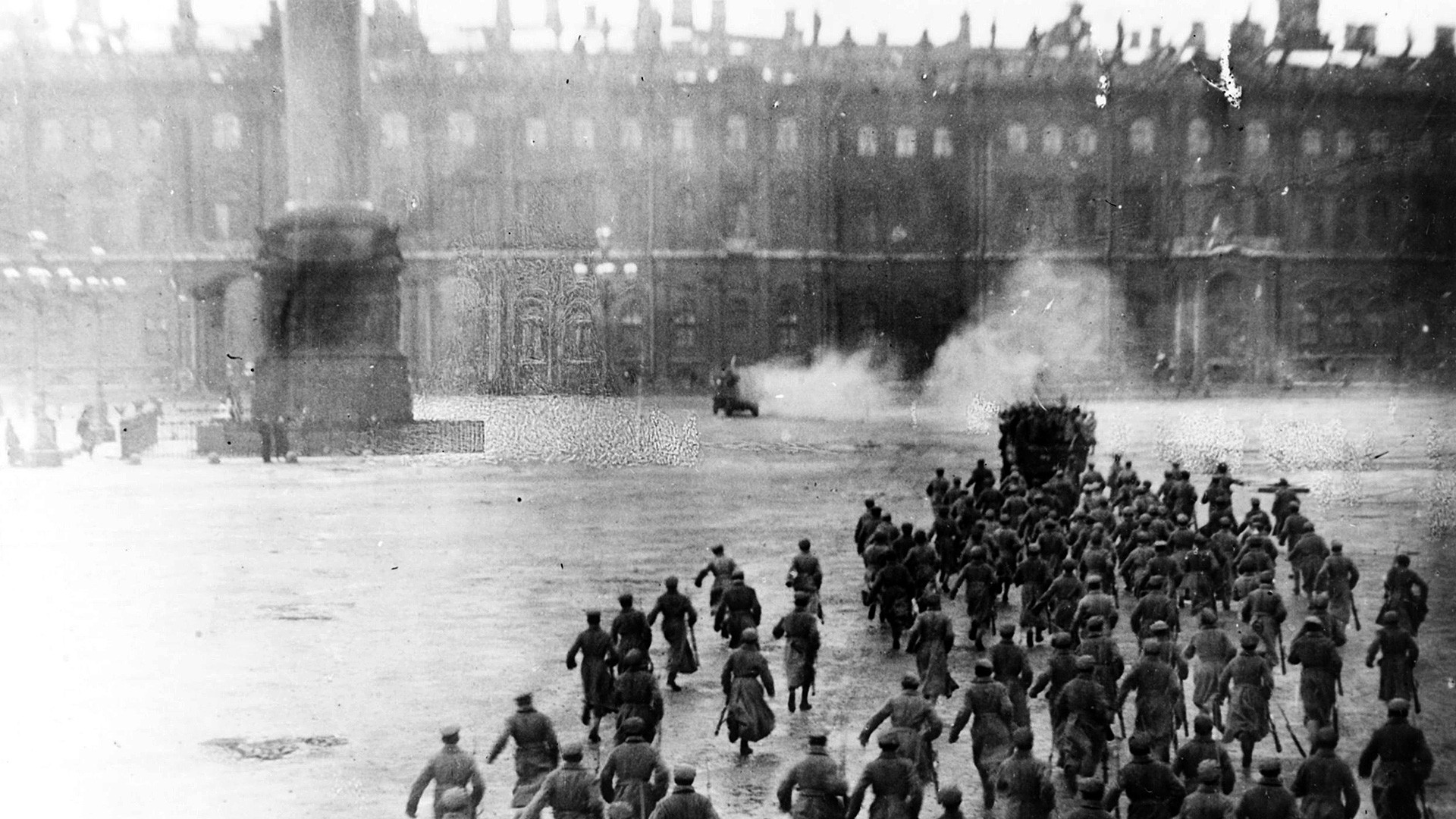
Штурм Зимнего дворца. Кадр из фильма «Октябрь», 1927 год

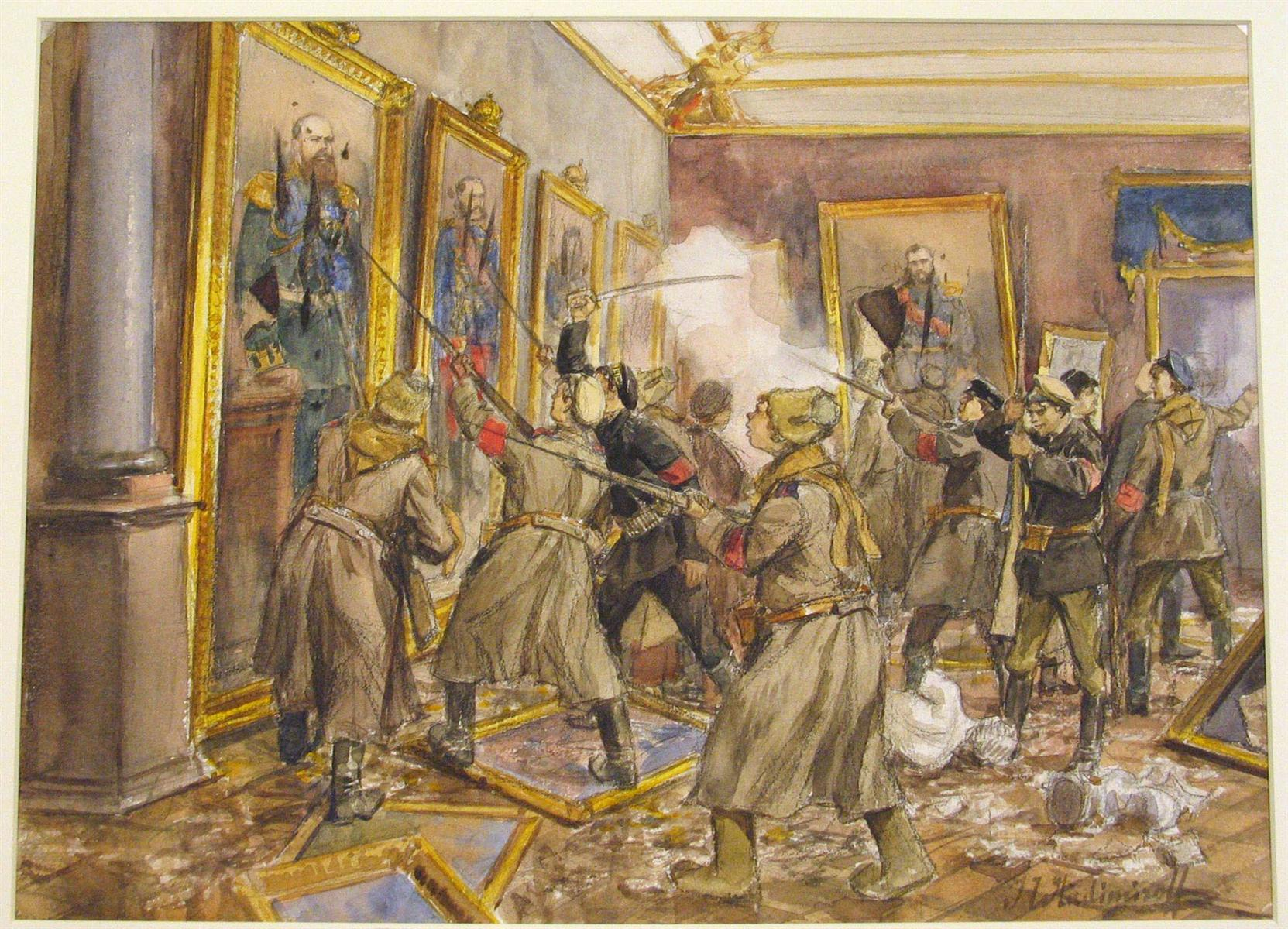
Погром в Зимнем дворце, картина И. Владимирова

- В ночь с 25 на 26 октября (7—8 ноября) 1917 года в дни Октябрьской революции Красная Гвардия, революционные солдаты и матросы окружили дворец, который охраняли гарнизон юнкеров и женский батальон. Северо-западный ризалит дворца был обстрелян картечью из орудий Петропавловской крепости. К 2 часам 10 минутам ночи 26 октября (8 ноября) восставшие штурмом взяли дворец, арестовали Временное правительство. В кинематографе штурм Зимнего дворца изображался как битва.
- 30 октября (12 ноября) 1917 года народный комиссар просвещения А. В. Луначарский объявил Зимний дворец и Эрмитаж государственными музеями. В течение нескольких месяцев в комнатах первого этажа дворца располагался Наркомпрос. В парадных залах начали устраивать кинематографические сеансы, концерты, лекции, собрания[14]. В 1918—1919 гг. назывался Дворцом Искусств.
- В 1919 году во дворце открылись первые после революции выставки произведений живописи из оставшихся в Петрограде картин, а также экспозиция «Заупокойный культ Древнего Египта».
- 11 января 1920 года в залах первого и второго этажей дворца состоялось официальное открытие Государственного музея Революции. К ноябрю 1920 года завершился процесс возвращения эвакуированных в Москву художественных ценностей. 2 января 1921 года для публики открылись залы Картинной галереи, а в следующем году другие экспозиции Государственного Эрмитажа. Совместно два музея просуществовали в здании дворца до 1941 года[14].
- 22 июня 1941 года после начала Великой Отечественной войны в подвалах дворца оборудованы двенадцать бомбоубежищ, в которых до 1942 года постоянно проживали около двух тысяч человек. Во дворце была укрыта часть не эвакуированной музейной коллекции Эрмитажа, культурных ценностей из пригородных дворцов и различных учреждений Ленинграда[15].
- В годы Великой Отечественной войны строения дворца пострадали от обстрелов артиллерии Вермахта и бомбардировок Люфтваффе, в общей сложности в них попали семнадцать артиллерийских снарядов и две авиационные бомбы. Были повреждены Малый тронный (Петровский) зал, разрушена часть Гербового зала и перекрытия Растреллиевской галереи, нанесён ущерб Иорданской лестнице. 7 ноября 1944 года дворец был частично открыт для посещения. Восстановление залов и фасадов дворца продолжалось долгие годы после войны[16].

## Архитектура

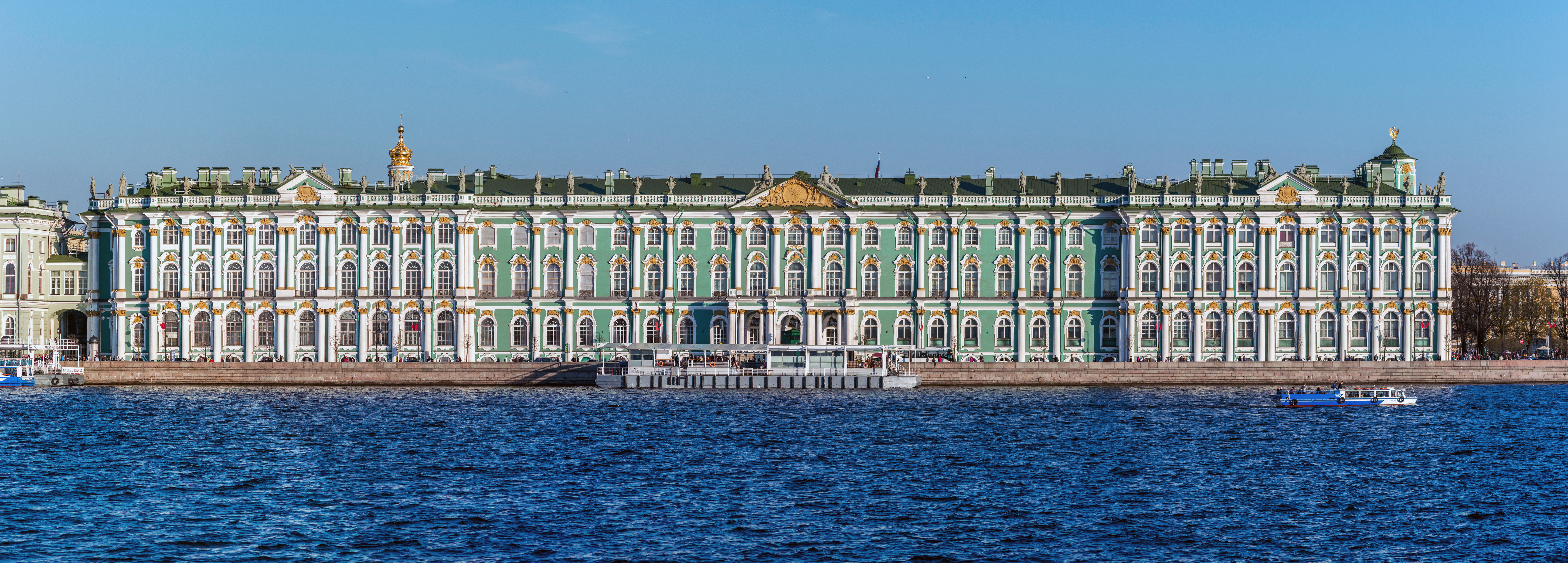
Северный фасад дворца, обращённый к Неве

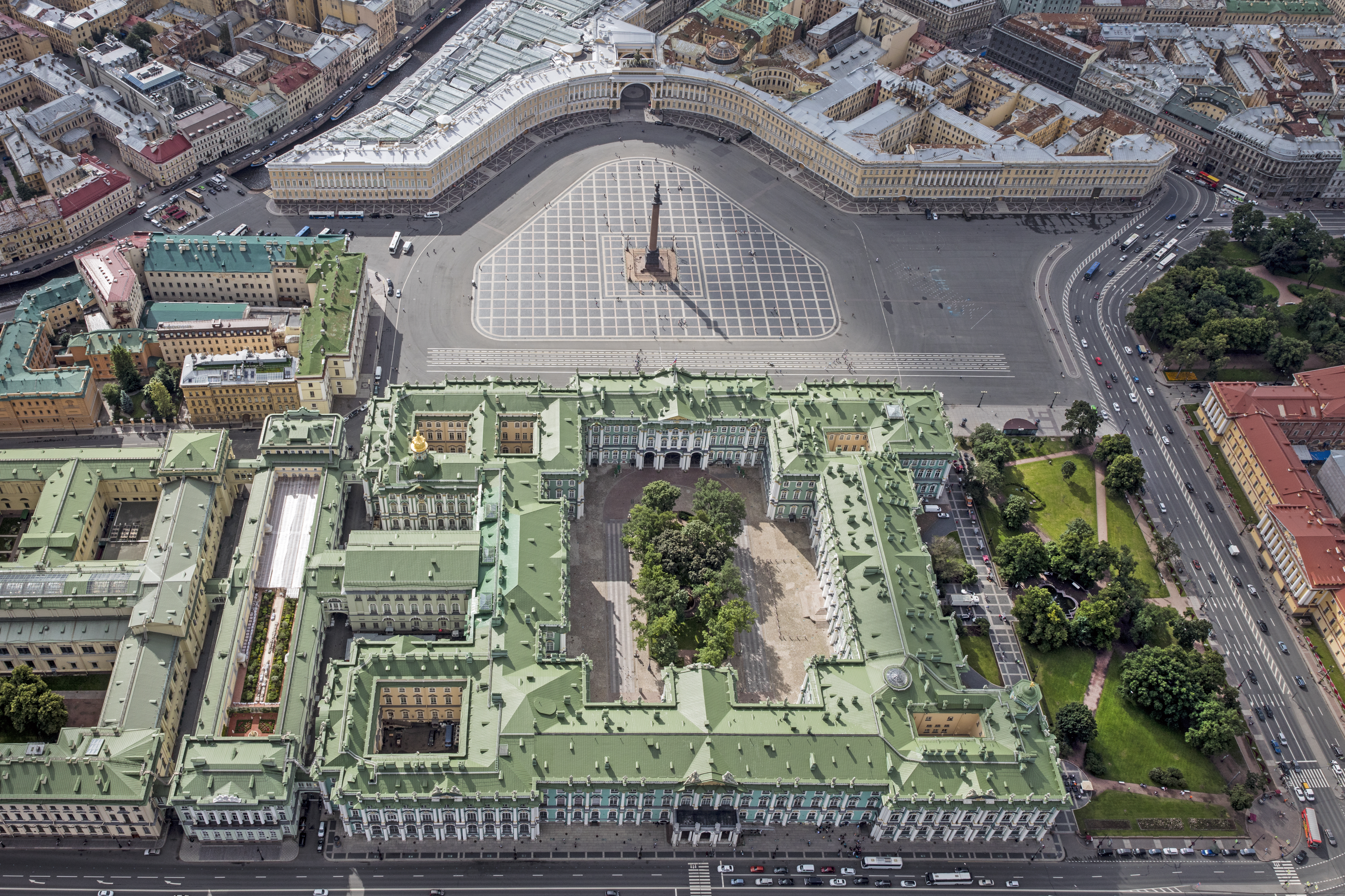
Вид на Зимний дворец и Дворцовую площадь с высоты

Современное трёхэтажное здание в плане имеет форму каре из четырёх флигелей с внутренним двором и фасадами, обращёнными к Неве, Адмиралтейству и Дворцовой площади.
В архитектуре пятого по счёту Зимнего дворца Б. Ф. Растрелли следовал своему уникальному индивидуальному стилю, совмещающему элементы итальянского барокко, западноевропейского классицизма, орнаментику модного в елизаветинское время рококо и традиции древнерусского зодчества, которые архитектор внимательно изучал, путешествуя по России. В общей композиции фасадов, особенно южного, выходящего на Дворцовую площадь, очевидны композиционные принципы классицизма: симметрия, трёхчастное деление ризалитами и доминирование горизонталей. Трёхчастное деление обеспечивает симметрию: фасады разделены по горизонтали на три почти равных по высоте этажа, вертикалями — на три ризалита. Каждый ризалит также состоит из трёх частей. Все фасады являются главными, но скомпонованы различно. Главный ризалит южного фасада прорезан тремя въездными арками (здесь Растрелли повторил приём, найденный им в композиции дворца в Стрельне, хотя в основу Стрельнинского дворца был положен проект Ж.-Б. Леблона). Арки ведут во внутренний двор, где в центре северного корпуса находится главный вход.
Двухмаршевые лестницы на высоком цоколе (в настоящее время уровень земли значительно повысился) следуют традициям стиля времени основания города: петровского барокко. «Собственный сад» западного фасада типа курдонёра с выступающими боковыми ризалитами выдаёт французские влияния стиля Людовика XIV. Классицистическая симметрия композиции дополняется типично барочными приёмами: зрительным колебанием плоскости стены за счёт светотени с помощью раскреповок, группирования колонн в пучки, в особенности на углах здания, выступающих ризалитов, балюстрады с вазонами и статуями на кровле. Первые модели вазонов и статуй сделал в 1740- х гг. австрийский скульптор И. Ф. Дункер, позднее они были заменены новыми, а в 1892—1902 годах снова заменены металлическими (скульпторы М. П. Попов, Д. И. Иенсен).
Группируя колонны на углах, Растрелли использует оригинальный приём: колонны расположены таким образом, что угол здания остается открытым; это усиливает игру светотени при любой погоде и с любой точки зрения. Всего, с учётом раскреповок и выступов, в здании дворца насчитывается 29 углов. Сложный синкопированный ритм вертикальных членений Растрелли развил разнообразием обработки оконных проемов трёх модулей: малой, средней и большой ширины. Оконные проемы 12 типов имеют 22 типа слегка различающихся обрамлений, дополненных 32 типами скульптурного декора, среди которых пять разновидностей капителей и четыре вида картушей.
Своеобразны растреллиевские элементы декора: «перистые рокайли», раковины, картуши с огромными «гребешками» по краям, иногда соединённые с львиными масками. Они отличаются от итальянских и французских прототипов прежде всего размером и мощной пластикой. Многие элементы выполняли из гипса с наполнителем «в наброс» непосредственно на стене, и лишь некоторые формовались по заранее сделанным моделям. Все архитектурно-декоративные и скульптурные приёмы создают типично барочное «вибрато» (итал. vibrato — энергичный, сильный), живописное «колебание плоскости» фасадов, и монументальности, отвечающее идеям представительности, торжественности, мощи и величия.

### Зимний дворец в числах

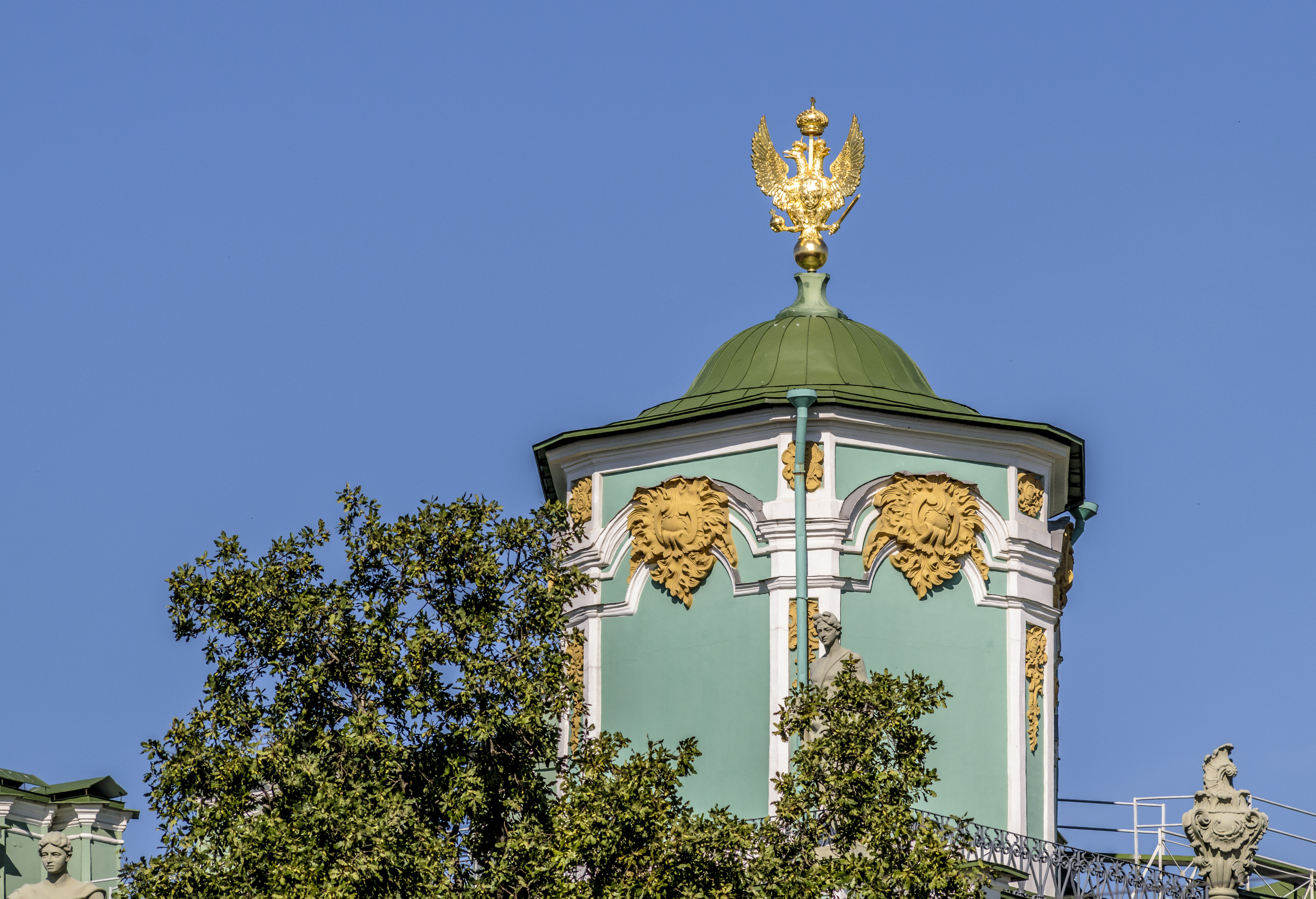
Башня оптического телеграфа Зимнего дворца

Здание дворца имеет 1084 комнаты, 1476 окон, 117 лестниц (включая потайные). Длина по фасаду со стороны Невы — 210 метров, со стороны Адмиралтейства — 175 метров, высота 23,5 метра. В 1844 году Николаем I был издан указ, которым устанавливалась максимальная высота строящихся в Санкт-Петербурге жилых частных зданий — 11 саженей (23,47 м). Таким образом, жилые частные здания не могли превосходить по высоте Зимний дворец, прямо в указе не упоминаемый.
Данный архитектурный феномен известен сегодня как «Небесная линия Санкт-Петербурга» — благодаря ему с крыши любого здания исторического центра города можно увидеть практически весь город. Таким образом, линия карниза крыши Зимнего дворца является своеобразной эталонной величиной.

### Планировочные особенности
Несмотря на перестройки и многие нововведения, основная планировочная схема дворца сохранила идеи Ф. Б. Растрелли. Дворцовые корпуса формируются вокруг внутреннего Большого двора. В северо-западном и юго-западном крыльях на месте Тронного зала и Оперного дома были созданы световые дворы, вокруг которых сформировались анфилады жилых покоев. С востока к Зимнему дворцу примыкает Малый Эрмитаж, выстроенный вдоль Чёрного проезда. В этот проезд выходят корпуса Георгиевского зала, Большой церкви, юго-восточное и северо-восточное крылья дворца; пространство дробится на систему дворов и западин: «Малый» и «Большой церковный» дворы (от находящейся здесь Большой церкви, заложенной ещё в 1763 году), «Церковная» и «Гаражная» (от расположенного тут гаража) западины, «Кухонный двор».

### Конструктивные особенности

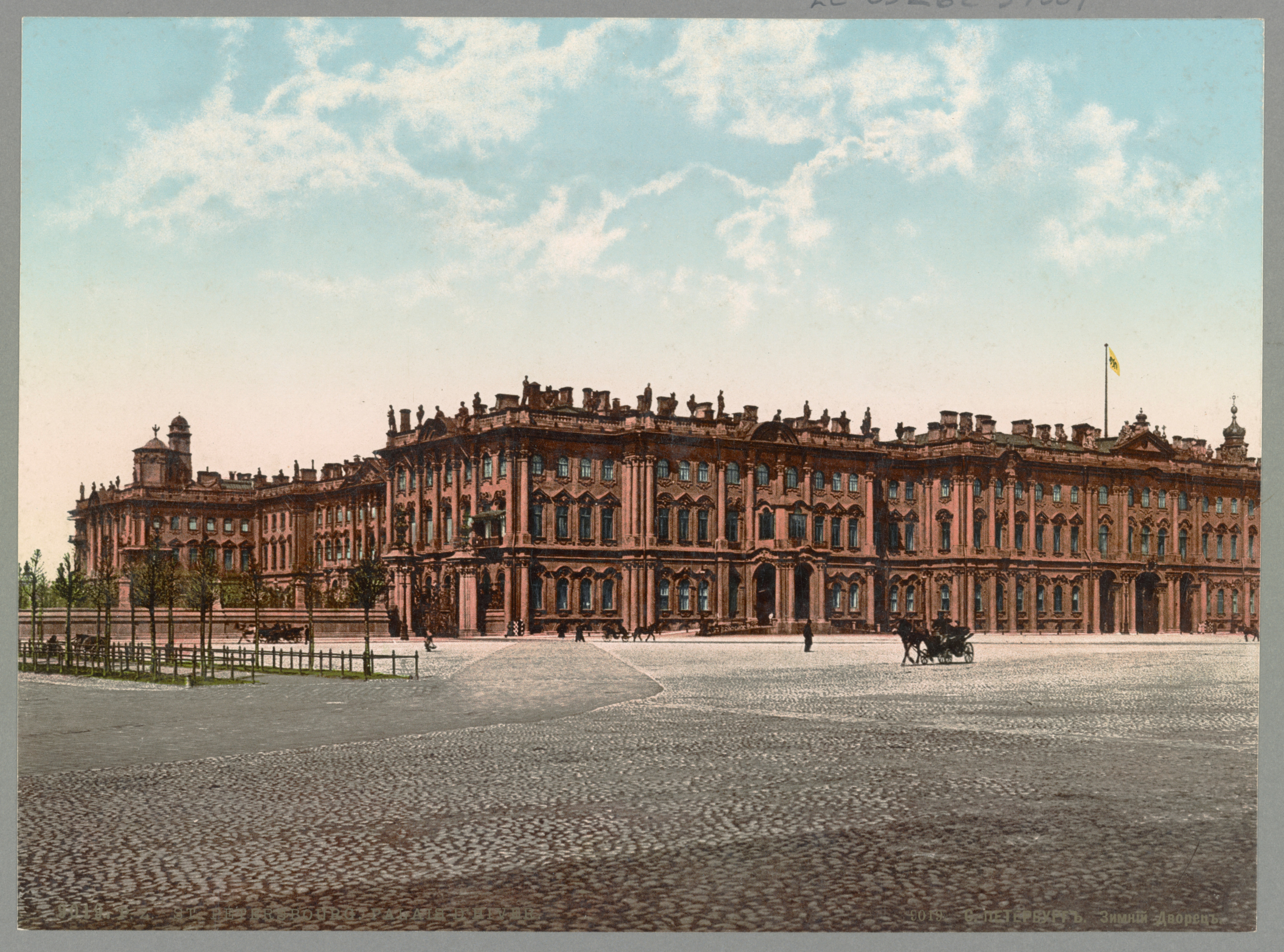
Зимний дворец в цвете, 1896 год

Трёхэтажное здание дворца имеет полуподвальный этаж и многочисленные антресольные этажи, некоторые парадные залы второго этажа — двухсветные. Кирпичная кладка стен на известковом растворе весьма массивна, междуэтажные перекрытия выполнены как в виде кирпичных сводов, так и по балкам. Массивный карниз дворца устроен на каменном основании, которое поддерживают проходящие сквозь кирпичную кладку наружных стен железные скрепы, сохранившиеся ещё со времён Растрелли. Вся стропильная система и все перекрытия над залами в XVIII веке делались из дерева (потолки утепляли войлоком и парусиной, стропила смолили). Брандмауэров на чердаках до пожара не было. При восстановлении дворца главную роль уже стали играть железные конструкции. Столь массовое применение железа в строительстве было необычным в мировой практике.
Инженер М. Е. Кларк разработал для поддержания кровли Зимнего дворца треугольные стропильные фермы — кровельные шпренгели, а для перекрытий залов дворца — дутые эллиптические балки. Шпренгели и балки были изготовлены на Александровском заводе, при этом использовались только две технологии обработки металла: ковка и литьё. Шпренгели установили в залах шириной до 20 метров, балки — до 14 метров. Интуитивный подход в строительстве таких конструкций преобладал над математическим расчётом. В конструкциях применялись самые разнообразные соединения: на болтах, заклёпках, клиньях, хомутах; использовалась также сварка ковкой. После случаев деформации конструкций для предотвращения смещения между шпренгелями были установлены распоры. От качества теплоизоляции чердака зависел температурный режим, а значит и поведение металлоконструкций. 9 августа 1841 года случилась крупная авария — в Георгиевском зале обрушился потолок. Расследовавшая этот случай комиссия пришла к выводу, что двутавровые балки опирались на ненадёжные места несущих стен. При восстановлении уже использовали шпренгели. М. Е. Кларк разработал особую конструкцию шпренгелей (высотой 3 метра, длиной 21 метр и весом 447 пудов) с применением элементов таврового прокатного профиля Камско-Воткинского завода. Перекрытие Георгиевского зала стало одним из первых примеров использования проката в отечественном строительстве.
В 1887 году под руководством архитектора Горностаева производилось обновление некоторых деформированных и усиление старых конструкций. Большинство из них до сих пор исправно несут свою службу в Зимнем.
При устройстве перекрытий между ближайшими балками были сделаны микросводы из пустотелых гончарных горшков на известковом растворе. Снизу в залах крепили металлический потолок либо оштукатуривали.
До пожара во дворце находилось 450 голландских и коробовых печей. В 1840-х годах в здании была устроена уникальная система отопления аммосовскими печами. 86 пневматических печей расположились в подвалах, нагретый чистый воздух поступал в помещения через жаровые каналы (позже на этой основе будет создана водо-воздушная система). Большое внимание в конце XIX-го века стали уделять и системе вентиляции. Нечистоты аккумулировались в построенном ещё Растрелли коллекторе, отводящим нечистоты в Неву. После реконструкции набережной этот коллектор был заделан и Зимний дворец какое-то время «ходил под себя». В 1886 году Зимний дворец был электрифицирован.

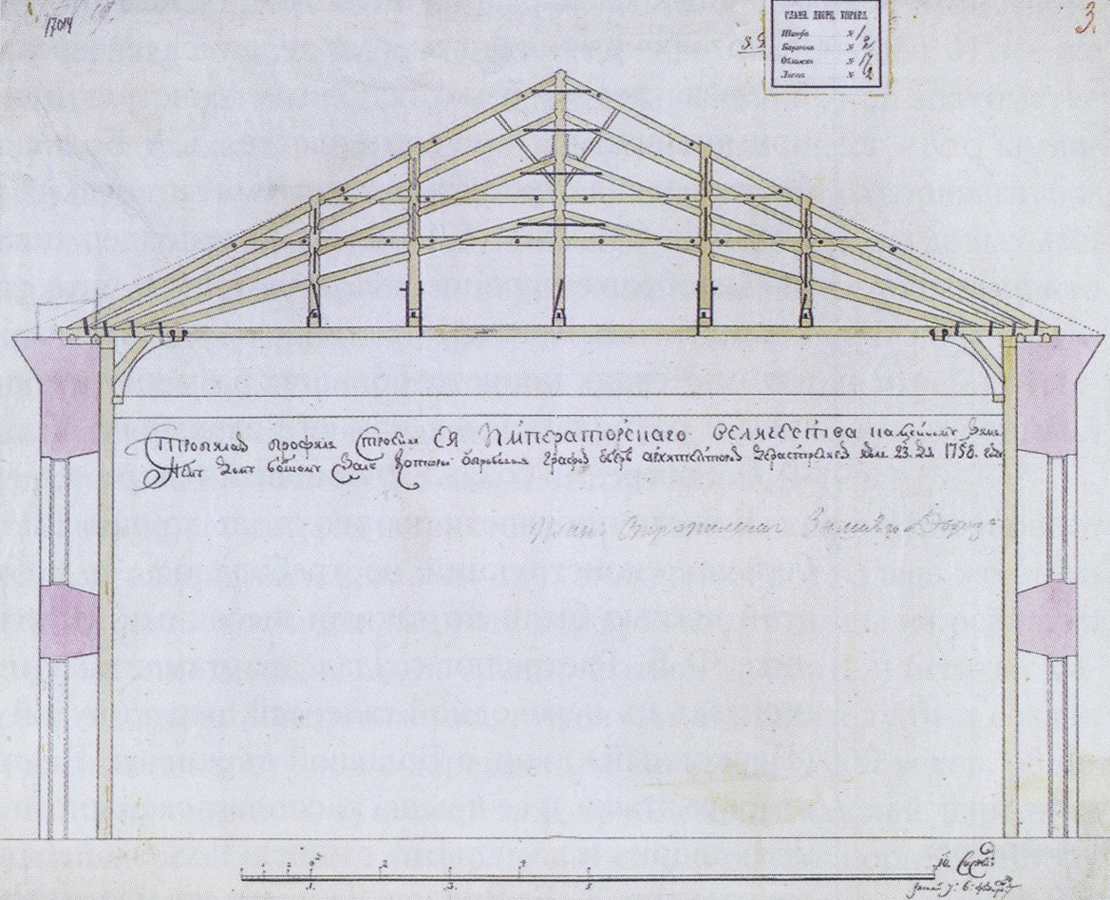
Стропила над Большим Тронным залом Растрелли. Чертёж Растрелли, 1758 г.
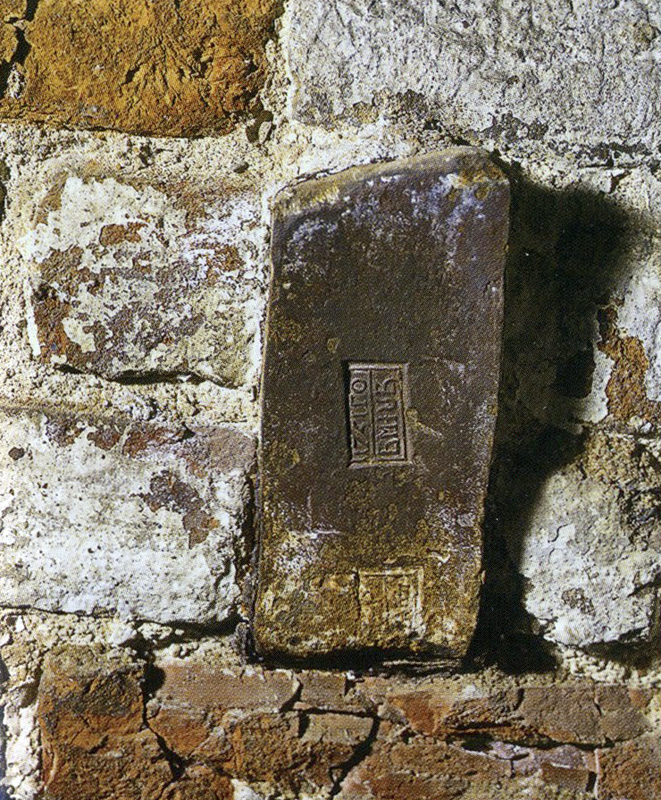
Скрепа, несущая карниз. 1752 г.
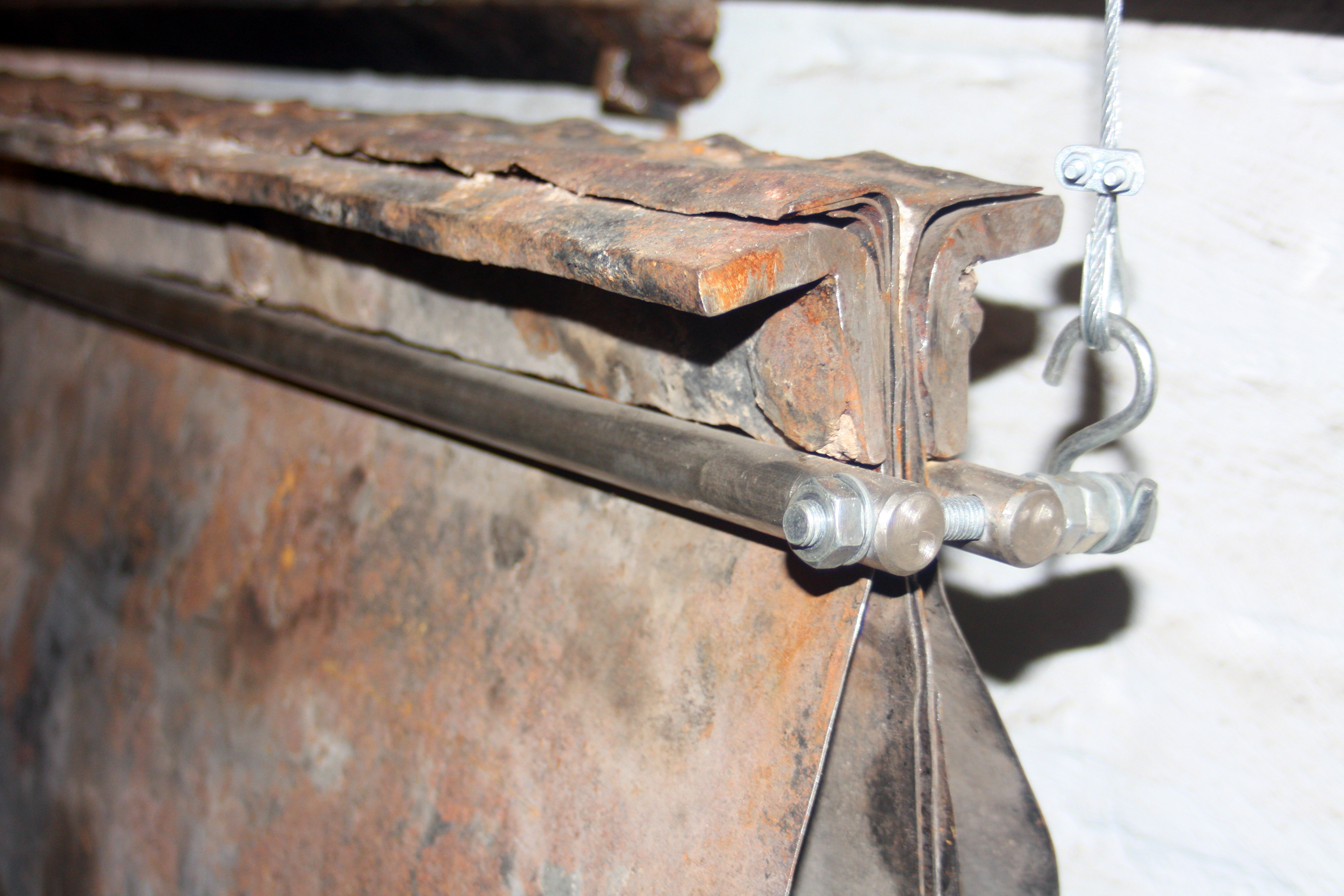
Двутавровая эллиптическая балка
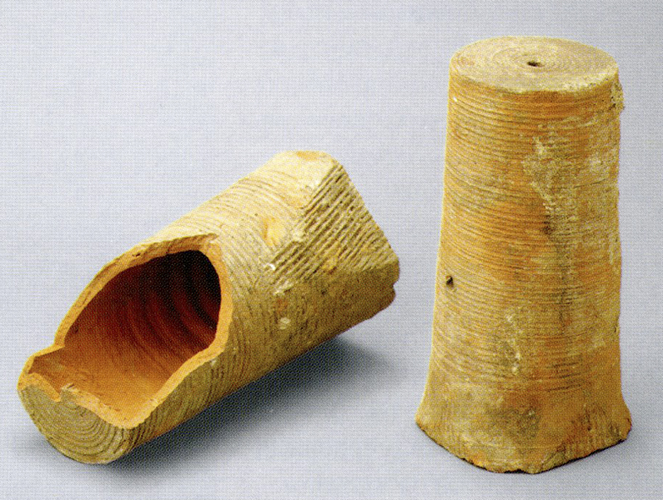
Гончарные горшки в сводах дворца

### Колорит фасадов и кровли
Фасады дворца несколько раз меняли колористическую гамму. Первоначальный цвет имел очень лёгкую тёплую охристую окраску с выделением ордерной системы и пластического декора белой известковой краской. В протоколах Канцелярии от строений говорится об отпуске на эти работы извести, мела, охры и черлени (красной земли, которая после обработки использовалась в качестве пигмента). В более поздних документах встречаются такие названия, как «бледно-жёлтая с белым», «под цвет дикого камня». Кровля при этом была лужёная.

«Дворец снаружи раскрашен: стены песчаною краскою с тонкой прожелтью, а орнаменты — белой известью.»— архитектор Бартоломео Растрелли (РГИА, ф.470, оп.5, д.477, л.147)
До пожара 1837 года принципиальных изменений в окраске дворца не происходит, за исключением крыши, цвет которой в 1816 году изменился с бело-серого на красный. В ходе послепожарного ремонта колер фасада составлялся из гашёной тосненской извести, охры, итальянской мумии и части олонецкой земли, которая использовалась как пигмент и имела оттенок слоновой кости, кровля же окрашивается железным суриком, придающим ей коричнево-красный цвет.
Во второй половине 1850-х — 1860-х годов, при императоре Александре II, колорит фасадов дворца изменился. Охра стала более плотной. Ордерная система и пластический декор не окрашивались дополнительным цветом, но приобрели очень лёгкое тональное выделение. По сути, фасады воспринимаются монохромными.

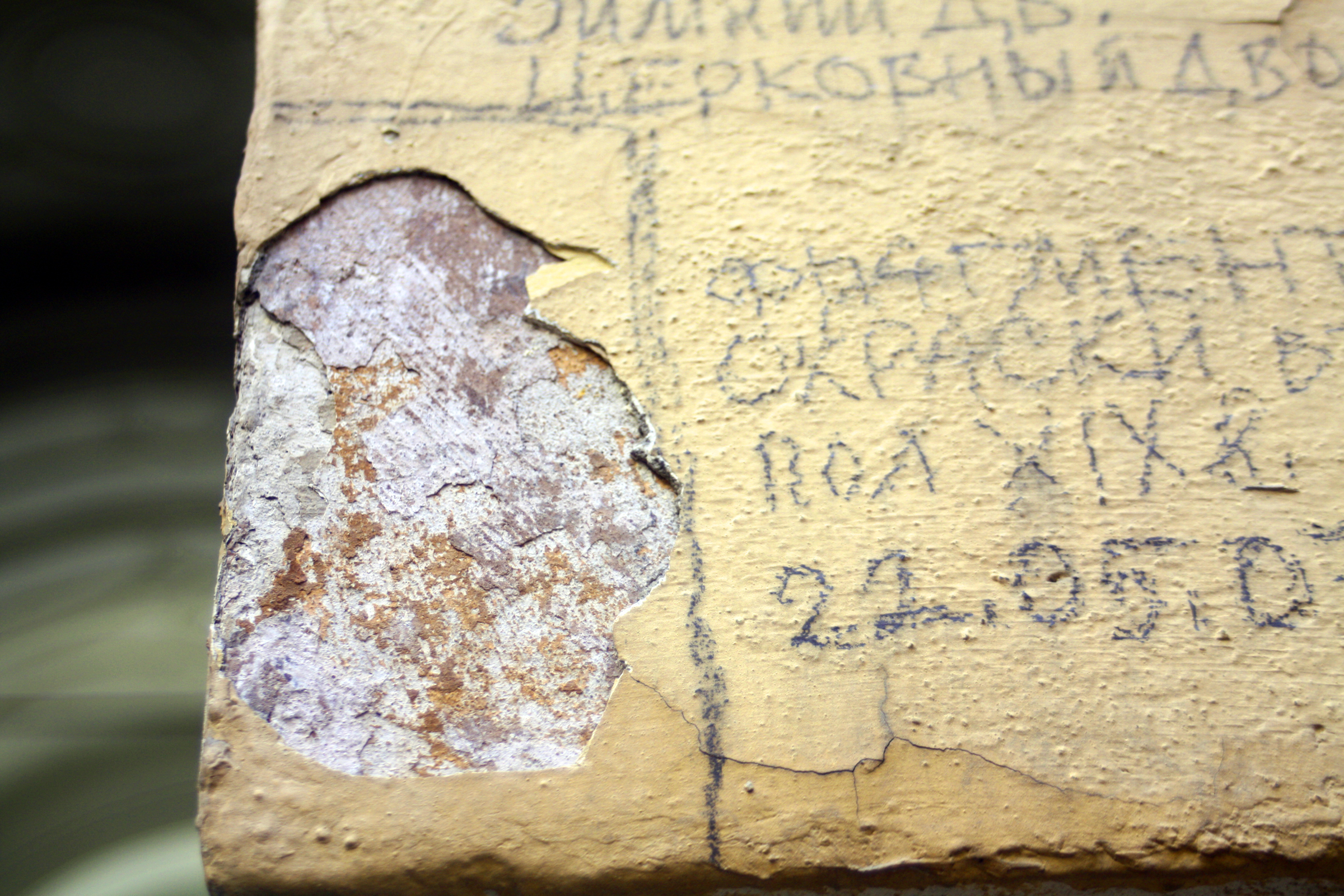
Расчистка исторической окраски

В 1880-е годы, при императоре Александре III, расколеровка фасадов производится в два тона: плотное охристое выражение с добавлением красного пигмента и более слабую терракотовую тональность. С воцарением Николая II в 1897 году, императором был одобрен проект окраски фасадов Зимнего дворца в колорите «новой ограды Собственного сада» — красного песчаника без какого-либо тонального выделения колонн и декора. В такой же цвет были окрашены все здания на Дворцовой площади — штаб Гвардейского корпуса и Главный штаб, что, по мнению архитекторов того периода, способствовало единству восприятия ансамбля. В 2011 году при реставрации Эрмитажного гаража для окраски его фасадов был применён именно исторический красно-терракотовый цвет.
Терракотово-кирпичный цвет дворца сохранялся вплоть до конца 1920-х годов, после чего начались эксперименты и поиск новой расколеровки. В 1927 году предпринималась попытка окрасить его в серый цвет, в 1928—1930 гг. — в коричнево-серую гамму, а медновыколотную скульптуру на крыше — в чёрный цвет. В 1934 году впервые была предпринята попытка окраски дворца масляной краской оранжевого цвета с выделением белой краской ордерной системы, однако масляная краска оказала негативное воздействие на камень, штукатурку и лепной декор. В 1940 году было принято решение об удалении масляной краски с фасада.

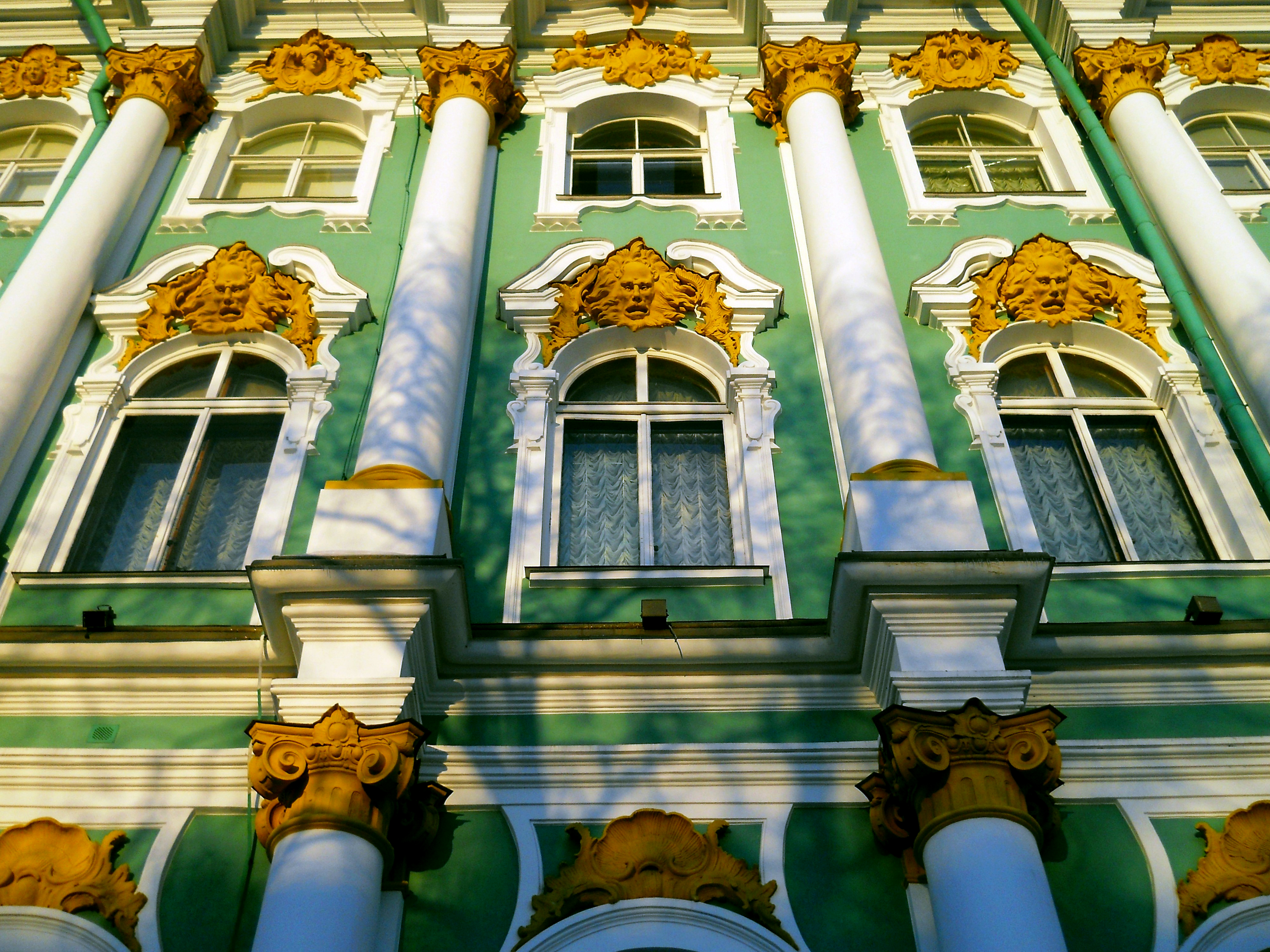
Фрагмент фасада

С началом Великой Отечественной войны в целях маскировки дворец был окрашен обратимой клеевой серой краской. В 1945—1947 годах комиссией в составе главного архитектора Ленинграда Н. В. Баранова, начальника Госинспекции по охране памятников Н. Н. Белехова, представителей Ленгорисполкома, Государственного строительного контроля, Государственного Эрмитажа и научных консультантов было принято решение об окраске стен дворца окисью хрома с добавлением изумрудного пигмента; колонн, карнизов, междуэтажных тяг и обрамлений окон — белым цветом; лепного декора, картушей, капителей — охрой, при этом скульптуру было решено оставить чёрной.
С 1960-х годов при окраске фасада вместо известковых красок начали применяться синтетические красители, которые негативно влияют на лепной декор, штукатурку и натуральный камень. В 1976 году по рекомендации Всесоюзной центральной научно-исследовательской лаборатории принято решение о расчистке поверхности скульптур от красочного покрытия для образования естественного слоя патины, которая на тот момент считалась естественной защитой от агрессивного воздействия окружающей среды. Впоследствии поверхность меди была защищена специальным красочным составом, содержащим ингибитор коррозии меди.
За шестьдесят пять лет у общественности и властей города сложился определённый стереотип в восприятии колористической гаммы дворца, однако в 2008 году научные сотрудники Эрмитажа предложили воссоздать цветовое решение фасадов, максимально приближённое к объёмно-пространственной композиции дворца, созданной Бартоломео Растрелли.

### Общее впечатление
В наружном облике Зимнего дворца, создававшегося, как гласил указ о его строительстве, «для единой славы всероссийской», в его нарядном, праздничном виде, в пышной отделке его фасадов, раскрывается художественно-композиционный замысел Растрелли — глубокая архитектурная связь этого здания с городом на Неве, ставшим столицей Российской империи, со всем характером окружающего городского пейзажа, сохраняющегося и в наши дни.

### Утраченные балконы Зимнего дворца

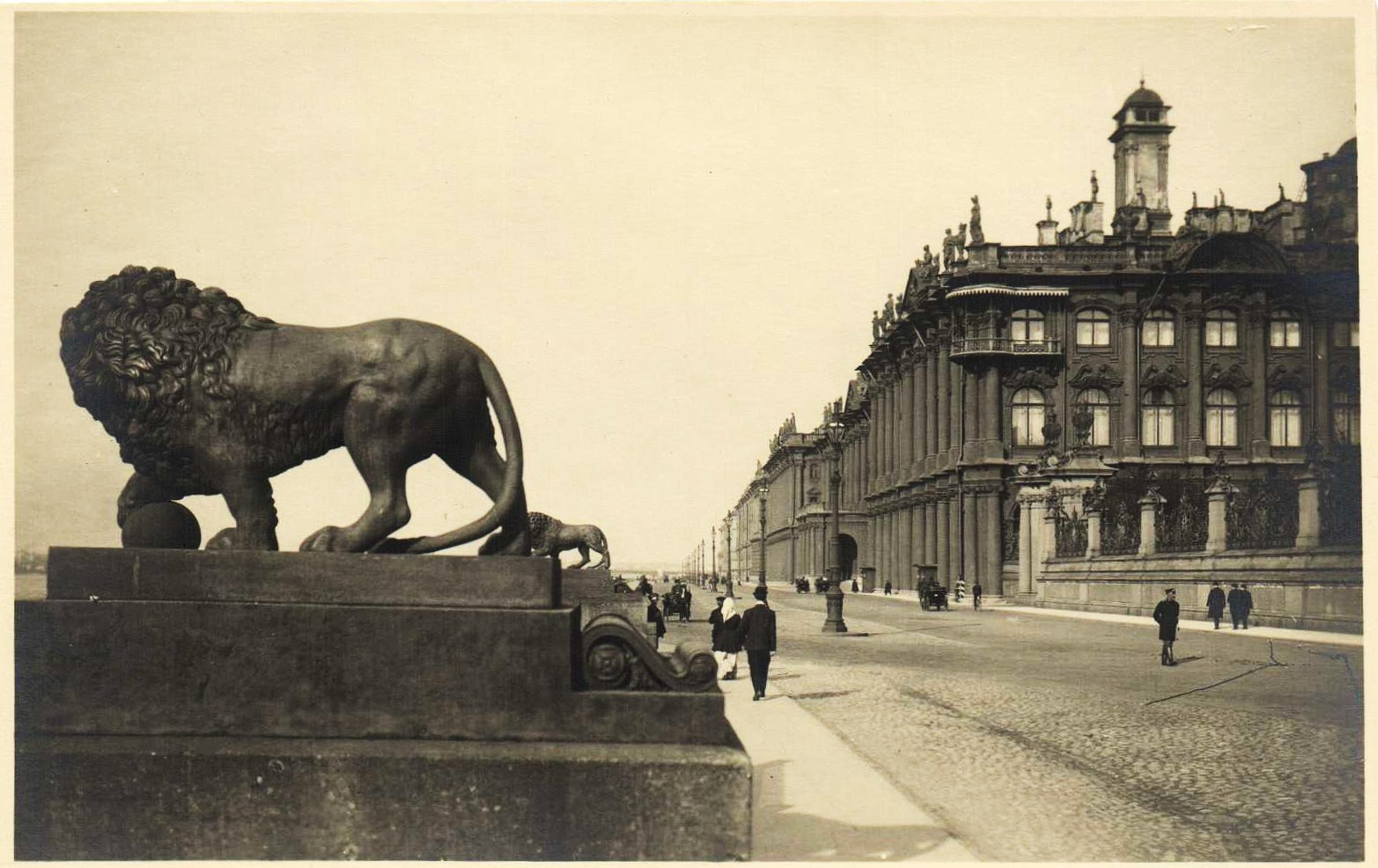
Вид Зимнего дворца с угловым балконом и башней, 1900-е гг.

На ризалитах дворца были балконы, всего их было пять.
На старых фотографиях, рисунках и чертежах их можно видеть. Например, на акварелях В. С. Садовникова и Л. Л. Бонштедта (середины XIX в.), на фотографиях (конца XIX — начала XX веков), на планах 2 и 3 этажей дворца.

Все пять балконов были разобраны во второй половине 1920-х гг. А. В. Сивковым
.

После пожара 1837 года потребовалось восстановление дворца. По проектам А. П. Брюллова в 1838—1839 гг. на северо-западном ризалите были сооружены два угловых балкона сложной формы с закруглением центральных частей. Балконы были полностью чугунными.(см. ниже 1-й и 2-й)
- 1. Балкон располагался на третьем этаже с видом на Адмиралтейство и Неву, выход на него осуществлялся из Угловой гостиной Николая I (впоследствии гостиной Александра III, ныне зал № 391). Проект А. П. Брюллов, материал чугун, сложной формы.
- 2. Балкон располагался на втором этаже, на внутреннем углу северо-западного ризалита и был обращён в сторону западины западного фасада. Там где располагались апартаменты императрицы Александры Фёдоровны.

Выход на балкон осуществлялся из Садика императрицы (впоследствии Кабинета Николая II, ныне зал № 181). Проект А. П. Брюллов, материал чугун, сложной формы.
- 3. Балкон располагался на втором этаже, на юго-западном ризалите.

Выход на балкон осуществлялся из Золотой гостиной императрицы Марии Александровны (ныне зал № 304). Балкон был обычным, по форме — прямым, крепился на каменных консолях.
- 4. Балкон располагался на втором этаже, на юго-восточном ризалите дворца.
- 5. Балкон располагался на антресолях первого этажа, на юго-восточном ризалите дворца.[26]

### Утраченная башня Зимнего дворца
На старых фотографиях, рисунках и чертежах можно видеть башню, возвышавшуюся над северо-западным ризалитом Зимнего дворца. Она появилась в 1886 году в связи с реконструкцией подъёмного устройства лестницы, находившейся в середине ризалита.
Лестница между 2 и 3 этажами существовала с 1826 года. После пожара 1837 г. при восстановлении дворца А. П. Брюлловым в 1838—1839 гг. лестница была реконструирована и продлена до первого этажа.
Новая подъёмная машина была изготовлена по проекту А. П. Брюллова и военного инженера А. А. Фуллона.
Подъёмная машина соединяла покои Николая I (на третьем этаже), императрицы Александры Фёдоровны (на втором этаже), великих княжон Александры Николаевны и Ольги Николаевны (на первом этаже).
В 1886 году было решено заменить механический подъёмник лестницы на гидравлический, так как механический устарел по конструкции. Сделать это было поручено архитектору Н. А. Горностаеву и технику В. Л. Пашкову.
Появление башни было инженерным решением Н. А. Горностаева. Так как конструктивное решение гидравлических машин требовало создания цилиндра с поршнем, их заглубляли в землю при закладке фундаментов строящихся зданий, но в уже построенном Зимнем дворце это было невозможно. Н. А. Горностаев предложил оригинальное решение задачи, он вывел подъёмник вверх и заключил конструкцию в башню. Так над северо-западным ризалитом Зимнего дворца появилась башня.
В результате этой реконструкции 1886 года было заменено подъёмное устройство лестницы, построена башня, лестница была продлена до подвала, в подвальном этаже оборудовали подъезд с прямым выходом на набережную к Неве.
Подъезд и лестница получили название «Собственного подъезда» и «Собственной лестницы» Их Величеств, так как вели в покои императорской семьи (на третьем этаже в 1880-х — первой половине 1890-х гг. располагались апартаменты Александра III, на втором — покои Николая II с 1895 года.
С 1895 года башню также стали использовать для принудительной вентиляции жилых покоев.
Предположительно в 1933 году башня была разобрана архитектором Эрмитажа А. В. Сивковым.

### Подъезды дворца
Первоначально у Зимнего дворца было семь подъездов, но сохранились не все. Три подъезда располагались со стороны северного фасада, обращенного на Неву (на Дворцовой набережной), два — со стороны южного фасада, выходящего на Дворцовую площадь, один — со стороны западного фасада, выходящего к Адмиралтейству, и ещё один — в Большом дворе.
- Иорданский подъезд находится в центре фасада, выходящего на Дворцовую набережную. Изначально он назывался Посольским, но затем получил новое название, поскольку на праздник Крещения император, его семья и свита выходили через него на лёд Невы, где была специально вырублена прорубь («иордань»). Этим подъездом пользовались высшие гражданские чины, прибывающие во дворец.
- Детский подъезд также располагался со стороны Невы и был предназначен для выхода членов императорской семьи из их личных комнат. Не сохранился.
- «Собственный» подъезд расположен также со стороны северного фасада ближе к Адмиралтейству, также предназначался для выхода членов императорской семьи на набережную.
- Министерский подъезд расположен также со стороны северного фасада, через него можно было попасть в квартиру министра двора.
- Салтыковский подъезд — главный подъезд западного фасада, обращенного к Адмиралтейству. Назван в честь Николая Ивановича Салтыкова, воспитателя детей великого князя Павла Петровича, которому были выделены покои в западной части дворца. Открывался исключительно для великих князей.
- Подъезд Её Императорского Величества — один из двух подъездов, выходящих на Дворцовую площадь. В свое время вел непосредственно в покои императрицы. Через него в октябре 1917 года штурмующие проникли во дворец, поэтому его также принято называть «Октябрьским».
- Комендантский подъезд — второй из подъездов, выходящих на Дворцовую площадь. Здесь на первом этаже жил «майор от ворот» (комендант дворца). Этот подъезд был открыт для высших военных чинов, прибывающих во дворец.
- Посольский подъезд расположен в Большом Дворе. Появился после пожара 1837 года. Именно через него туристы сейчас входят во дворец[30].

## Залы
Оригинальных интерьеров Растрелли до нас почти не дошло: во время пожара 1837 года выгорела вся отделка залов. Сохранились лишь несущие кирпичные стены дворца, полуколонны в галереях первого этажа (Растреллиевская и Иорданская).

### Иорданская галерея
Расположена на первом этаже Зимнего дворца. Отделка осуществлена в стиле русского барокко. Вначале галерея носила название Главной, так как по ней от Главного вестибюля к Парадной лестнице следовали гости дворца. Позже (как и подъезд) была переименована в Иорданскую, так как в Крещение из Большой церкви Зимнего дворца через неё проходил крестный ход, направлявшийся к Неве, где над прорубью устанавливали так называемую иордань — павильон для водосвятия.

### Иорданская лестница

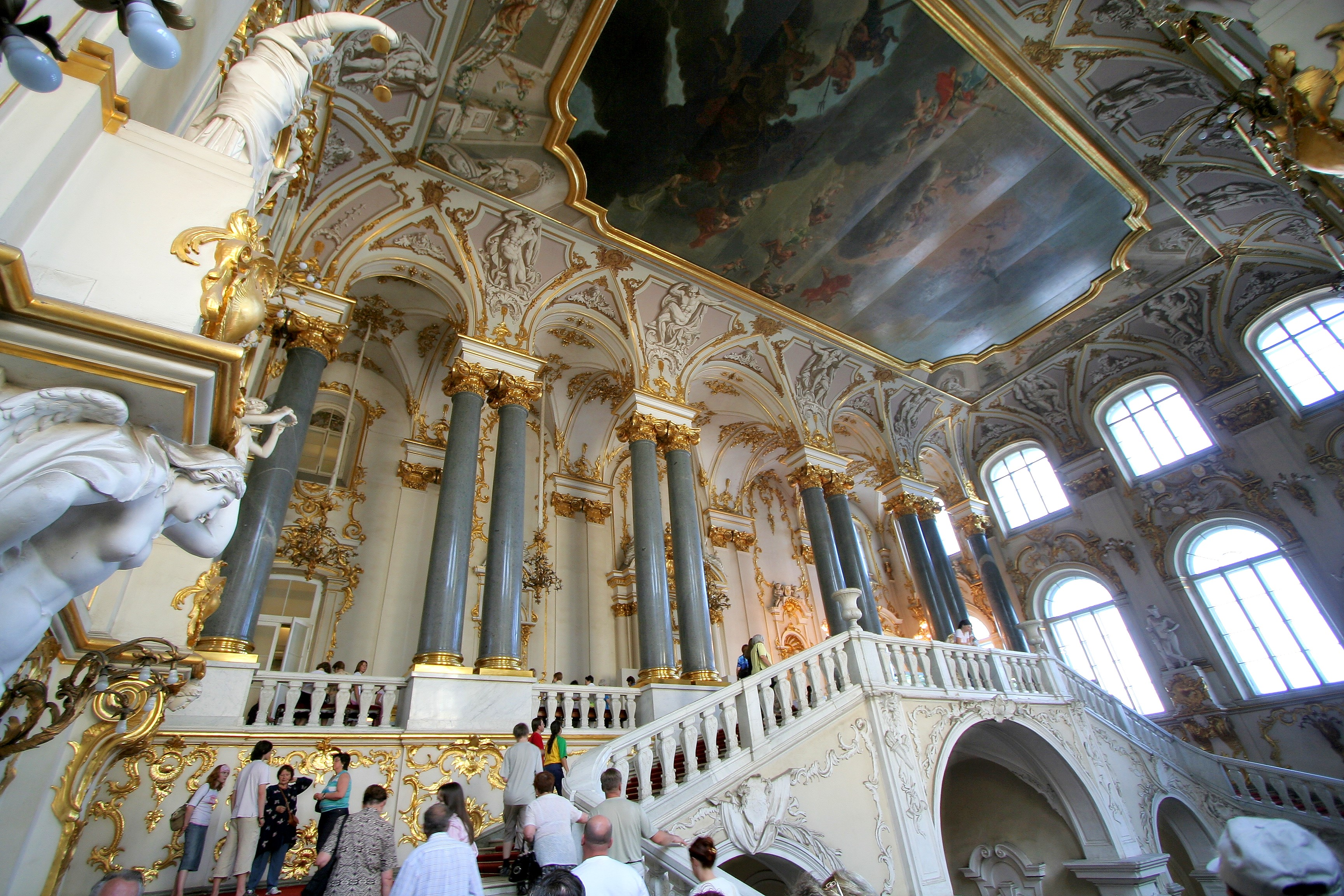
Иорданская лестница

В XVIII веке лестницу называли Посольской, затем она получила название Иорданской, так как по ней во время праздника Крещения Господня спускался крестный ход к Неве, где во льду вырубалась для освящения воды прорубь — иордань.
Во времена Ф.-Б. Растрелли лестница была деревянной, колонны облицованы розовым искусственным мрамором. Уничтоженная пожаром 1837 года, лестница была воссоздана В. П. Стасовым, которому удалось сохранить основной замысел Растрелли, но с определёнными изменениями. Вместо колонн из розового искусственного мрамора были установлены сдвоенные колонны серого сердобольского гранита; вместо кованых золочёных решёток перил появилась мраморная балюстрада; воинские атрибуты в тимпанах ложных окон также носят классицистский, а не барочный характер. К тому же ведущим цветом лестничного пространства вместо розового стал белый. На кронштейнах стены установлены алебастровые статуи: Мудрость и Правосудие (работы А. Теребенёва), Величие и Изобилие (раб. Н. Устинова), Верность и Справедливость (раб. Н. Леппе), Меркурий (раб. А. Мануйлова), Муза (раб. И. Германа). В центральной нише нижней площадки — мраморная скульптура неизвестного мастера XVIII века, Аллегория Государства. На потолке размещён плафон кисти Гаспаро Дициани «Олимп», взамен сгоревшего кисти Валериани.

### Аванзалы Невской парадной анфилады

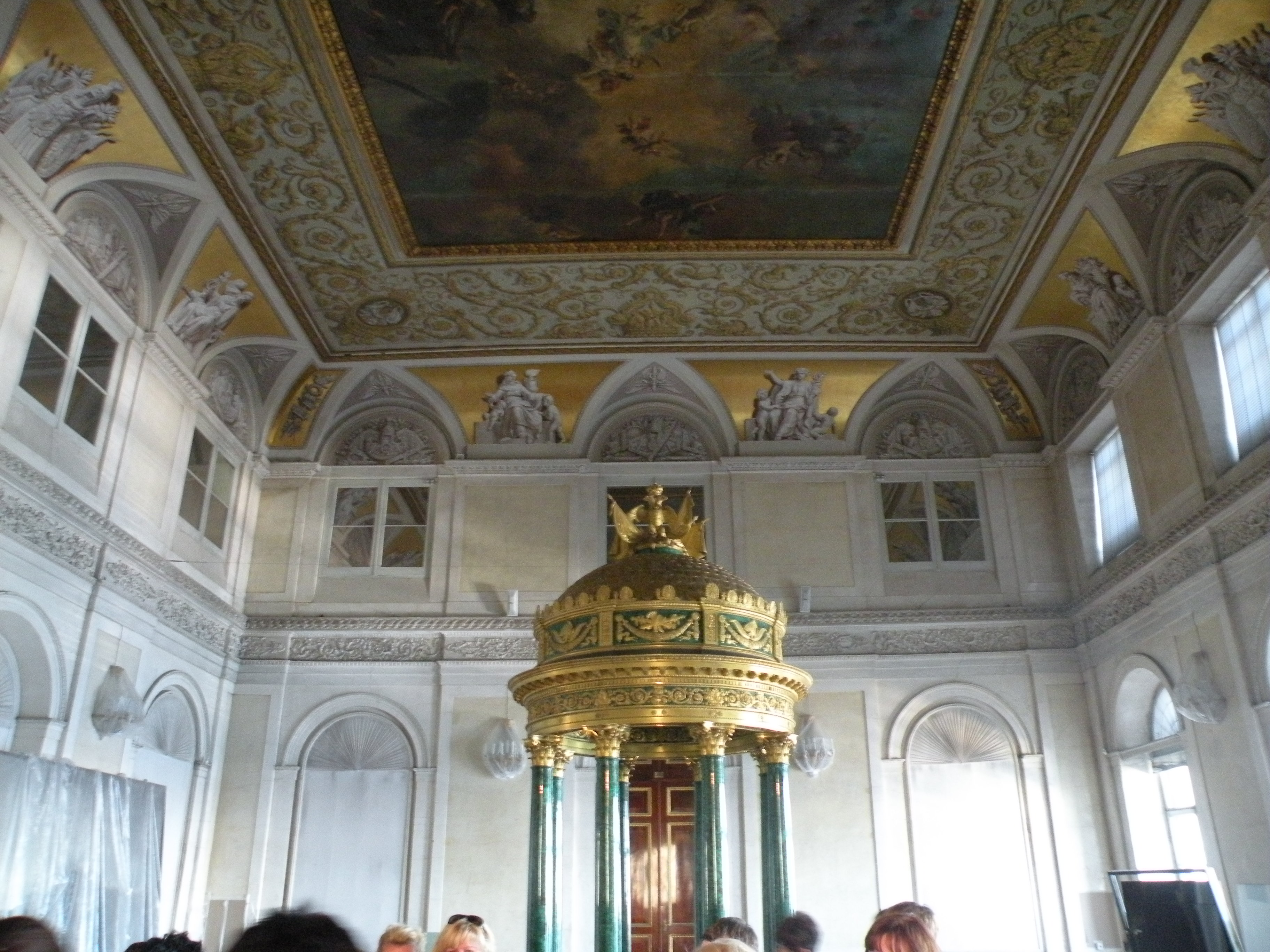
Аванзал

По задумке Растрелли между Иорданской лестницей и находившимся в северо-западном ризалите дворца Большим тронным залом (не сохранился) располагались пять аванзалов. Помещения выстроились параллельно набережной Невы и получили общее название «Невская анфилада». В конце XVIII века произошли перепланировки и анфилада претерпела ряд изменений. По этим залам проходили церемониальные «большие выходы» императорской семьи, здесь устраивались торжественные обеды и ужины, проводились балы.

#### Аванзал
Аванзал — первое в Невской парадной анфиладе помещение. Создан в 1790 году по проекту Дж. Кваренги, после пожара 1837 года воссоздан В. П. Стасовым с небольшими изменениями. Аванзал использовали как парадную буфетную для шампанского, когда в соседнем Николаевском зале (№ 191) происходили балы. На потолке размещён плафон «Жертвоприношение Ифигении» работы итальянского художника XVIII века
Якопо Гуарана, первоначально находившийся в Концертном зале, но по счастливой случайности снятый оттуда в 1830 году и отсутствовавший во время пожара. После Великой Отечественной войны Аванзал был реставрирован и открыт для посетителей в 1948 году. В мае 1958 года в нём установили «Малахитовый храм» — ротонду, декоративное сооружение из уральского малахита и позолоченной бронзы. Ротонда была выполнена в парижской мастерской знаменитого мастера П.-Ф. Томира по заказу Н. Н. Демидова. В 1836 году сын заказчика, Анатолий Николаевич Демидов, отослал храм-ротонду в Петербург в подарок императору Николаю I для украшения Исаакиевского собора. Но вначале ротонда находилась в Таврическом дворце. В 2018 году во время очередной реставрации Аванзала были утилизированы зеркала с ртутной амальгамой ложных окон верхнего яруса, отреставрирован живописный плафон.

#### Большой (Николаевский) зал

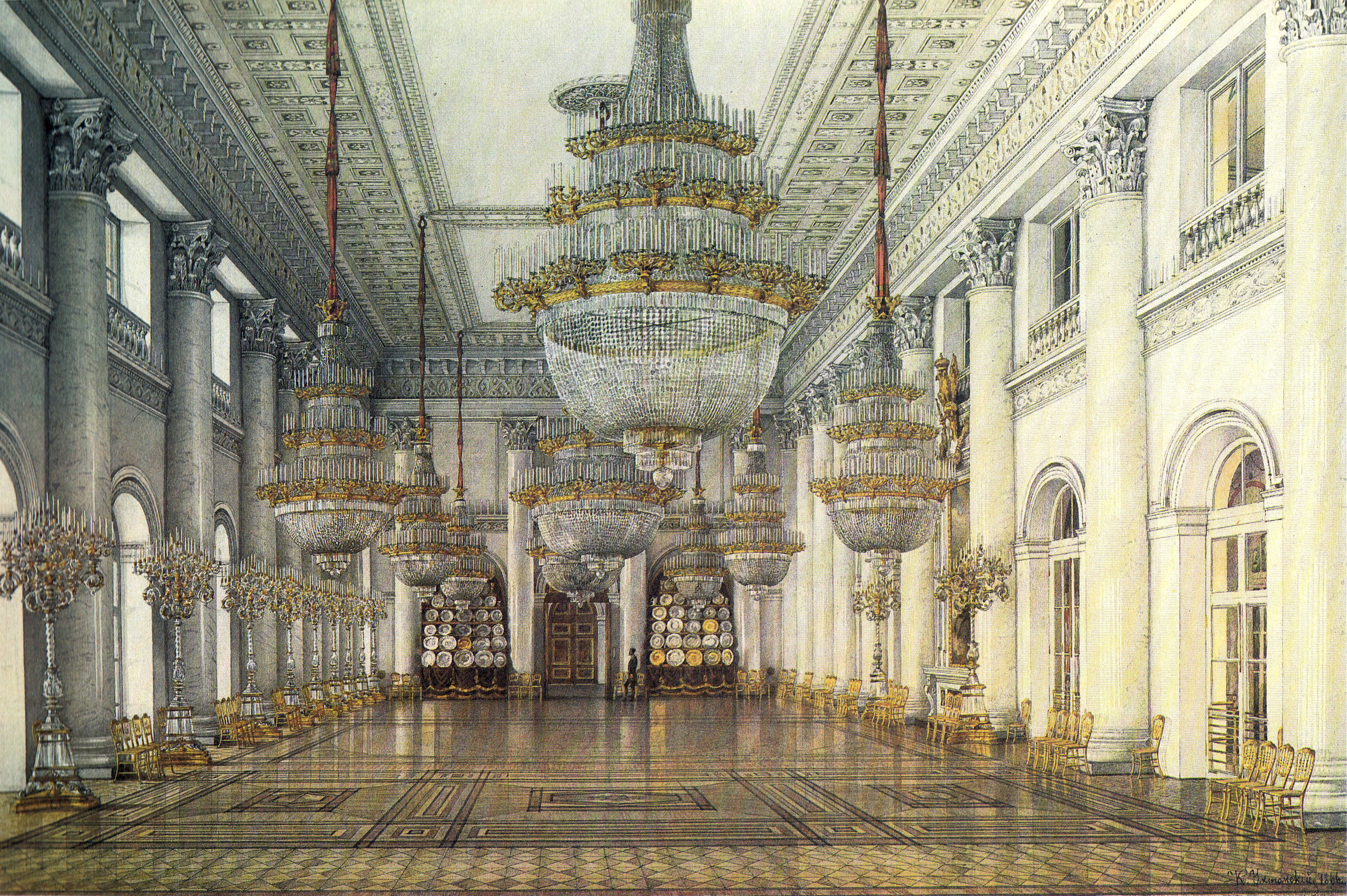
К. А. Ухтомский. Николаевский зал. 1866 год

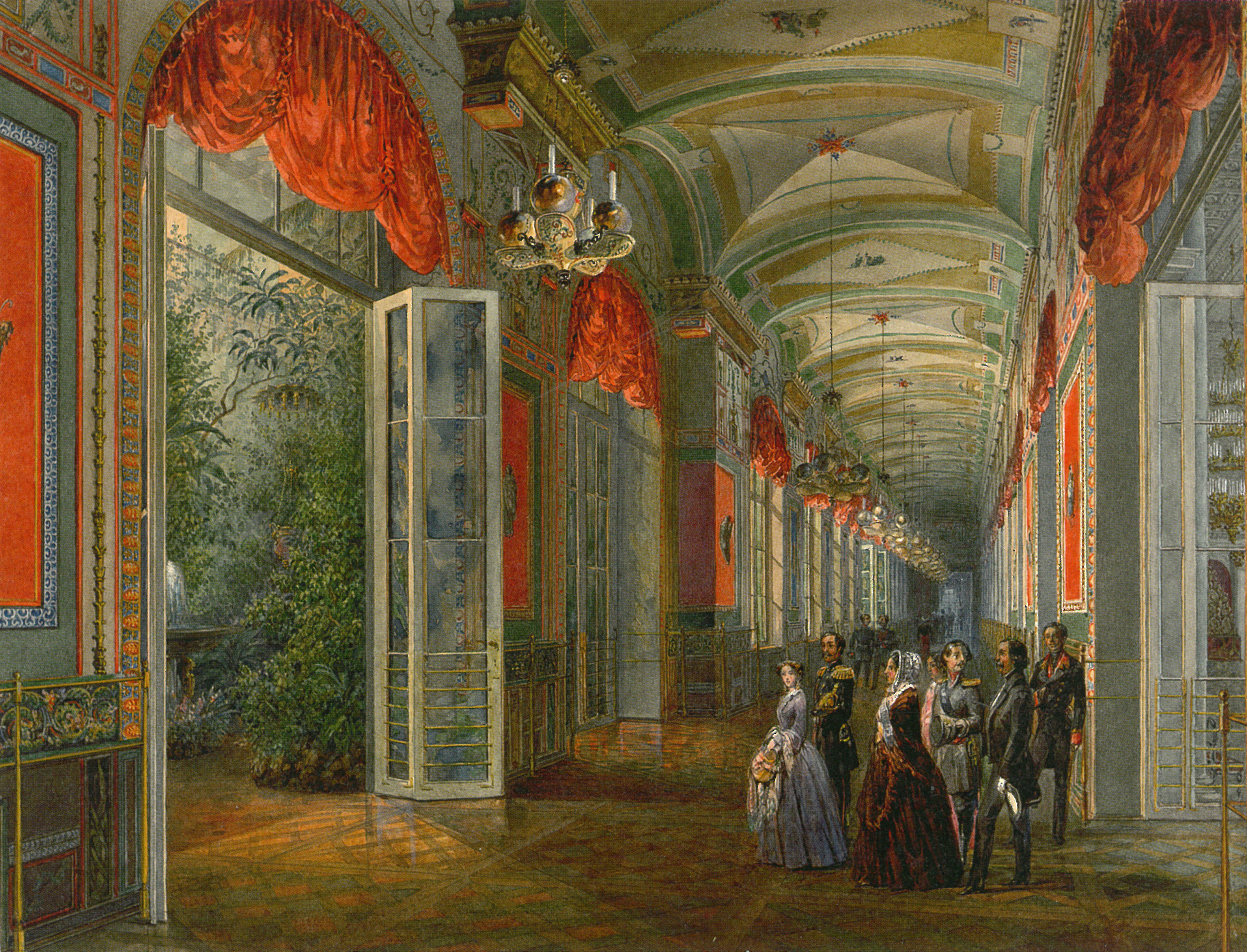
В. С. Садовников. Помпейская галерея. Середина XIX века

Зал № 191. Большой Аванзал был создан архитектором Дж. Кваренги в 1790 г. на месте трёх центральных аванзалов Растрелли. Зодчий удалил поперечные стены и решил пространство в виде большой галереи с примкнутой к стенам коринфской колоннадой во всю высоту зала и двумя портиками у торцовых стен. Колонны и стены, облицованные цветным искусственным мрамором, по вечерам эффектно освещались фонарями из синего стекла, укреплёнными на стенах. При восстановлении дворца после пожара В. П. Стасов сохранил мощный коринфский ордер и пропорции интерьера, но, сняв портики у входов, удлинил зал. Зодчий придал Большому аванзалу более строгий и величавый вид, облицевав белым искусственным мрамором. Необычайный эффект давала Помпейская галерея (ныне Восточная), находившаяся за остеклёнными арочными проёмами внутренней стены, через которую проникал солнечный свет, преломляясь в полихромной росписи и алых шторах. Три центральных проёма имели стеклянные двери, что давало возможность связать Большой аванзал через Помпейскую галерею с Зимним садом (ныне зал № 152), образуя уникальную поперечную анфиладу. Этот зал является самым впечатляющим по размерам интерьером Зимнего дворца — его площадь 1103 м². После смерти Николая I в 1855 г. в одном из юго-восточных простенков был установлен большой конный портрет императора работы Ф. Крюгера с золочёным двуглавым орлом над рамой, а зал стали именовать «Николаевский». После 1930 г. судьба портрета неизвестна. Зал использовался для придворных балов, церемоний и банкетов. В 1915—1917 гг. в зале располагался покой военного госпиталя Красного Креста. Во время Великой Отечественной войны снарядом в Большом зале было разрушено перекрытие и повреждён наборный паркет, пострадали роспись и лепка. Работы по реставрации интерьера закончились в мае 1958 года. Начиная с послевоенных лет зал традиционно используется для временных выставок, многие из которых стали этапными для культурной жизни страны. Во время подготовки таких выставок зал (а иногда и вся Невская анфилада) закрыт для посетителей.

#### Концертный зал
Как и первые парадные залы — Аванзал и Большой зал — Концертный зал трижды изменял свой вид. Его название объясняется тем, что после реконструкции конца XVIII века он предназначался для концертов. Восстановлен архитектором В. П. Стасовым после пожара 1837 года. Назначение этого зала подсказывается его отделкой: во втором ярусе установлены изваяния античных муз и богинь работы скульптора И. Германа, а в декоративно гризайльную роспись падуги, соединяющей потолок и стены, включены аллегорические фигуры с атрибутами искусств. В концертном зале располагается богатая эрмитажная коллекция русского серебра XVII — начала XX века, центром которой является уникальный для России памятник середины XVIII столетия — серебряная рака Александра Невского, изготовленная в 1746 — 51 гг. на Санкт-Петербургском монетном дворе (что в Петропавловской крепости). На него израсходовано 1,5 тонны серебра, добытого в течение года на Колыванских рудниках Алтая. С 1790 по 1922 год размещался в правом алтарном приделе Святотроицкого собора Александро-Невской лавры в СПб, с 1922 года — в Концертном зале Государственного Эрмитажа. С 2012 года — на реставрации.

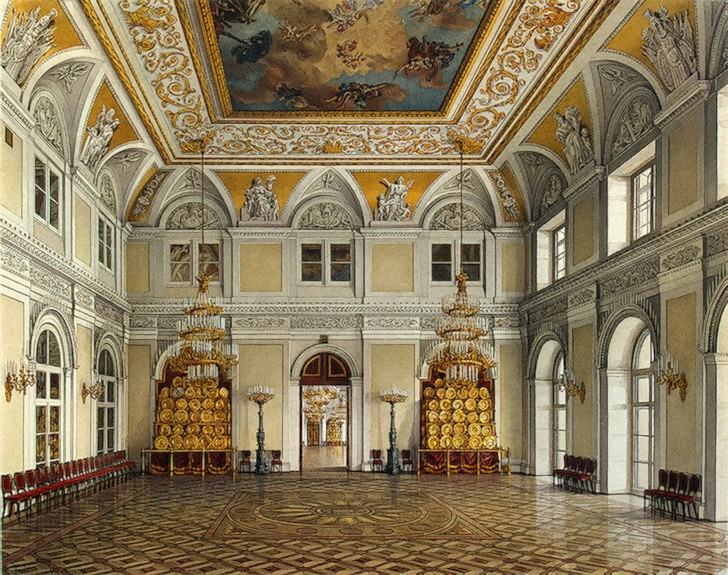
К. А. Ухтомский. Николаевский аванзал. 1861
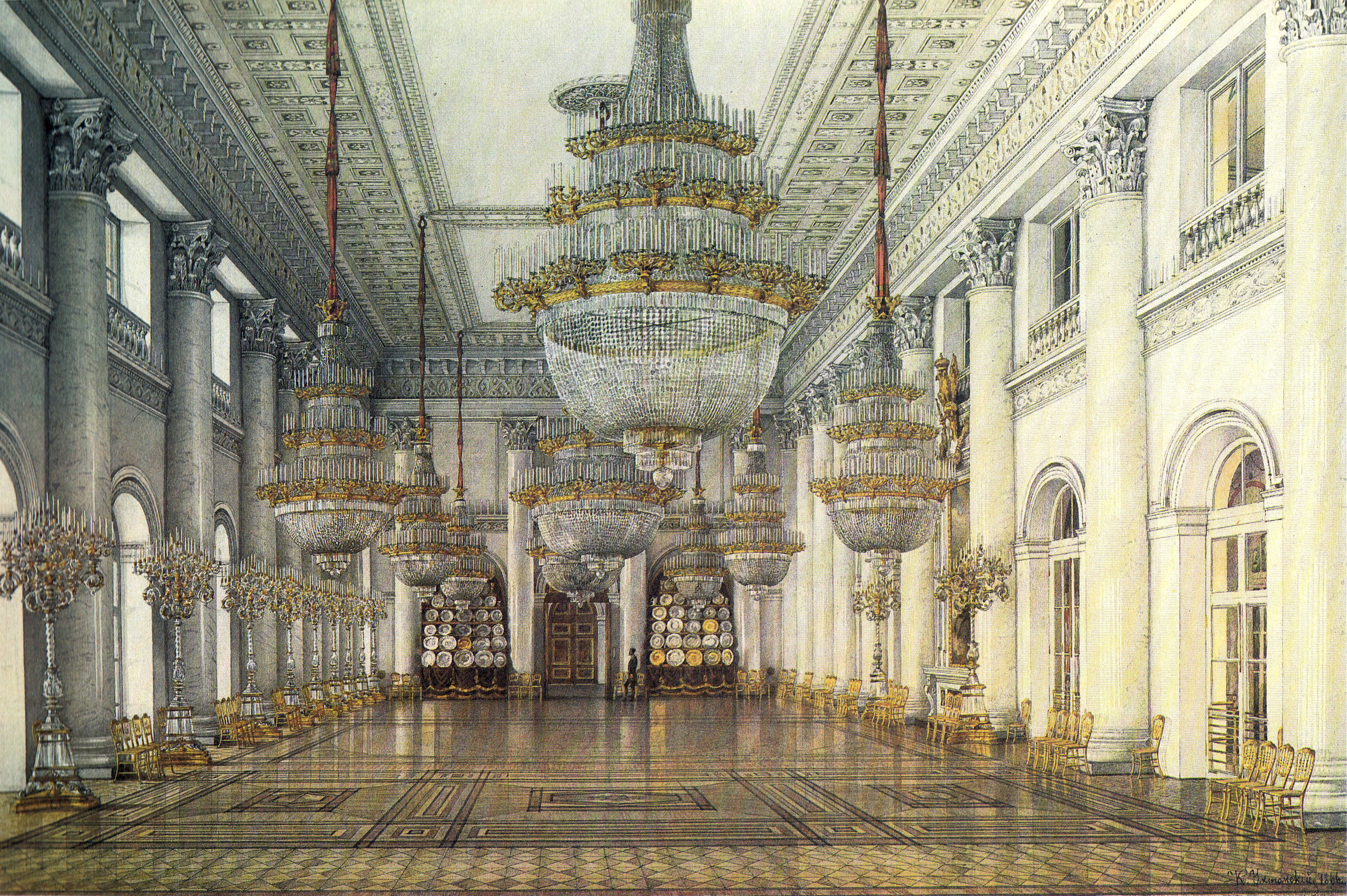
К. А. Ухтомский. Николаевский зал. 1866
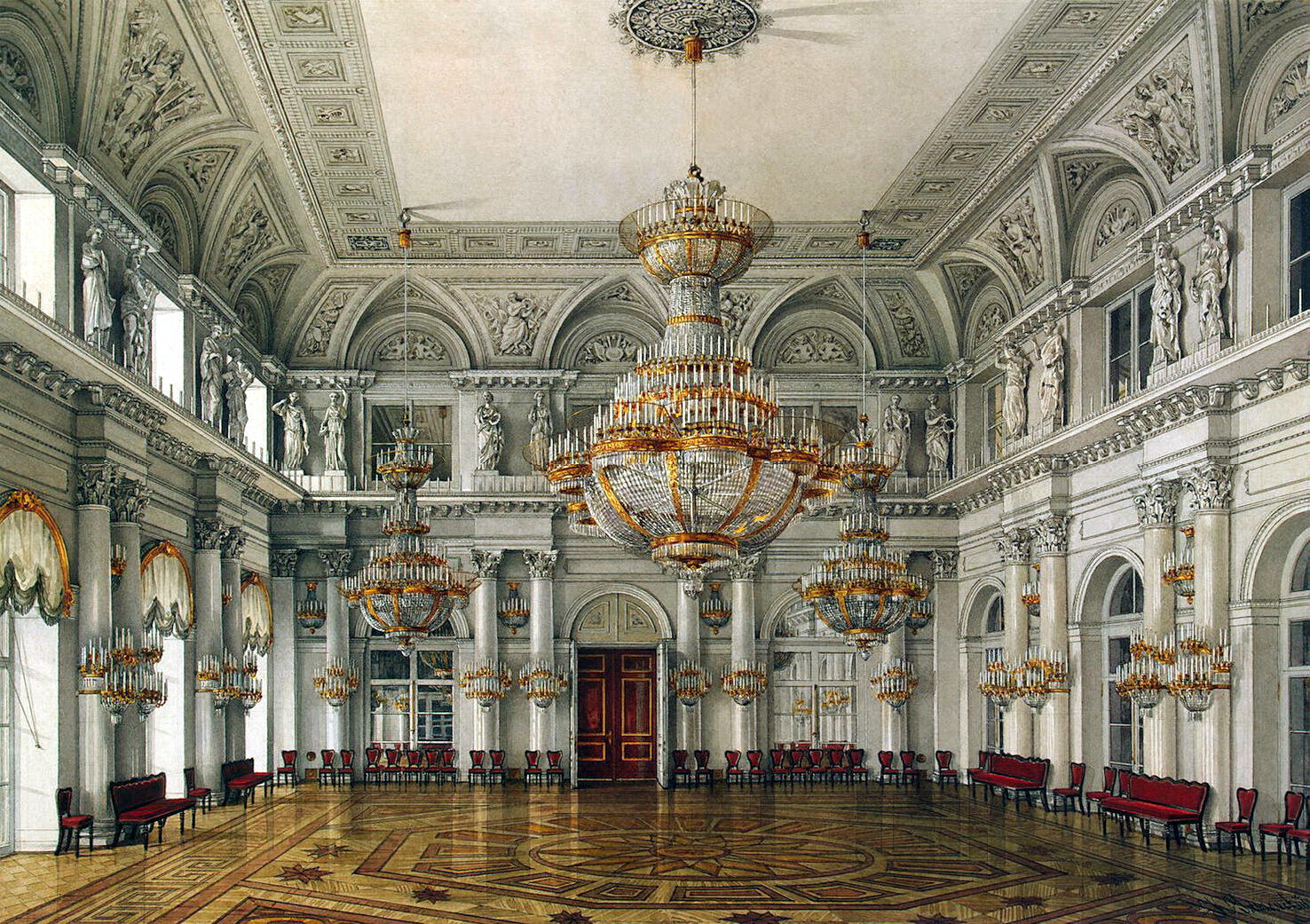
К. А. Ухтомский. Концертный зал
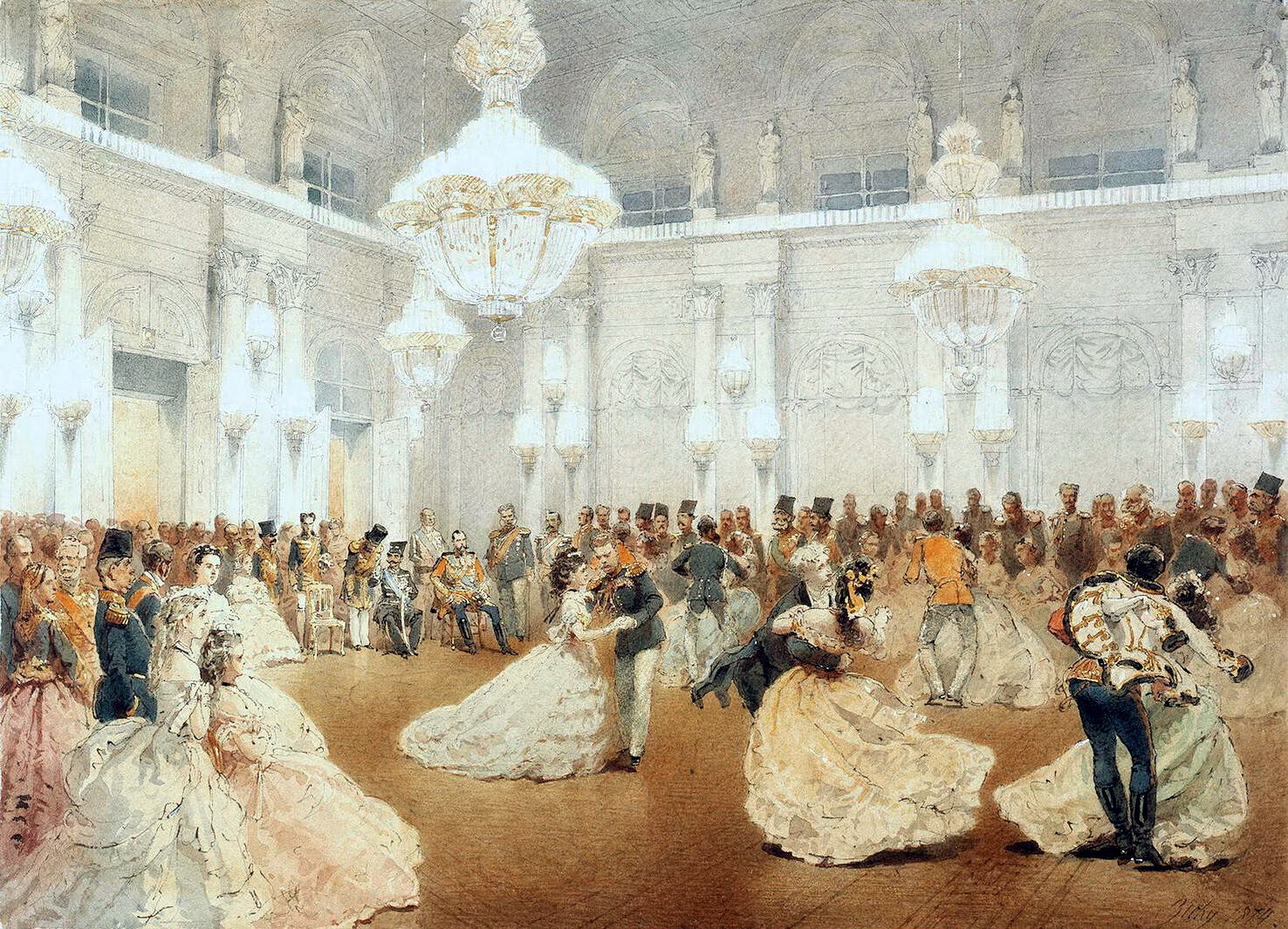
М. Зичи. Бал в Концертном зале Зимнего дворца во время официального визита шаха Насир-ад-Дина в мае 1873 года
М. Зичи. Торжественный ужин в Концертном зале Зимнего дворца

### Малахитовая гостиная

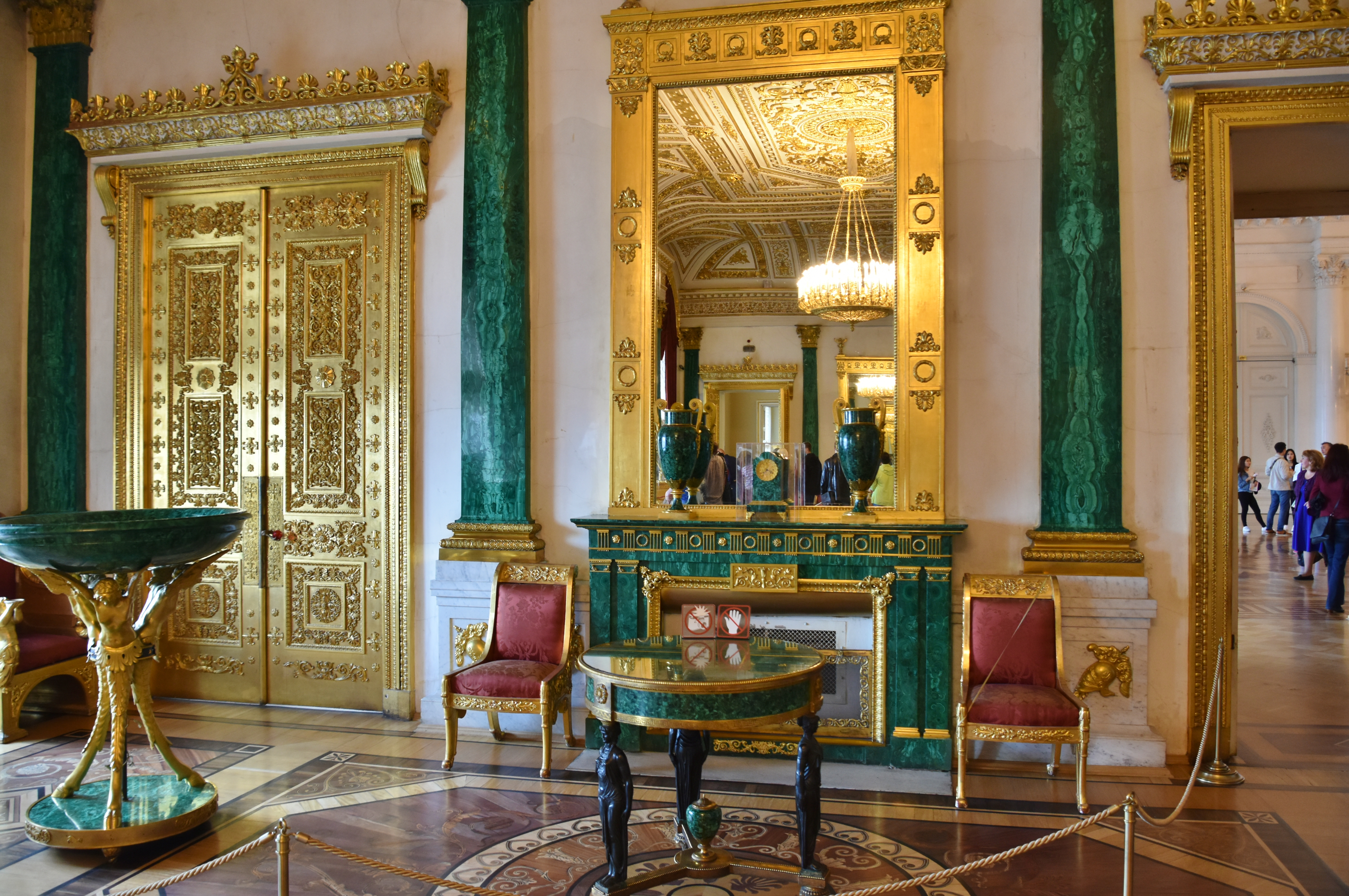
Малахитовая гостиная Зимнего дворца

Малахитовая гостиная входила в состав личных покоев супруги Николая I — Александры Фёдоровны как парадная гостиная (1839, арх. А. П. Брюллов). Это единственный сохранившийся образец оформления малахитом целого жилого интерьера. На отделку зала пошло 125 пудов малахита, закупленных у купца Демидова и обработанных на Петергофской гранильной фабрике. До пожара 1837 г. здесь находилась Яшмовая гостиная в серо-фиолетовой тональности камня) (арх. Монферран, 1830 г.). Из Малахитовой гостиной императорская чета выходила на балы, церемонии и банкеты, проходившие в аванзалах Невской анфилады. В гостиной часто отмечались семейные праздники.
С июля 1917 г. Малахитовая гостиная стала местом заседания Временного Правительства, переехавшего сюда из Мариинского дворца, а в личных покоях Николая II и императрицы разместился Секретариат. Белая столовая использовалась по прямому назначению.

### Малая (Белая) столовая

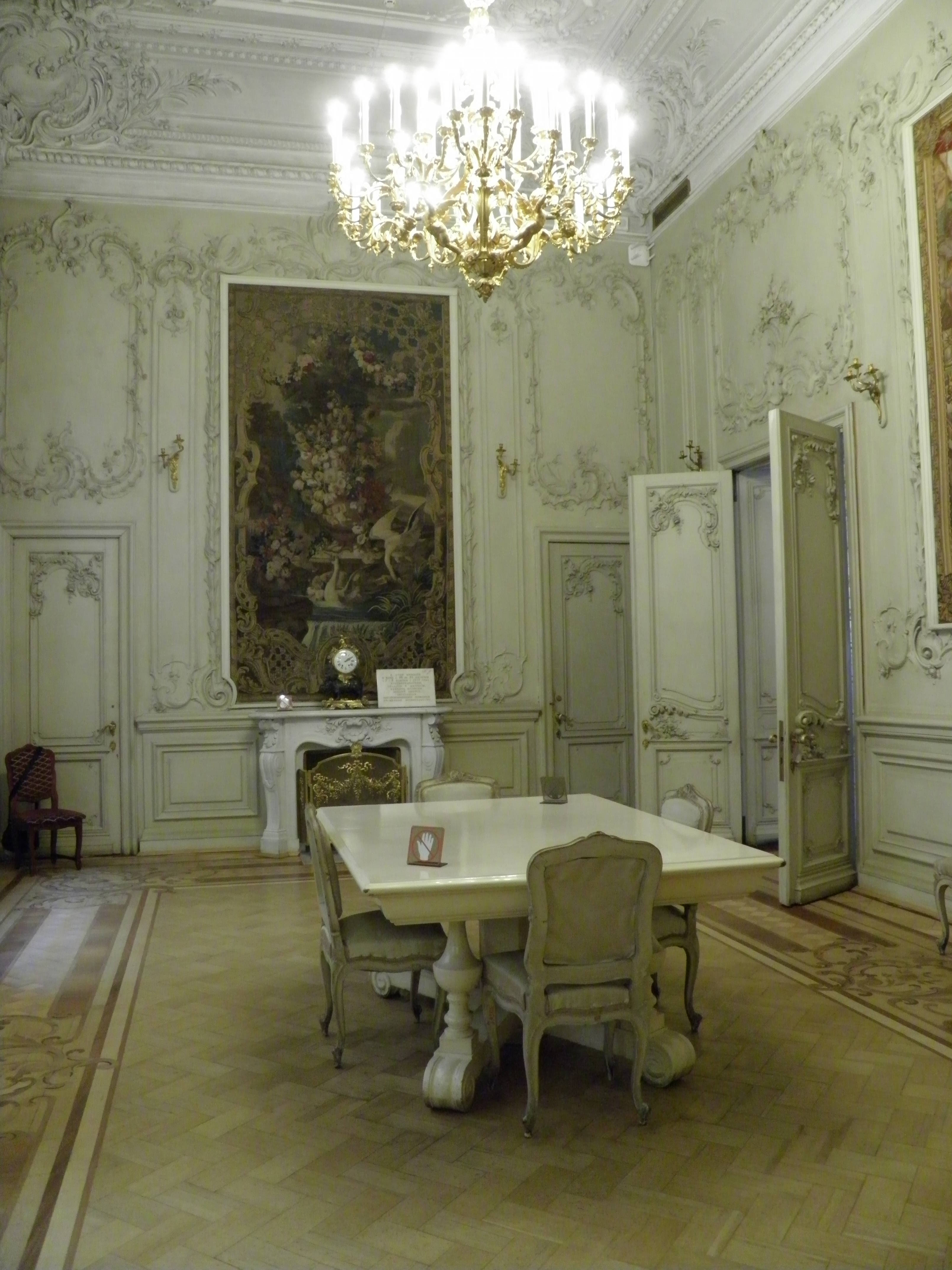
Малая (Белая) столовая

Зал № 188. В 1894-1895 годах, в связи с женитьбой Николая II и его переездом из Аничкова дворца в Зимний, ряд помещений в северо-западном ризалите дворца, куда входила смежная с Малахитовой гостиной Малая столовая, переделывался под общим руководством А. Ф. Красовского. Эскизы отделки помещений и предметов мебели выполнил Н. В. Набоков, по проектам которого мебель исполнялась на двух фабриках: Ф. Ф. Мельцера и Н. Ф. Свирского. Новое оформление столовой относится к стилю неорококо. В том же характере выполнена английская люстра середины XVIII века. На стенах в лепных рамах в виде рокайля — шпалеры, вытканные на Петербургской мануфактуре в середине XVIII века. Сейчас в зале в шкафах-витринах экспонируются предметы из русского стекла XVIII—XIX веков.
Столовая входила в жилую анфиладу семьи Николая II. Прежде на её месте находилась Помпейская столовая (начата в 1836, завершена в 1839, арх. А. Брюллов), отделанная в стиле древнеримского интерьера I в. н. э., запечатлённая на акварели К. А. Ухтомского 1874 г. Предметы меблировки сохранились в запасниках и выставлены в других залах, паркет был перенесён в зал № 176.
В ночь с 25 на 26 октября 1917 года при штурме Зимнего дворца именно в Малой столовой было арестовано заседавшее здесь Временное правительство. О данном событии напоминает мемориальная доска, установленная в столовой в 1957 году на каминной полке. На камине — бронзовые часы, стрелки которых были остановлены в ту ночь на 2 часах 10 минутах. В год столетия революции часы были снова запущены.

### Малая церковь

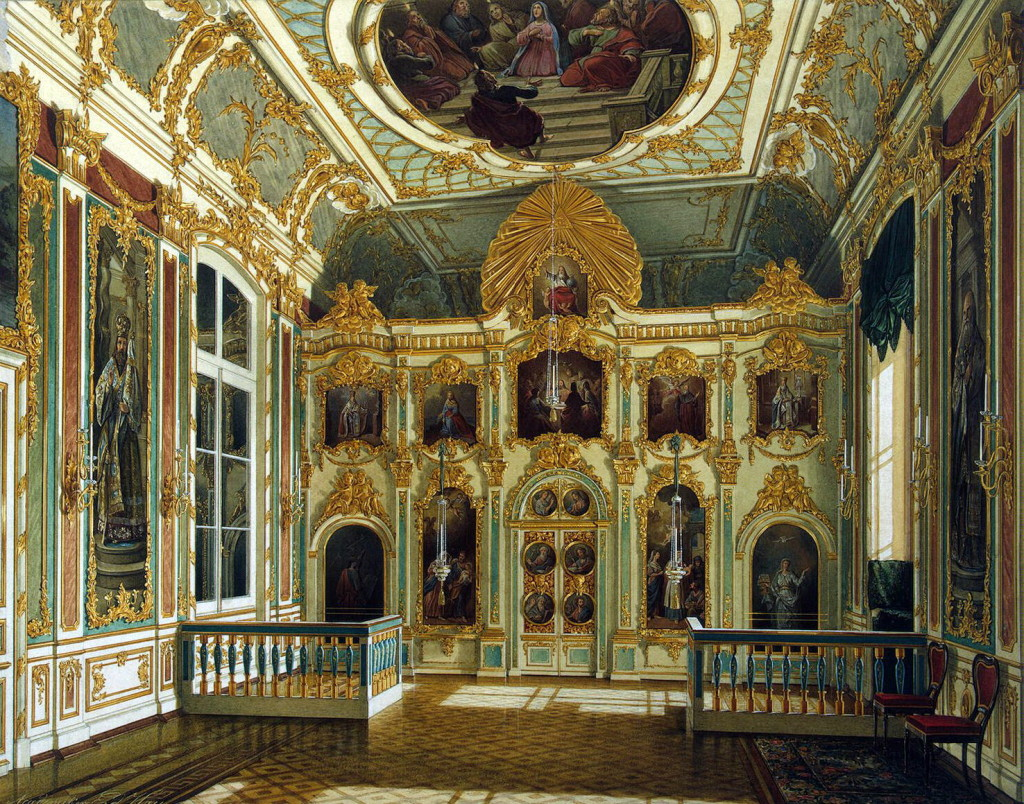
Малая церковь. Акварель Э. П. Гау. 1862 г.

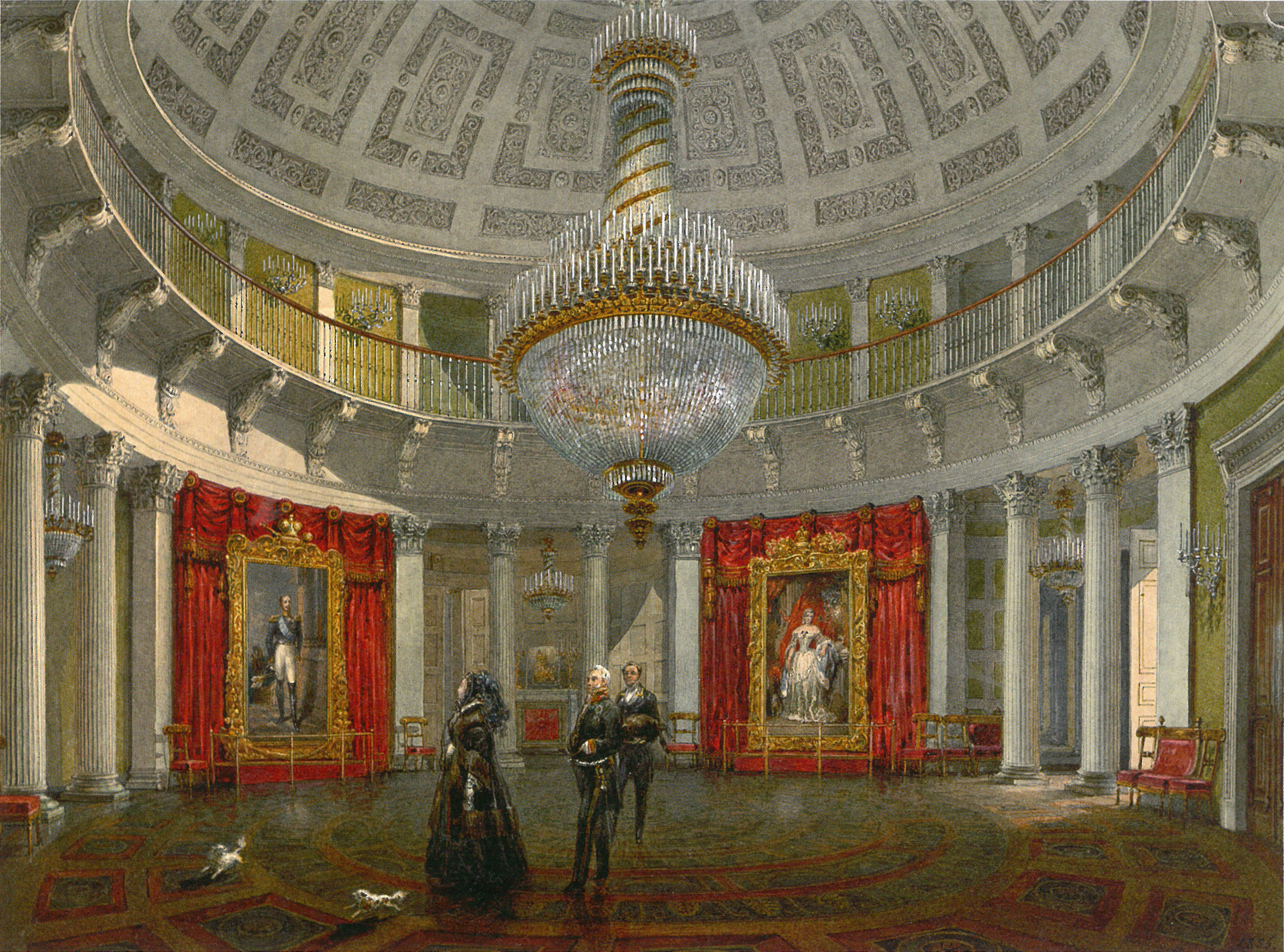
Ротонда. Акварель В. С. Садовникова. Середина XIX века

Церковь имела золочёное барочное убранство, в ней был установлен двухъярусный иконостас работы В. Бобкова. Поскольку над ней находилась Бриллиантовая комната, то церковь не имела сводов и её плоский потолок был украшен плафоном с изображением Сошествия Святого Духа работы Н. А. Майкова по рисунку Т. А. Неффа. На кровле дворца над Малой церковью был утроена звонница с барочным луковичным куполом. Лестница дворца, ведущая к Сретенской церкви, получила название Церковная.
В ризнице церкви с конца XIX века хранился золочёный серебряный крест с мощами Трёх Святителей и частицей Животворящего Древа, который был привезён из монастыря Пантократор на Афоне.
Вход в церковь осуществлялся из Ротонды (арх. О. Р. Монферран, восстановлена В. П. Стасовым), которая являлась буфером между личными апартаментами императора и коридорами, ведущими в парадные залы. По обеим сторонам от входа были помещены портреты императора и императрицы.
После Революции 1917 года церковь была закрыта. Проход в Ротонду замурован. В настоящее время иконостас демонтирован и помещение используется как выставочный зал Эрмитажа.

### Большая анфилада

#### Фельдмаршальский зал
Зал № 193. Возникновение двух новых парадных залов (Фельдмаршальского и Петровского) было частью замысла Николая I о превращении Зимнего дворца в памятник истории имперского периода развития России. Первый зал был создан в 1833—1834 гг. Огюстом Монферраном. После завершения строительства, в 1834 году на стенах Фельдмаршальского зала в шести из семи ниш разместили портреты российских фельдмаршалов. В марте 2012 года оформление зала было полностью восстановлено. На место были возвращены портреты Паскевича-Эриванского, Суворова-Рымникского, Голенищева-Кутузова-Смоленского, Потёмкина-Таврического, Румянцева-Задунайского, Дибича-Забалканского. Седьмая ниша, как и по сложившейся традиции в XIX веке, — пустует.

#### Петровский (Малый тронный) зал
Зал № 194. Создан в 1833 году по проекту О. Монферрана (после пожара восстановлен В. Стасовым). Посвящён памяти Петра I. Верхнюю часть стен украшают изображения победных для России петровских баталий — «Полтавский бой» и «Битва при Лесной», выполненные Б. Медичи и П. Скотти. Декор насыщен имперскими символами — двуглавыми орлами, коронами и латинскими вензелями «PP» — Peter Primus — Пётр Первый. В глубине большой ниши, перекрытой конхой, между двумя яшмовыми колоннами находится портрет Петра I с аллегорической фигурой Минервы. Трон — копия трона императрицы Анны Иоанновны, изготовленная в конце XVIII века. Стены обиты шитыми серебром панно из лионского бархата.

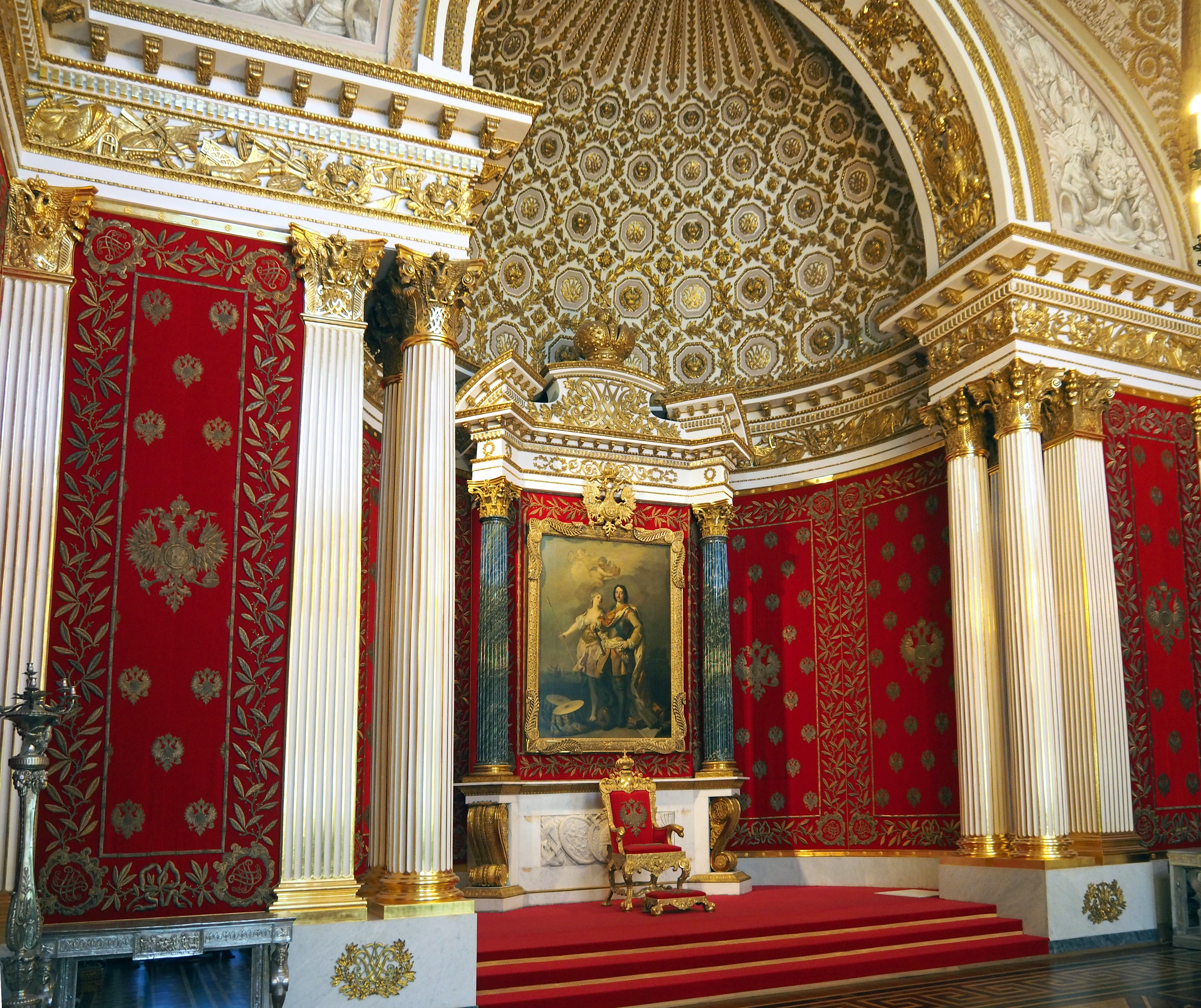
Петровский зал Зимнего дворца

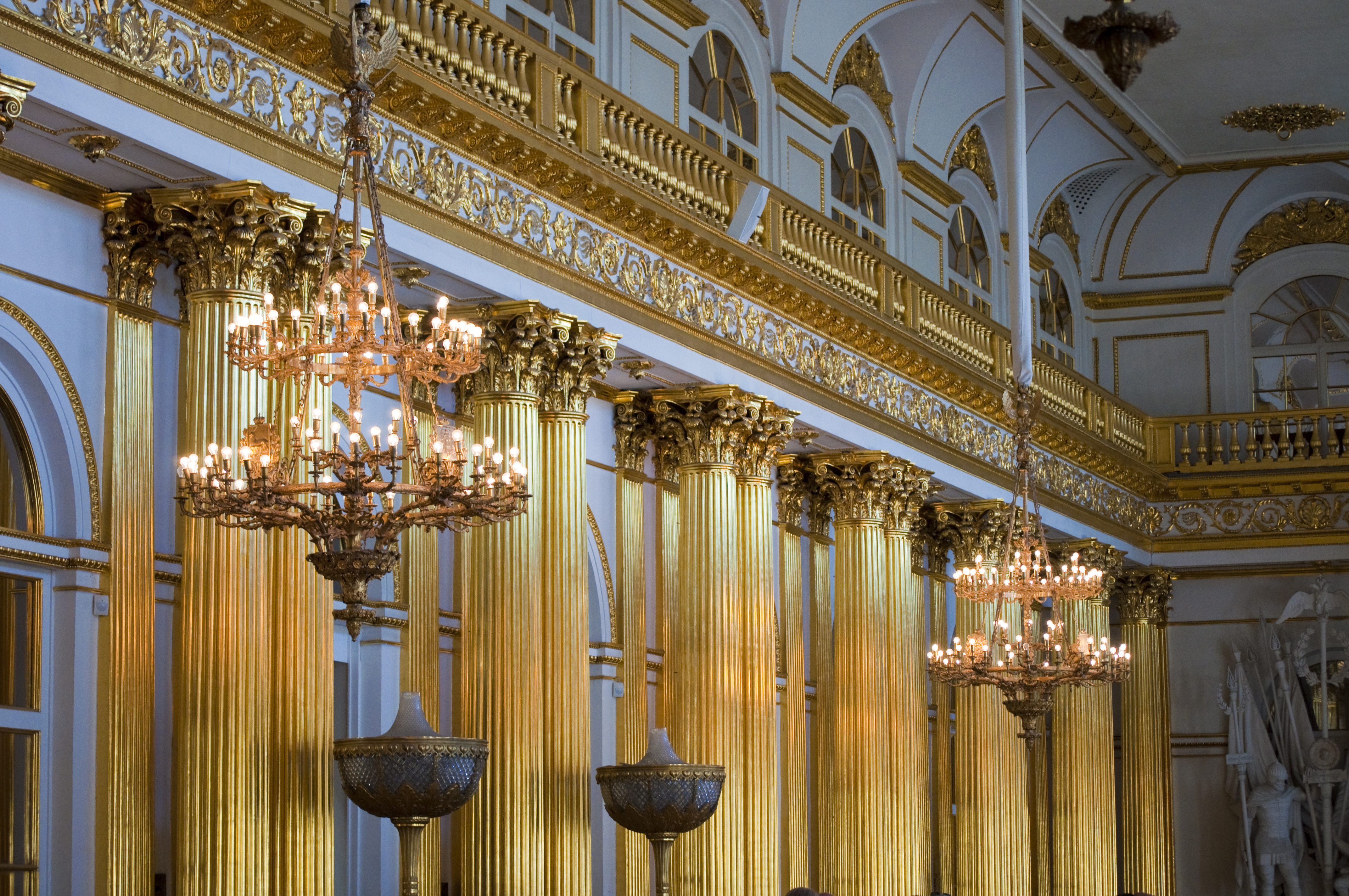
Гербовый зал Зимнего дворца

#### Гербовый зал
Зал № 195. Воссоздан В. П. Стасовым после пожара 1837 года для торжественных церемоний в стиле позднего русского классицизма. У входа в зал расположены скульптурные группы древнерусских воинов со знамёнами, на древках которых были закреплены щитки с гербами российских губерний. Кроме того, гербы губерний расположены на позолоченных бронзовых люстрах.

#### Пикетный зал

Э. П. Гау. Пикетный зал

Зал № 196. Создан в 1839 году В. П. Стасовым южнее Гербового зала на месте двух небольших помещений и лестницы. Служил для развода военного караула роты дворцовых гренадеров — пикета, отсюда происходит название зала. Появление Пикетного зала связало Гербовый зал с Большой церковью и новым Александровским залом. Отделка зала — рельефы, на которых изображены шлемы, шиты, копья, доспехи, медальоны со сценами сражения. С 1979 год по 2004 год был закрыт. В зале хранились музейные фонды отдела Востока, ковры и другие предметы искусства.

#### Военная галерея 1812 года

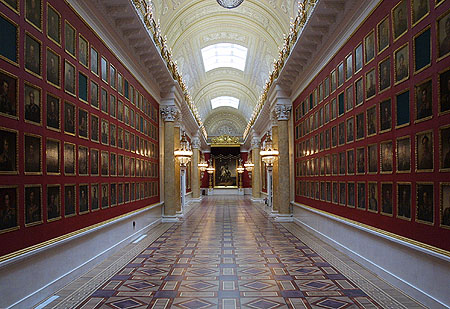
Военная галерея

Галерея посвящена победе русского оружия над Наполеоном. Она была сооружена по проекту Карла Ивановича Росси и торжественно открыта в годовщину изгнания Бонапарта из России , 25 декабря 1826 года, в присутствии императорского двора, генералов, офицеров и солдат, награждённых за участие в Отечественной войне 1812 года и в заграничном походе русской армии 1813—1814 гг. На её стенах помещены написанные Джорджем Доу портреты 332 генералов — участников войны 1812 года и заграничных походов 1813—1814 гг. Кроме того, в галерее помещены конные портреты императора Александра I и короля Пруссии Фридриха Вильгельма III работы Ф. Крюгера, портрет императора Священной Римской империи германской нации и Австрии Франца I работы П. Крафта. Прообразом галереи послужил один из залов Виндзорского дворца, посвящённый памяти битвы при Ватерлоо, в котором были сосредоточены портреты участников Битвы народов.

#### Георгиевский (Большой тронный) зал
Зал № 198. Создан в 1787—1795 годах по проекту Джакомо Кваренги. По указанию императора Николая I при восстановлении зала после пожара 1837 года архитекторами В. П. Стасовым и Н. Е. Ефимовым использовался белый каррарский мрамор, готовые детали из которого доставляли из Италии. Над тронным местом — мраморный барельеф «Георгий Победоносец, поражающий дракона», вып. итальянским скульптором Франческо дель Неро по рисункам Стасова (1842 г.). В этом зале проходили официальные церемонии и приёмы. В советское время тронное место к 1930 г. было разобрано, а в 1948 г. на месте трона была установлена созданная в 1937 г. большая физическая карта Советского Союза из 45 000 полудрагоценных и драгоценных камней. В 1989 г. (?) карта была демонтирована и перевезена в Горный музей. К 2000 г. трон вместе с балдахином был восстановлен на прежнем месте.

#### Александровский зал

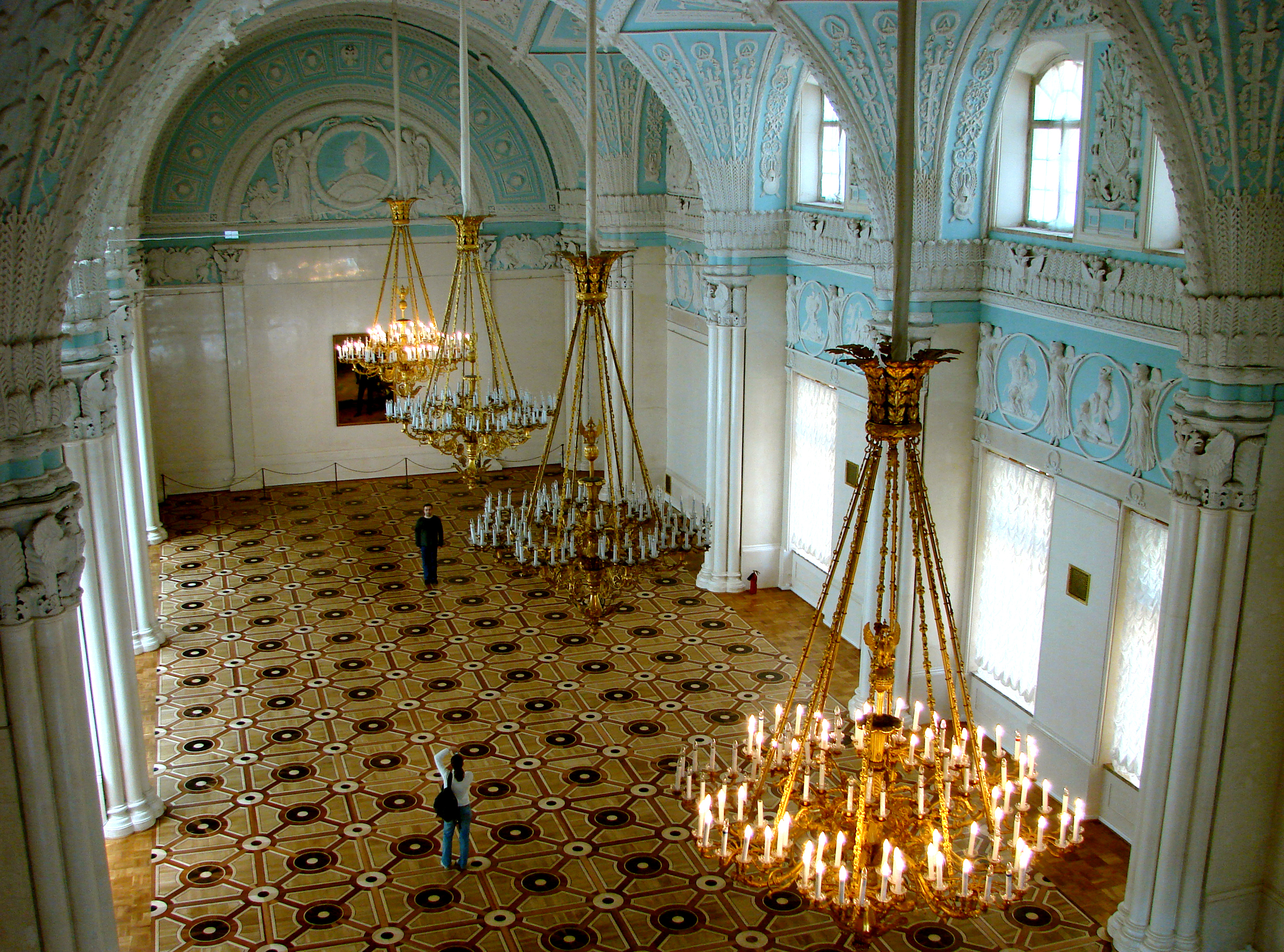
Александровский зал

Зал № 282. Архитектором А. П. Брюлловым было найдено великолепное решение большого по объёму двусветного пространства: разбив зал на компартименты он перекрывает центральную часть пологими куполами, опирающимися на веерные своды. Грандиозность подкупольных пространств вызывала у современников ассоциации с византийской архитектурой. По замыслу, этот зал должен был увековечить память об императоре Александре I. В северном торце зала был установлен большой портрет императора в рост в массивном позолоченном подрамнике до пола, а заднее пространство завешено малиновой парчовой драпировкой с вышитыми по ней золотыми двуглавыми орлами. В настоящее время в зале экспонируется коллекция западноевропейского серебра XVII—XVIII вв.

### Большая церковь

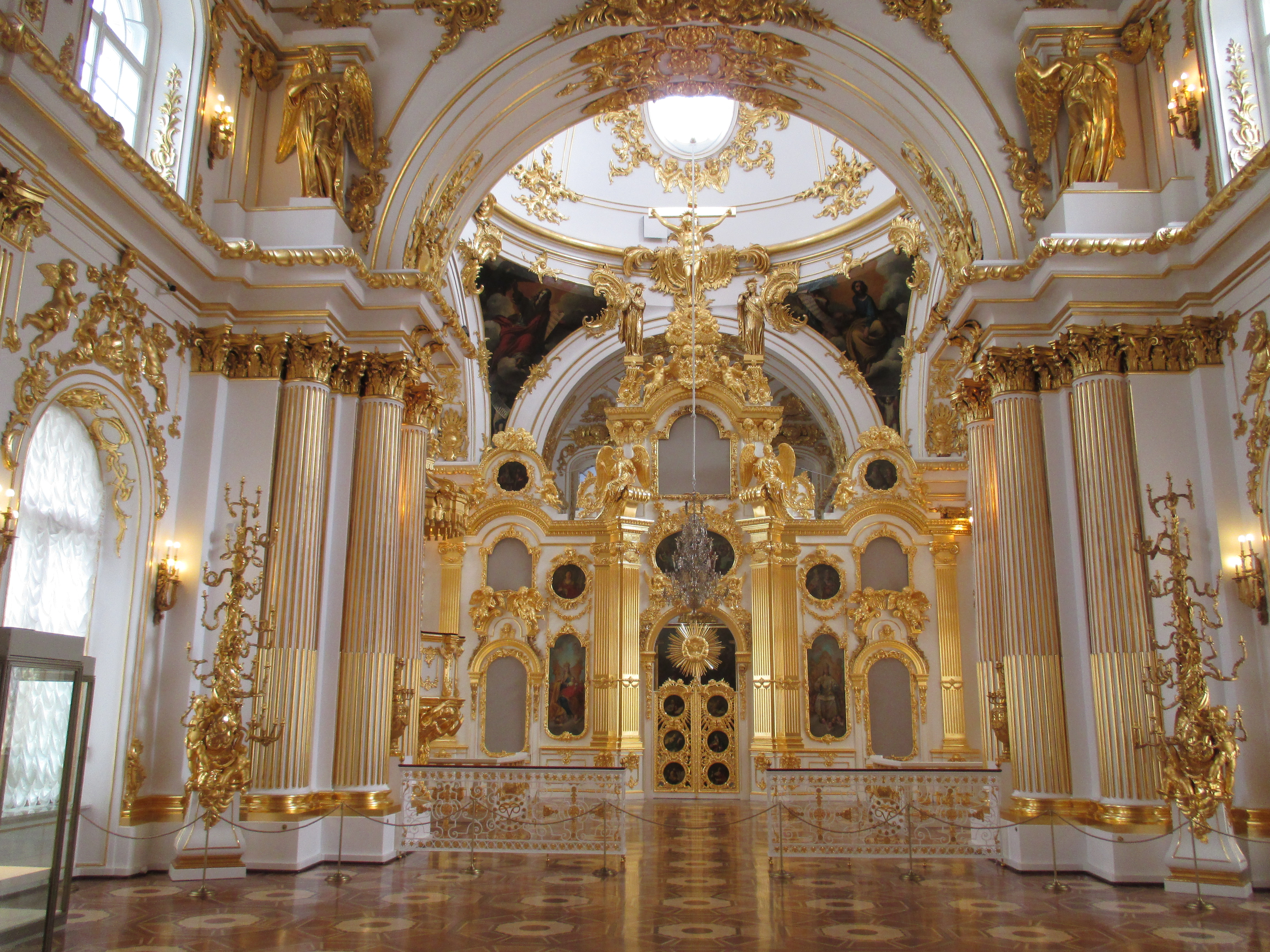
Большая церковь

Интерьер Большой церкви создан Ф. Б. Растрелли в стиле барокко. 12 июля 1763 года архиепископ Санкт-Петербургский Гавриил (Кременецкий) освятил церковь во имя Нерукотворного образа Спасителя. После катастрофического пожара 1837 года храм восстанавливался В. П. Стасовым «с возможной точностью <…> в прежнем виде». 25 марта 1839 года митрополит Московский Филарет (Дроздов) в присутствии императорской семьи освятил обновлённую домовую церковь. В конце XIX века на крыше дворца была сооружена звонница с пятью колоколами. Большая церковь Зимнего дворца отреставрирована к 250-летию Эрмитажа.

### Октябрьская (Собственная) лестница

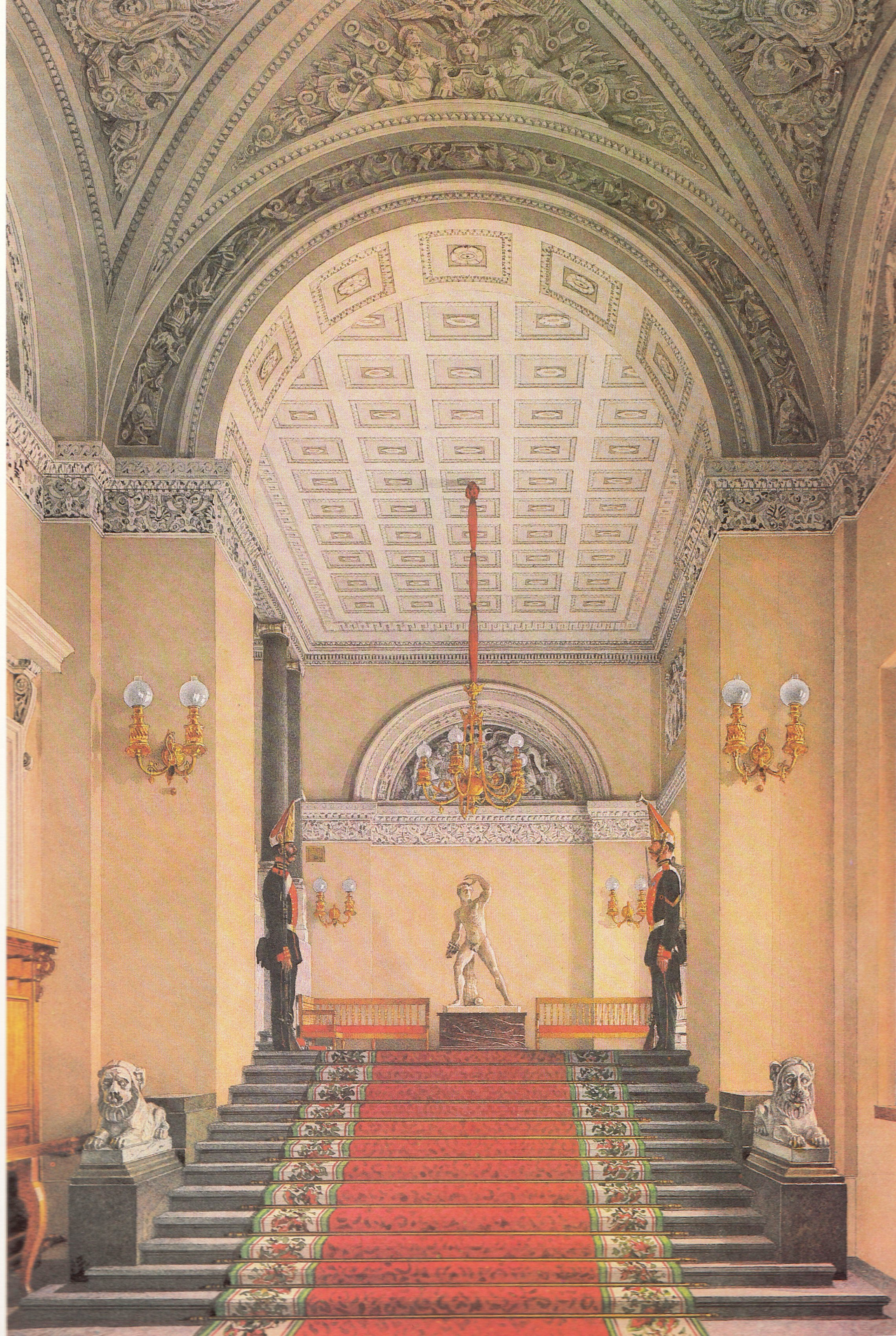
К. А. Ухтомский. Собственный подъезд в юго-западном ризалите

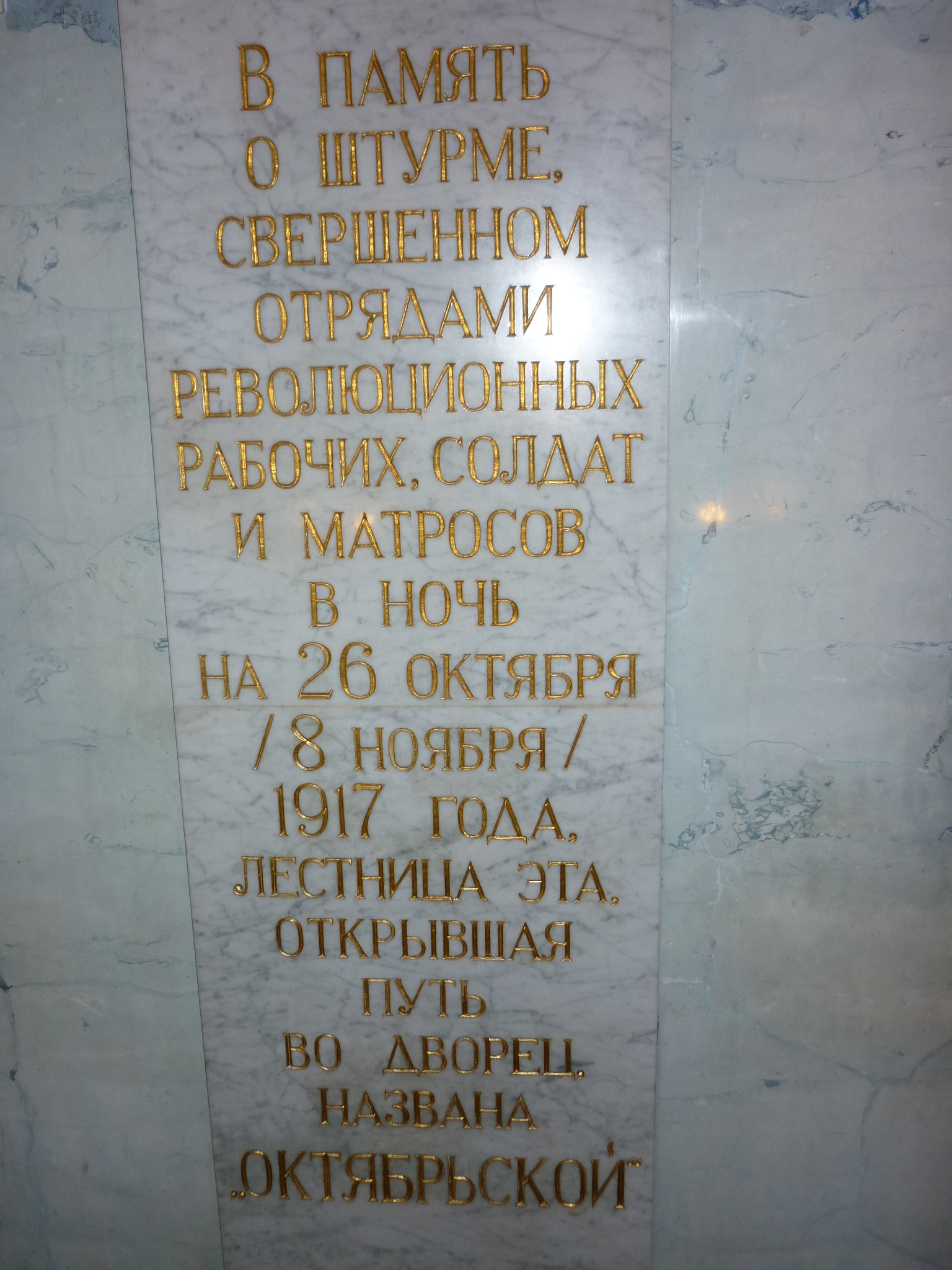
Мемориальная доска

Создана О. Р. Монферраном в 1828 году. После пожара 1837 года восстановлена А. П. Брюлловым почти без изменений. Интерьер лестницы выполнен в классическом стиле, богато декорирован гризайльной живописью. В советское время стала называться Октябрьской в память о событиях октября 1917 года, когда отряды штурмующих проникли по ней в Зимний дворец. По этой же лестнице в 3 часа ночи с 25 на 26 октября 1917 года выводили захваченных министров Временного правительства.

### Покои императрицы Марии Александровны
Окончательно отделанные к свадьбе в 1841 году апартаменты получили название «Новая» половина наследника. Располагались в юго-западном ризалите дворца и состояли из Уборной (зал № 168), Ванной (зал № 945), продолжавших линию комнат Александра Николаевича, Спальной (зал № 307), Будуара (зал № 306), Малинового кабинета (зал № 305), Золотой гостиной (зал № 304), Зелёной столовой и парадного Белого зала (зал № 289). Главной лестницей апартаментов стала бывшая Парадная лестница покоев императрицы Марии Фёдоровны (ныне Октябрьская), и подъезд, выходящий на Дворцовую площадь — Собственный подъезд.

#### Белый зал

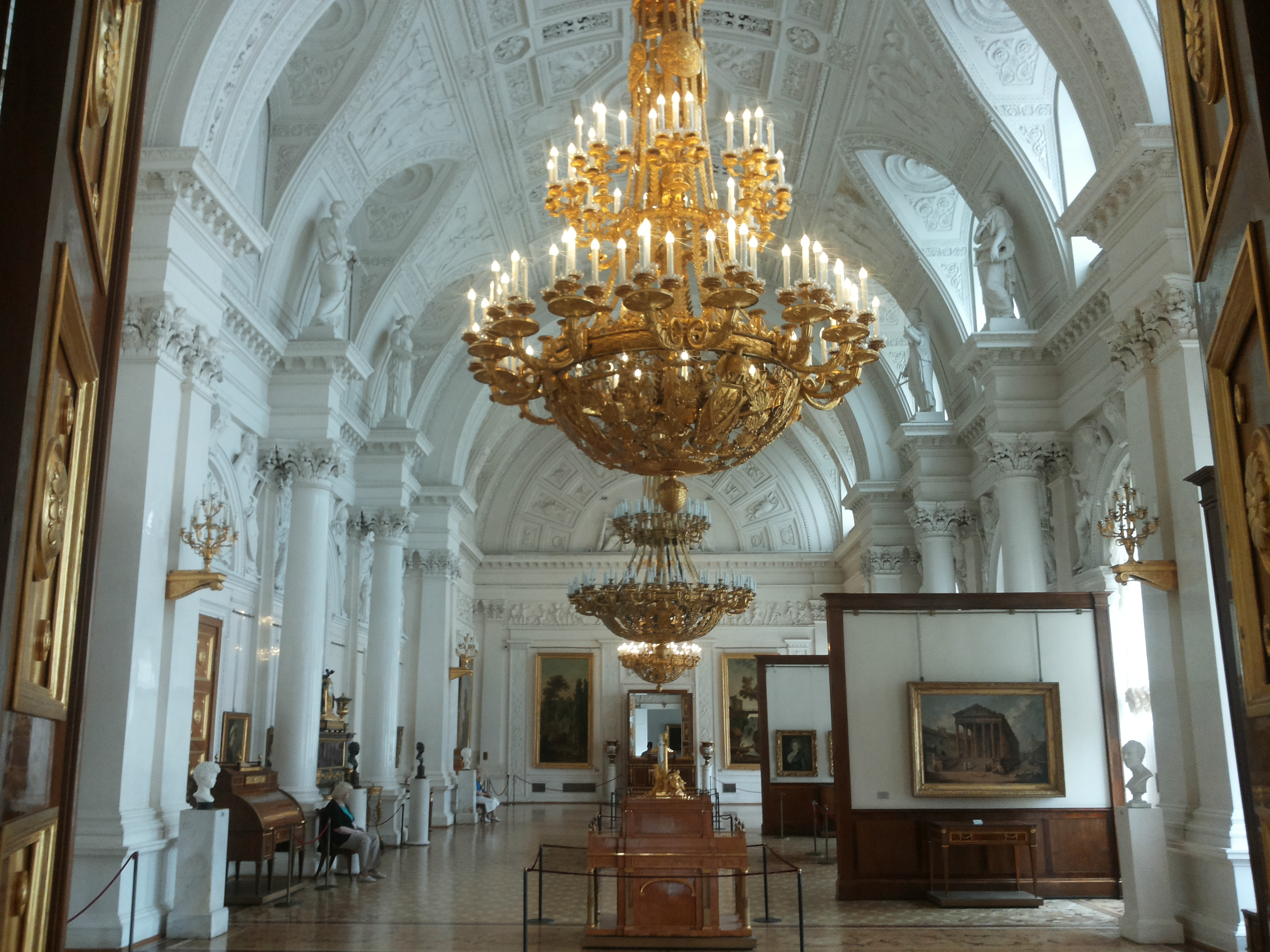
Белый зал

Белый зал (зал № 289) создан по проекту А. П. Брюллова в конце 1839 года. Вместе с рядом расположенной Золотой гостиной является репрезентативной частью приготовленных к свадьбе наследника апартаментов. Зал перекрыт цилиндрическим сводом с распалубками, украшен колоннами коринфского ордера, скульптурой и многочисленными барельефами. Грандиозный по размерам двусветный парадный зал использовался для торжеств. Описывая брату свои покои в Зимнем дворце Мария Александровна сообщает: «Последним идёт большой белый бальный зал».

#### Золотая гостиная

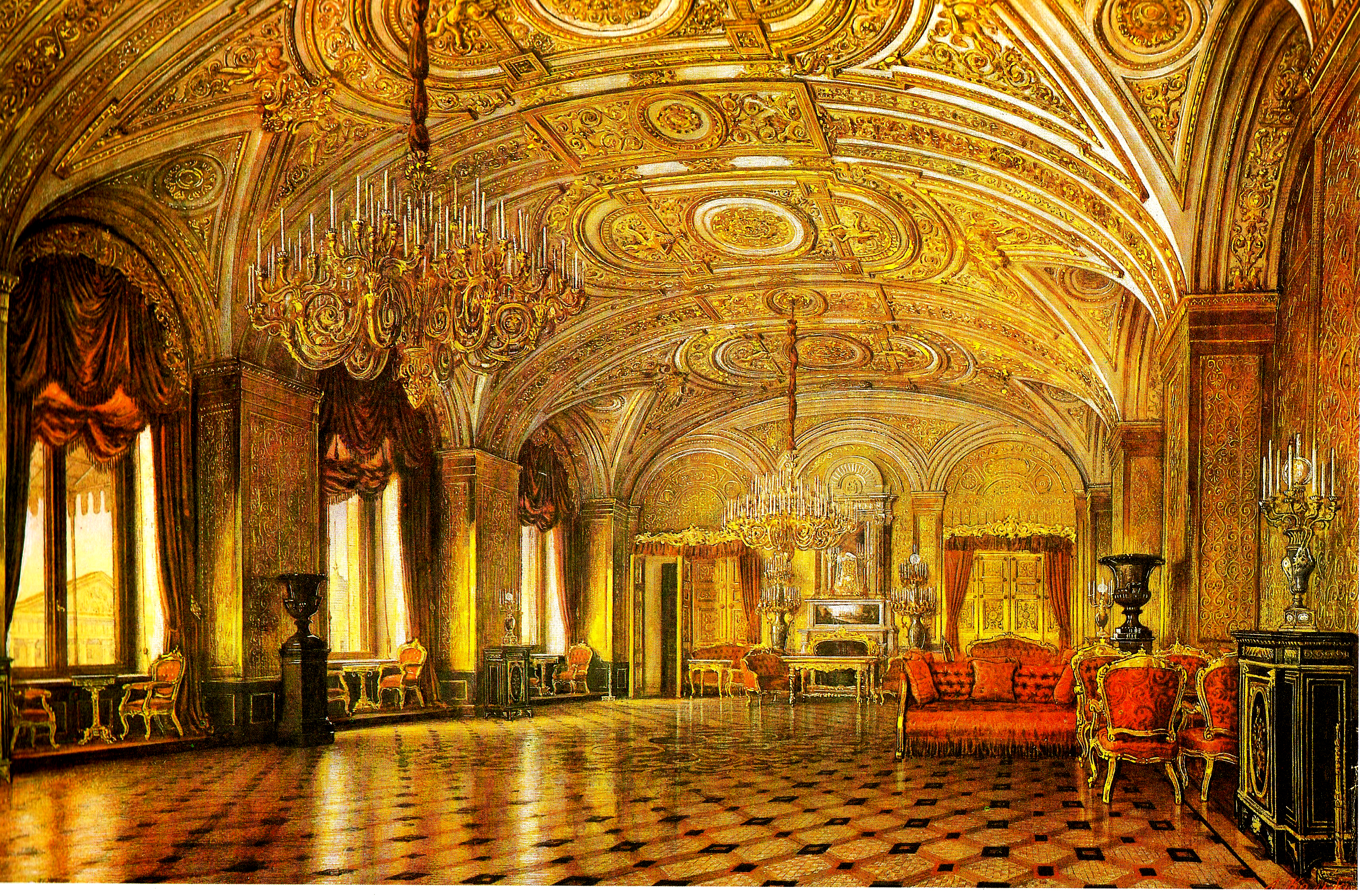
Золотая гостиная

Зал № 304. Золотая гостиная создана по проекту А. П. Брюллова в 1841 году к свадьбе наследника и великой княгини (впоследствии императрицы) Марии Александровны по образцу Тронного зала резиденции курфюрстов в Мюнхене. Все стены и пилоны покрыты тонким орнаментом и сплошь вызолочены. В отличие от мюнхенского зала Золотая гостиная перекрыта коробовым сводом с треугольными распалубками с обильной позолоченной лепниной. Такое решение, несмотря на изначальную ориентацию архитектора на ренессансные мотивы, даёт повод отнести стиль интерьера к московской архитектуре XVII века — модное веяние в русском искусстве XIX века. Обращает на себя внимание один из самых сложных во дворце каминов с барельефом во фризе и картиной из мозаики. В 1850 году по рисункам архитектора Штакеншнейдера созданы новые занавеси и карнизы, мебельный гарнитур, обитый малиновой брокателью (ткань заменена в 1960-х годах на голубую). После убийства Александра II, именно здесь, в окружении избранных членов Государственного Совета, новый император Александр III решал судьбу российской конституции и реформ, которые решено было приостановить.

#### Малиновый кабинет
Зал № 305. Большой или Парадный кабинет, построенный А. П. Брюлловым был переделан в 1867 году архитектором Э. И. Жибером (с большой вероятностью был использован проект 1858 года А. И. Штакеншнейдера). Вместо сводчатого перекрытия зал получил плоский потолок. Поле стен сплошь затянуто тканью малинового цвета. О назначении Большого кабинета подробно рассказывал Д. С. Арсеньев: «…так называемый „кабинет“ Ея Высочества, но в сущности гостиная, — большая почти квадратная угловая комната. ...В этой комнате цесаревна принимала приезжавших к ней членов царской семьи и своих гостей, а вечером в гостиной проходили интимные вечерние собрания, во время которых сначала пили чай, а потом цесаревна с приглашёнными дамами слушала чтение вслух, причём она всегда занималась вязанием... Кабинетом она называлась потому, что в одном из углов стоял большой письменный стол...„. Угол между окнами занимали цветы и ширмы из плюща. До появления отдельного помещения Столовой обеды накрывались в этом зале.

#### Будуар

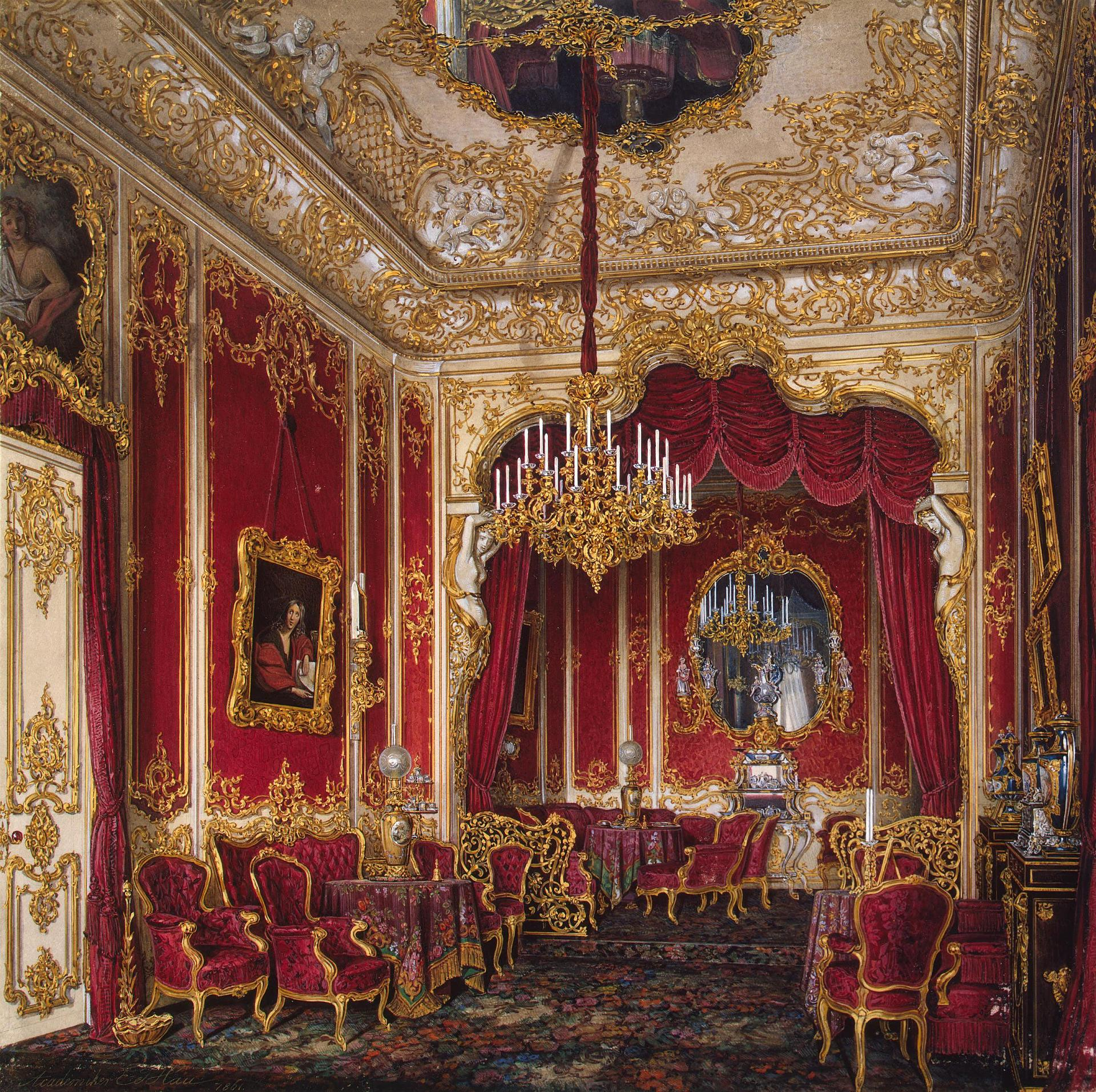
Э. П. Гау. Будуар. 1861 год

Зал № 306. Будуар, созданный в 1841 году А. П. Брюлловым, был коренным образом переделан в 1853 году архитектором Г. А. Боссе. Декор зала выполнен в стиле неорококо (подражание декоративной отделке интерьеров середины XVIII века). Вместо полуциркульной ниши в глубине этой неширокой, но глубокой комнаты был устроен прямоугольный с приподнятым на одну ступеньку полом альков, ограниченный узорчатой золочёной решёткой и аркой прихотливой формы, поддерживаемой двумя кариатидами. Стены разделены на широкие и узкие обтянутые гранатовым брокателем панно в резных золочёных рамах с затейливым, вычурно извивающимся орнаментом. Так же затейливым орнаментом обработан и потолок. В убранство будуара включено семь разного размера зеркал, украшающих стены, мраморный камин и потолок. Многочисленная лёгкая резная золочёная мебель состоит из диванчиков, кресел, стульев и стульчиков. При последней реставрации будуара в 1961 году были отреставрированы наборный пол и позолота, заново обиты стены (первоначальная обивка сохранилась на одном из узких панно). По особому желанию цесаревны камин был вынесен на фасадную стену, на что потребовалось личное разрешение Николая I и исследования специальной комиссии. Вместо ломов при производстве работ с кирпичной кладкой использовали скальпели. Новый камин Будуара стал единственным отопительным устройством во дворце, расположенным на наружной стене.

#### Зелёная столовая
Зал № 308. Создана в 1850-е годы архитектором А. И. Штакеншнейдером, который использовал чертежи, выполненные А. П. Брюлловым (реализация проекта откладывалась из-за отсутствия денег). Отделка этого изысканного помещения выполнена в стиле неорококо и сохранилась до наших дней. Помещение не имеет окон, поэтому был создан застеклённый потолок и световой фонарь на крыше (не сохранился).

#### Синяя спальная

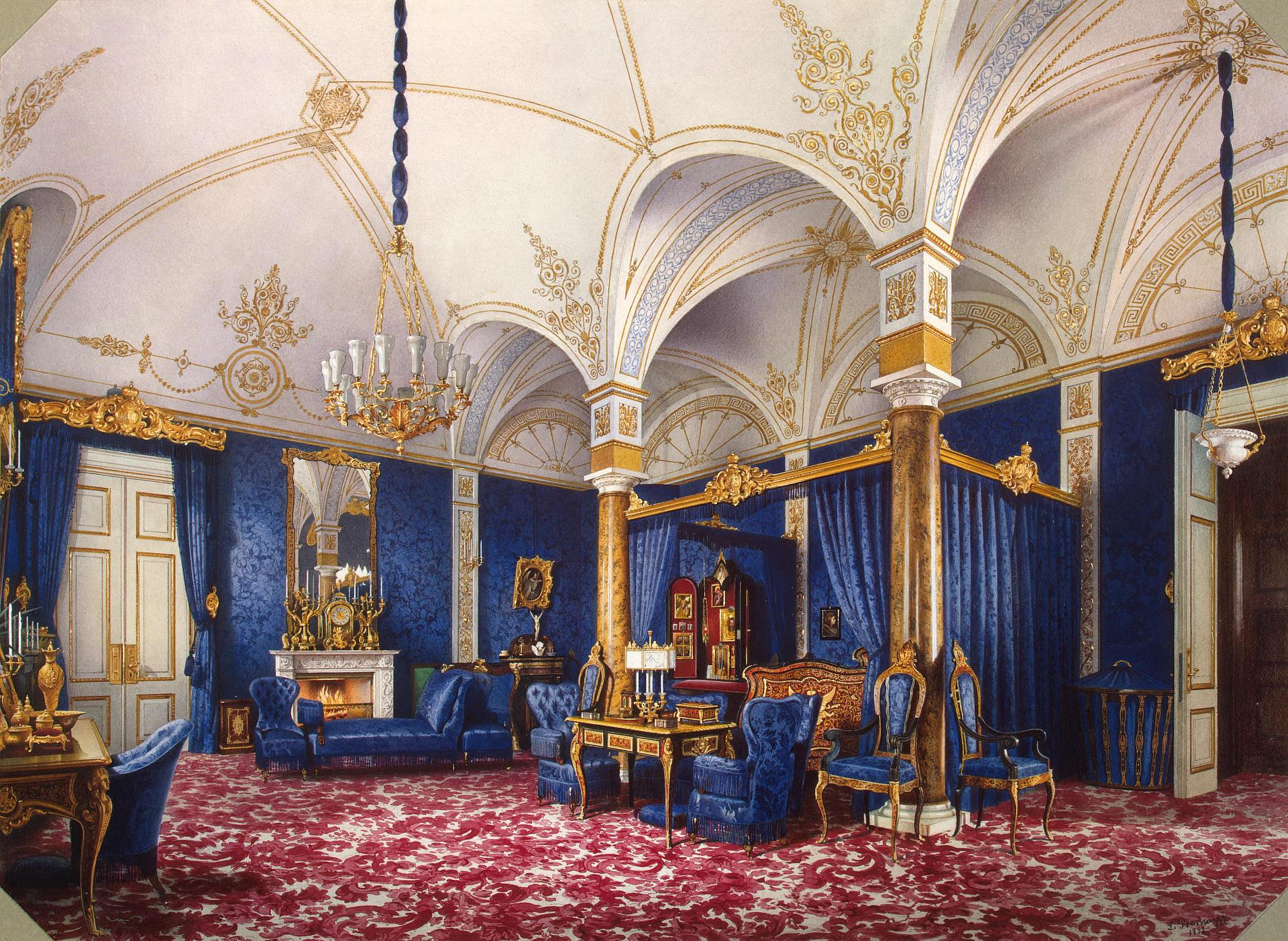
Л. Премацци. Синяя спальня. 1859 год

Зал № 307. Названа так по цвету драпировки стен (не сохранилась): гладкая тёмно-синяя ткань была «забрана» под карниз и плинтус. Альков находился за двумя колоннами, его драпировка фиксировалась тяжеловесными золочёными карнизами. Колонны отделаны жёлтым редким «древесным мрамором Giallo Antico».

#### Ванная

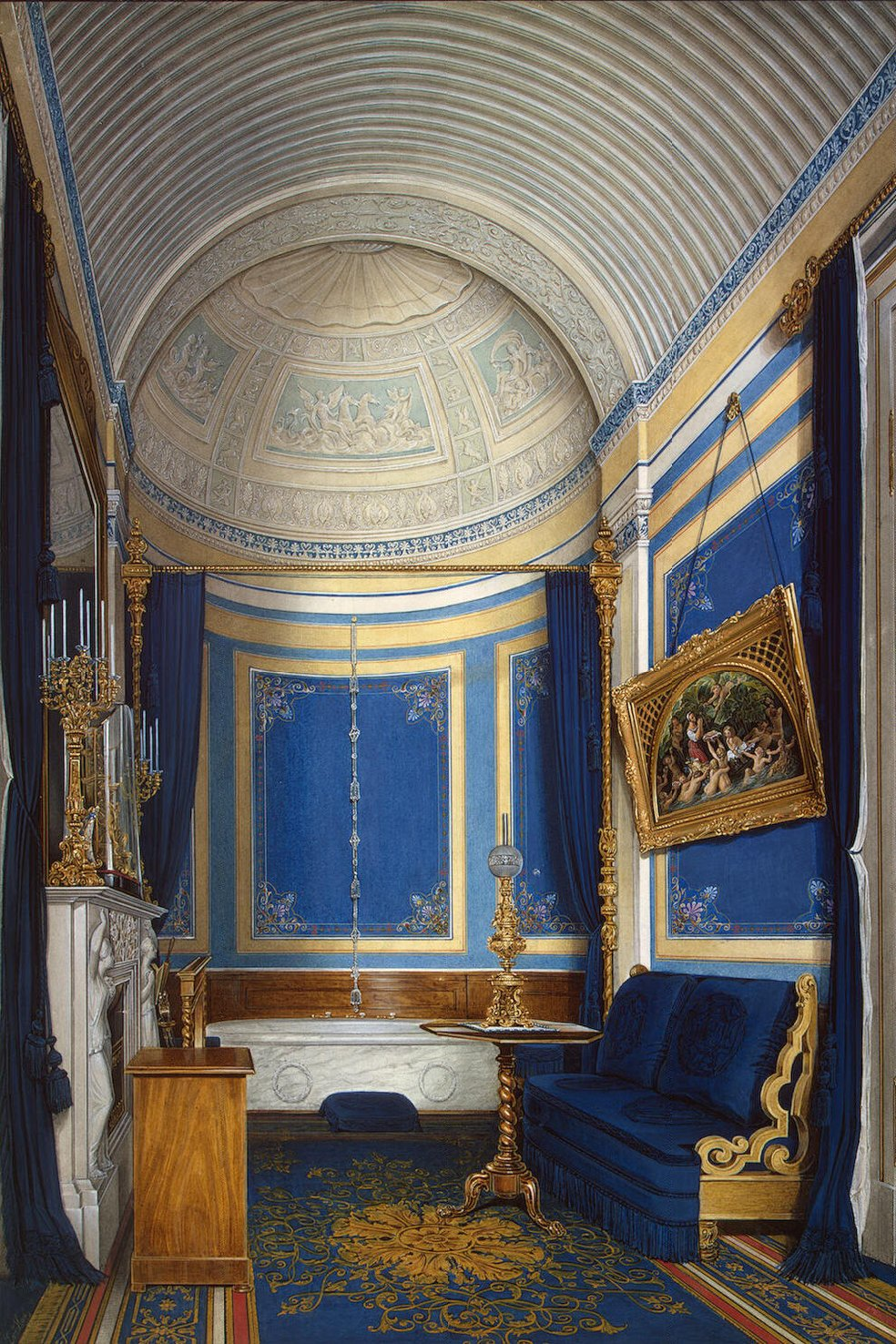
Э. П. Гау. Ванная Марии Александровны. 1850-е

Зал № 945. Мария Александровна так пишет об этой комнате: «Она окрашена в чудесный голубой цвет Marie Luise со светлым фоном; ванна мраморная, с одной стороны — камин, а с другой — кушетка».

#### Уборная (Туалетная)
Зал № 168. Здесь Мария Александровна отдыхала, переодевалась. Стены были обиты тканью, цвет обивки менялся от розового и светло-лилового до синего. Помещение было обставлено мебельным гарнитуром П. Гамбса, здесь стоял письменный стол, за которым Мария Александровна работала и читала, кушетки, мягкие кресла, бельевой шкаф. Среди множества портретов здесь находились портреты близких: Александра Николаевича работы Ф. Крюгера, Николая I, брата Александра Гессенского, младшей дочери Марии работы И. Макарова. В 1845 году художник И. Дроллингер сделал новую, сохранившуюся до наших дней, роспись потолка и поместил во фризе круглые медальоны с изображением видов окрестностей Санкт-Петербурга, «списанными» с натуры по желанию хозяйки.
Из Туалетной можно было попасть в соседнее помещение, где находилась Библиотека супруга.

### Апартаменты наследника
В 1791 году архитектор Дж. Кваренги создал апартаменты для наследника — великого князя Александра Павловича. На втором этаже западного корпуса по фасаду вдоль Адмиралтейства от Салтыковской лестницы (названа по имени воспитателя великих князей Н. И. Салтыкова, жившего на 3-м этаже) до внутреннего угла юго-западного ризалита разместились Прихожая, Приёмная, Кабинет (Учебная), Спальня, Уборная (Гардеробная), Библиотека (залы № 174—169). В 1793—1796 годах покои занимал Константин Павлович, а с 1796 — Николай Павлович. После пожара апартаменты были восстановлены в прежнем виде арх. А. П. Брюлловым. В связи с особым статусом помещений при восстановлении Кабинета (зал № 172) и Спальной (зал № 171) были сохранены плоские перекрытия и строгая классицистическая отделка. Теперь эти помещения стали единственными в Зимнем дворце жилыми комнатами, которые не были перекрыты сводами. Несмотря на устройство воздушного отопления, император распорядился воссоздать печи, «но с тем, чтобы печи эти были сделаны только по виду прежних фальшивые или глухие, так как отопление комнат будет производится пневматическим способом». В письме наследнику император добавляет: «Я велел даже одну уцелевшую вьюшку поставить на старое место». Печи были демонтированы арх. А. Сивковым в 1920-х годах во время приспособления залов под музейные функции.
Здесь жил и скончался (зал № 171) после покушения император Александр II.

## Туризм
Огромный историко-культурный и художественный интерес Зимний дворец представляет для туристов из России и всего мира. В 2009 году общее количество посетителей составило 2 359 616 человек. Примерно 500 тысяч из них — иностранцы.

## В искусстве

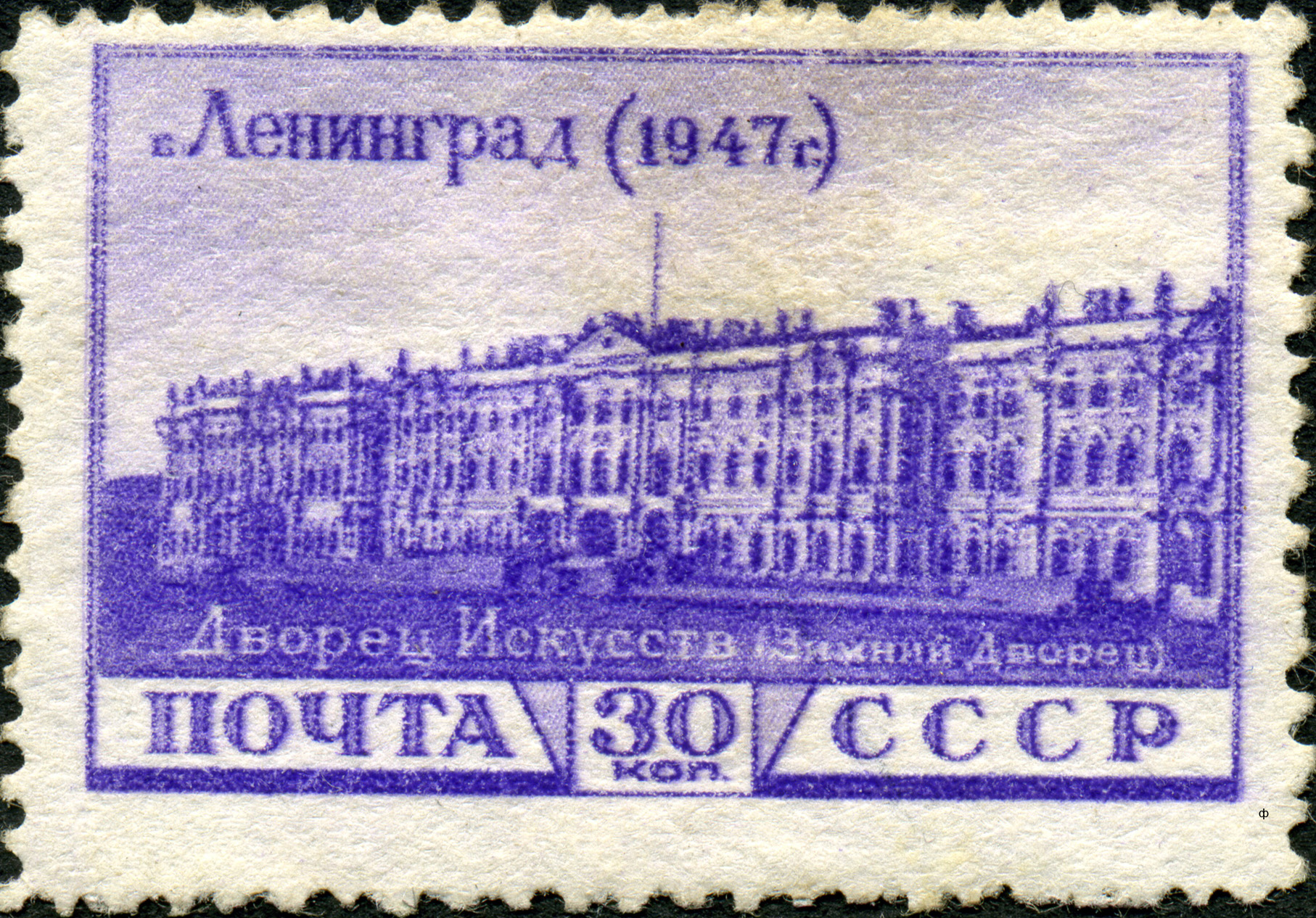
Почтовая марка СССР 1948 года, номиналом 30 копеек из выпуска «Виды Ленинграда» 1948 года. На марке изображен Зимний дворец (Дворец Искусств — в 1918—1919 годах).

- Почтовая марка СССР 1948 года, номиналом 30 копеек из выпуска «Виды Ленинграда» 1948 года. На марке изображен Зимний дворец (Дворец Искусств — в 1918—1919 годах).В фильме Александра Сокурова «Русский ковчег», снятом одним дублем, без единой монтажной склейки, в 2002 году действия происходят в интерьерах Зимнего дворца.
- Дворец показан в фильме «Распутин».
- Дворец показан в фильме «Октябрь» (съёмки частично проходили в реальном дворце).
- Дворец показан в фильме «Красные колокола. Фильм 2. Я видел рождение нового мира» (съёмки проходили в реальном дворце).
- Мнение о том, что дворец показан в мультфильме «Анастасия», не соответствует действительности: образцом там был Екатерининский дворец в Царском Селе.
- Дворец показан в мультфильме «Секрет Анастасии» (там говорится, что он находится в Москве, хоть это и не соответствует действительности).
- Дворец смоделирован в одной из миссий компьютерной игры «Red Alert 3»
- Дворец показан в сериале «Бедная Настя». Если присмотреться, можно увидеть малиновый кабинет Марии Александровны, Георгиевский зал и зал для балов в заставке к сериалу, да и в самом сериале его часто показывают.
- Дворец показан в сериале «Екатерина», в главной роли которого была Марина Александрова, исполнившая роль Екатерины Великой.

## Галерея

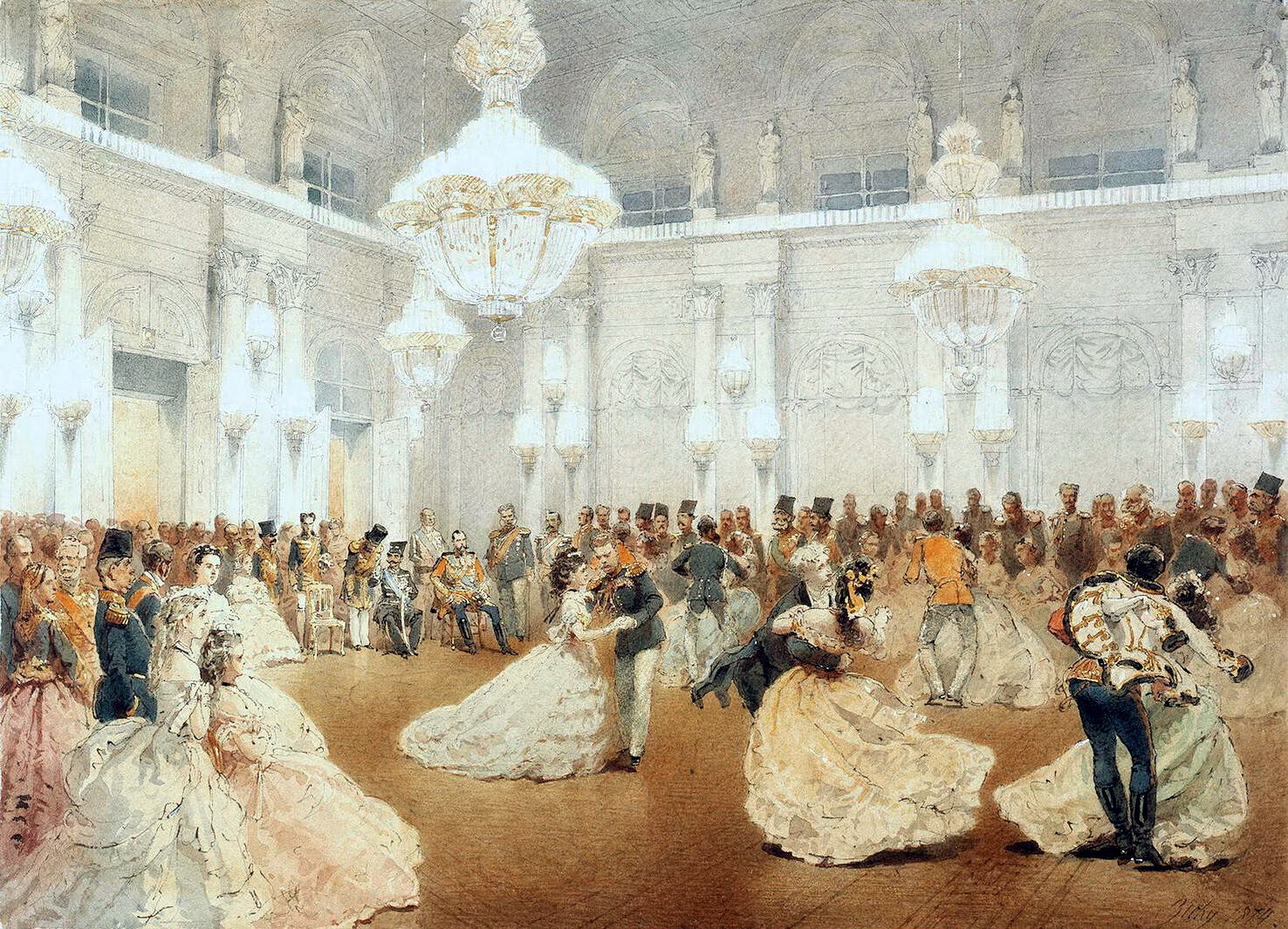
М. Зичи. Бал в Концертном зале Зимнего дворца во время официального визита шаха Насир-ад-Дина в мае 1873 года
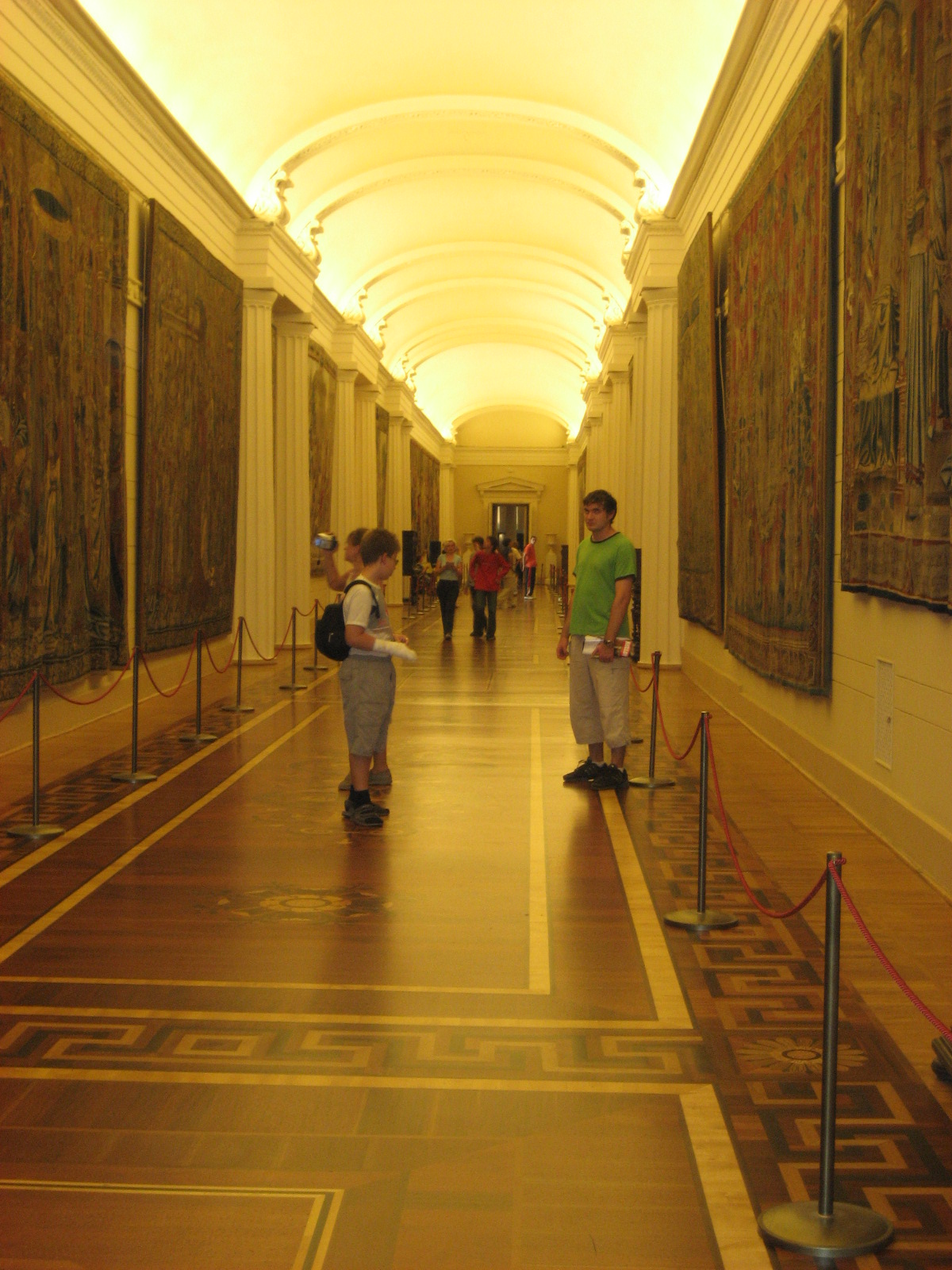
Фламандские гобелены в Тёмном коридоре Зимнего дворца
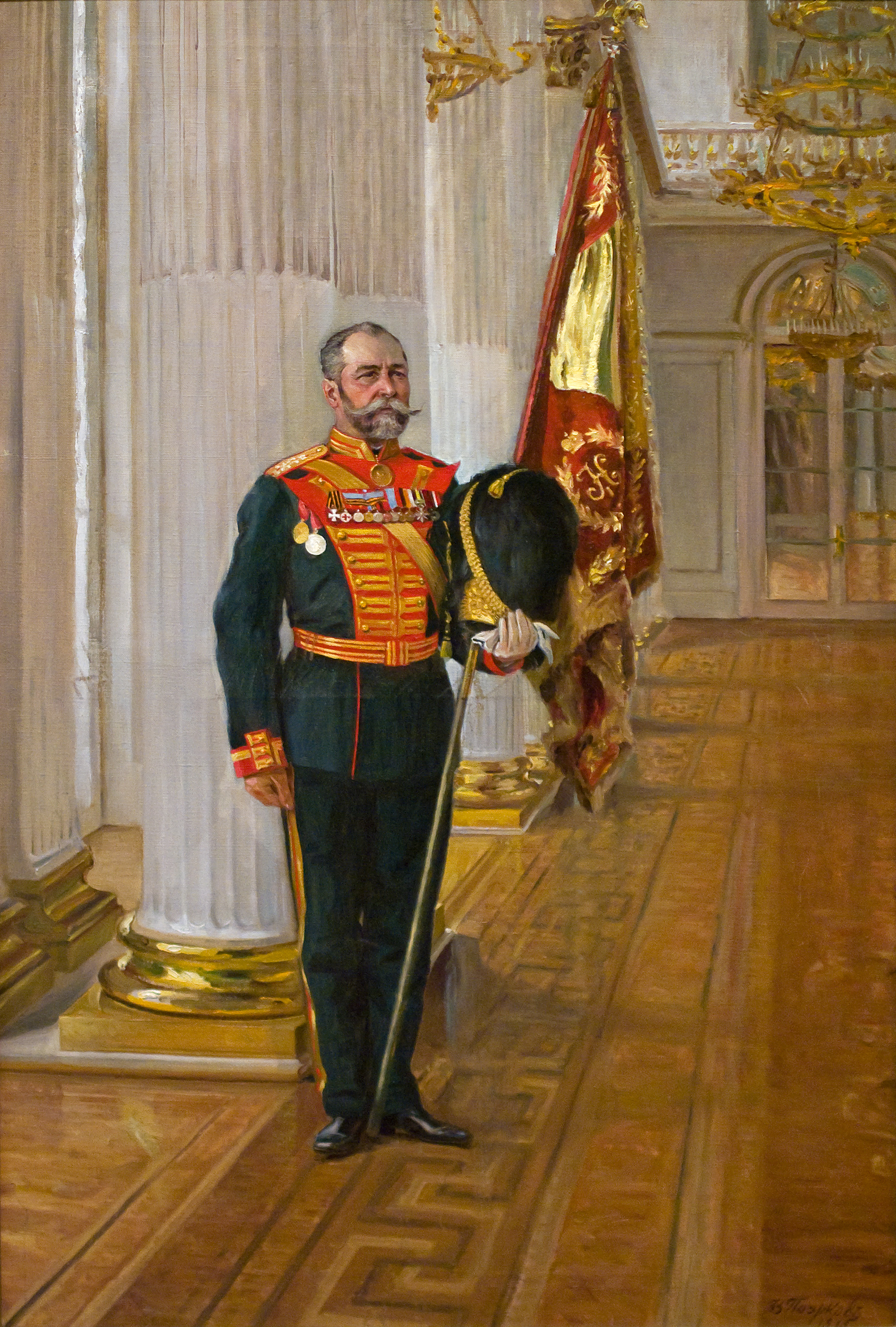
Фрагмент оформления (картина 1915 года)
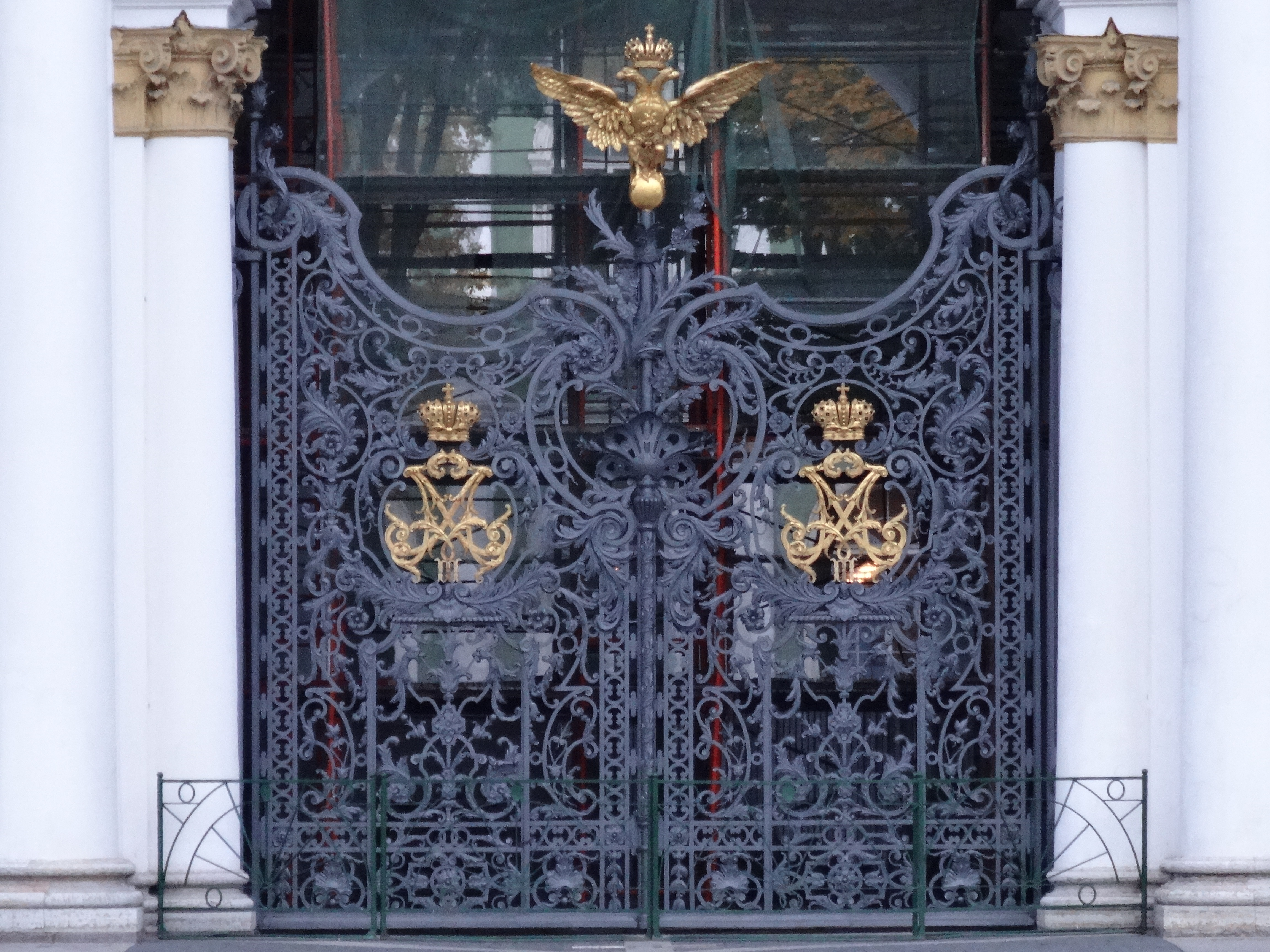
Ворота Зимнего дворца
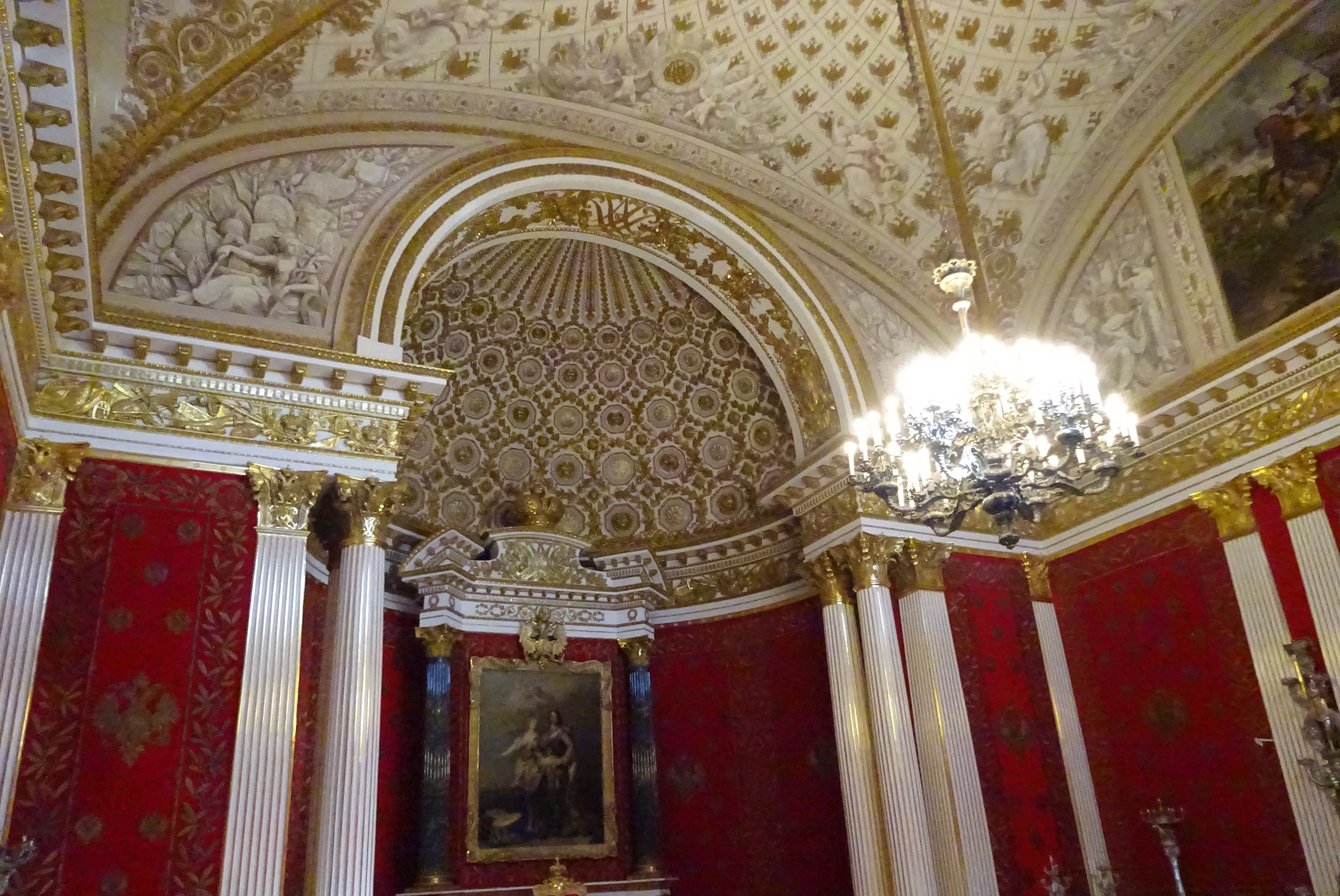
Интерьер
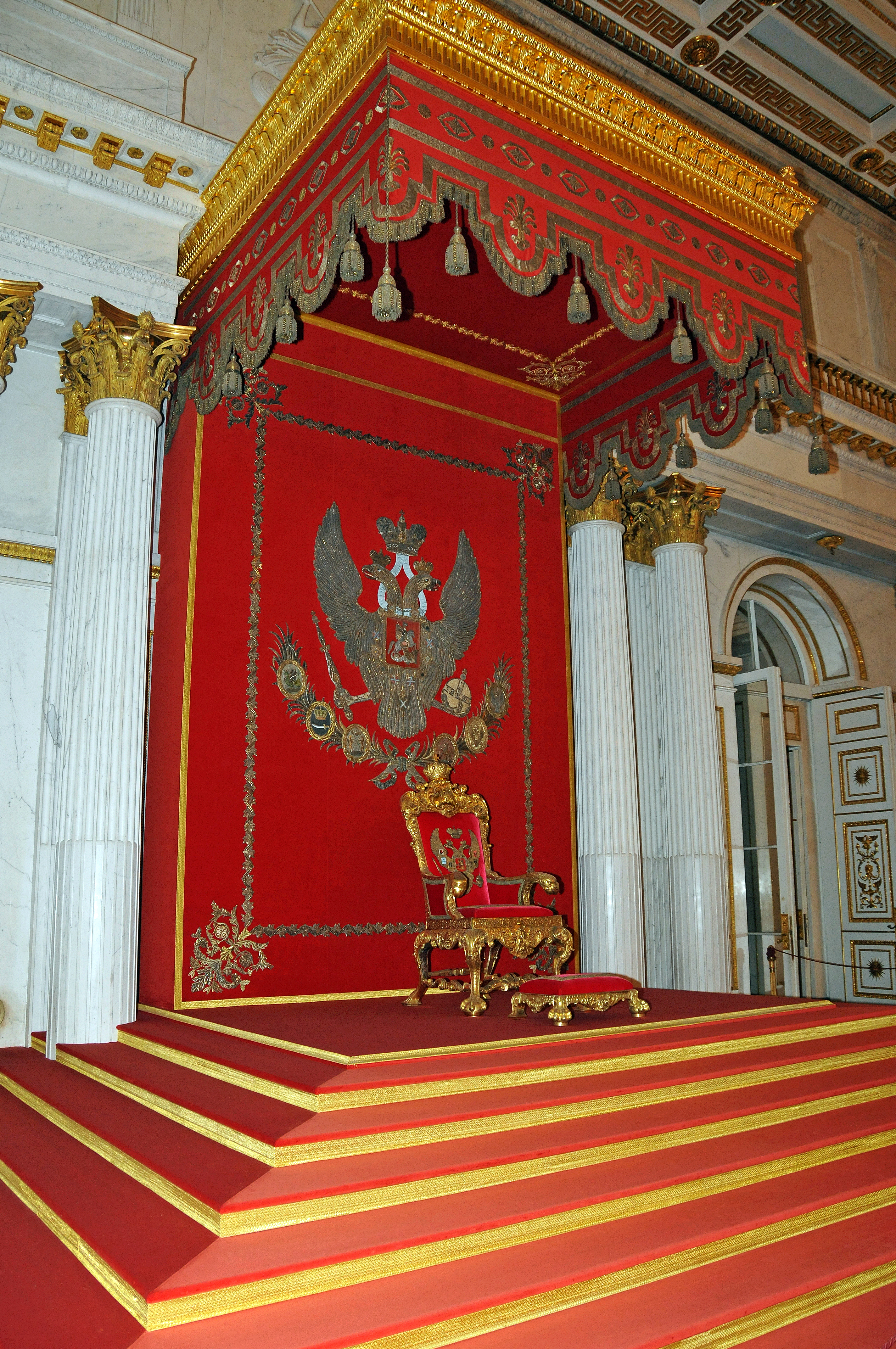
Императорский трон